# زبان انگلیسی
اِنگِلیسی (به انگلیسی: English، تلفظ: ‎/ˈɪŋɡlɪʃ/‎) یک زبان طبیعی از خانوادهٔ زبان‌های هندواروپایی از شاخهٔ زبان‌های ژرمنی غربی با خط لاتین است که برای نخستین بار در انگلستان در عهد آنگلوساکسون‌ها تکلم شد و انگلیسی باستان شکل گرفت. بعدها پس از تهاجم سزار و نورمن‌ها، با ورود هزاران واژه از زبان لاتین و زبان فرانسه، انگلیسی میانه شکل گرفت و مکاتب ادبی در ادبیات انگلیسی، انگلیسی نو نخستین را شکل داد. امپراتوری بریتانیا، با مستعمره‌سازی در تمام قاره‌ها و تشکیل بزرگ‌ترین امپراتوری جهان، سپس ابرقدرت شدن ایالات متحدهٔ آمریکا و سادگی دستور زبان انگلیسی و وام‌واژه‌های بسیار، موجب شد تا که سرانجام انگلیسی نو، یک زبان میانجی جهانی و پرگویش‌ترین زبان جهان شود.
انگلیسی در انگلستان و جنوب شرقی اسکاتلند تکامل یافت. از دیگر زبان‌های ژرمنی می‌توان به آلمانی، هلندی، دانمارکی، سوئدی و نروژی اشاره کرد. امروزه، به تقریب، نیمی از مجموعه واژگان و دستور زبان انگلیسی از زبان‌های ژرمنی و نیمی دیگر را وام‌واژه تشکیل می‌دهد که بیشتر آن‌ها از لاتین، فرانسوی، بخشی از یونانی و دیگر زبان‌ها وارد انگلیسی شده‌اند. در اثر نقش و توان زیاد بریتانیا در گستره‌های نظامی، اقتصاد، علم، سیاست و فرهنگ در جهان پس از قرن هجدهم، و به‌ویژه ایالات متحدهٔ آمریکا از سدهٔ بیستم میلادی، انگلیسی در جهان گسترش یافته و زبانی بین‌المللی، زبان مادری، زبان دوم، زبان خارجه و زبان میانجی در بسیاری از کشورهای جهان شده‌است.
انگلیسی به عنوان زبان مادری در کشورهای آنگلوسفر (انگلستان، آمریکا، کانادا، استرالیا و نیوزلند) و ایرلند، آفریقای جنوبی، غنا، نیجریه، زیمبابوه، بوتسوانا و بسیاری کشورهای دیگر کاربرد دارد. همچنین زبان دوم برخی کشورها مانند هند، پاکستان، قطر، بحرین، سودان است. انگلیسی پرتکلم و شناخته‌ترین زبان جهان است، اما برپایه کشورهای زبان مادری، امروزه از نظر تعداد گویشوَر، پس از چینی و اسپانیایی، سومین زبان جهان است. شمار کسانی که زبان مادری‌شان انگلیسی است امروزه بیش از ۳۸۰ میلیون است. با این حال شمار انگلیسی‌زبانان غیربومی در جهان بیش از یک میلیارد است. انگلیسی در بسیاری از کشورها زبان میانجی است و مهم‌ترین زبان جهان در سیاست، اقتصاد، صنعت، فرهنگ و علم در روابط بین‌الملل به‌شمار می‌آید. این زبان از زبان‌های رسمی سازمان ملل متحد است و نظام آموزشی بیشتر کشورها به تدریس آن می‌پردازد. رایج‌ترین زبان بین‌المللی جهان، انگلیسی است. گفتنی است که ۸۰٪ از زبان انگلیسی را وام‌واژه‌های دیگر زبان‌ها تشکیل می‌دهند.

## پیشینه

### انگلیسی باستان

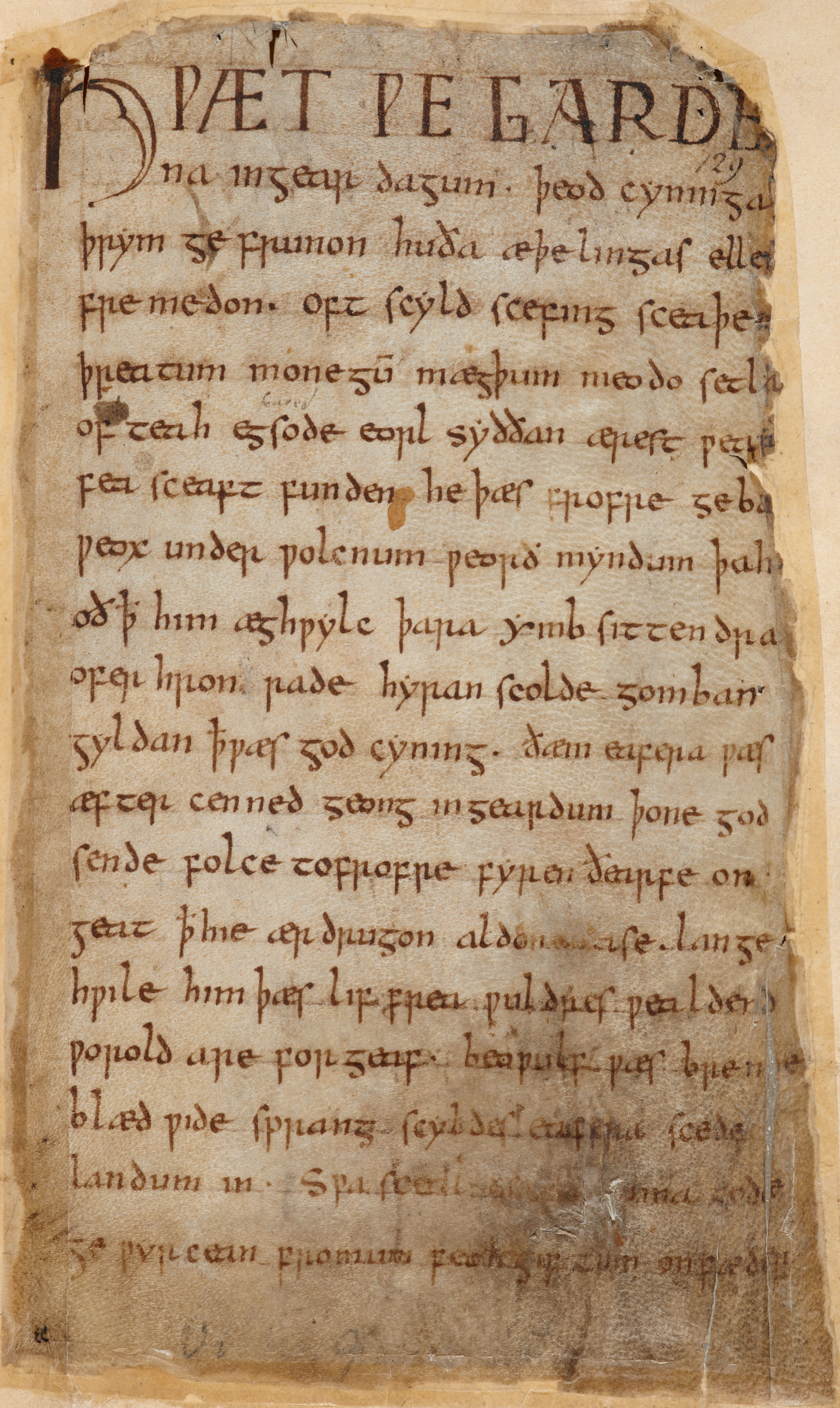
بیوولف نمونه‌ای از متون انگلیسی باستان به خط Uncial script. مقایسه انگلیسی باستان و نو: Hƿæt ƿē Gārde/na ingēar dagum þēod cyninga / þrym ge frunon...
"Listen! We of the Spear-Danes from days of yore have heard of the glory of the folk-kings..."

در سدهٔ ششم میلادی، مردمانی از سه قبیلهٔ گوت‌ها، آنگِل‌ها، ساکسون‌ها و فریسی‌ها که در شمال غرب آلمان، دانمارک و هلند امروزی ساکن بودند، به انگلستان تاختند و آن را به تصرف خود درآوردند. تا آن زمان مردم بریتانیا، یا بهتر، بریتانیای روم به سِلتی سخن می‌گفتند که امروزه در ولزی، ایرلندی و بِرِتانی در آن سوی کانال فرانسه دیده می‌شوند. البته سِلتی به دنبال ۴۰۰ سال ضمیمه شدن این خاک از سوی رومی‌ها با لاتین آمیخته بود و بسیاری از واژگان لاتین در آن کاربرد داشت.
پس از اشغال بریتانیا از سوی ژرمن‌ها، گوت‌ها از اقوام ژرمن نیز در جنوبِ شرقی خاک بریتانیا ساکن شدند و در تعامل با زبان‌های محلی، گویش «کِنتی» را پدیدآوردند. ساکسون‌ها هم که در جنوب و جنوبِ غربی سکنا گزیده بودند، گویش «ساکسونِ غربی» را پدیدآوردند.
آنگل‌هایی که در شمال و مرکزِ انگلستان اقامت گزیده بودند، به ترتیب، گویش‌های «آمبِریای شمالی» و «مِرسیایی» را پدیدآوردند. سینت بید بر این باور بود که آنگل‌ها منطقهٔ گسترده‌تری از خاک بریتانیا (نزدیک به همهٔ آن) را از آن خود کردند و نام «اِنگلند» (England) از نام همین قبیله گرفته شده‌است. "England" از Engla land به معنی «سرزمین آنگِل‌ها» (به انگلیسی: Land of the Angles) گرفته شده و English در انگلیسی کهن Englisc بوده‌است. افزون بر این قبیله‌ها، دسته‌هایی از مردمان ساکن فریزیا، نیدرزاکسن، یوتلاند و جنوب سوئد نیز در آن دوران به بریتانیا آمدند.
انگلیسی باستان نخستین برگرفته از چندین گویش بود که بازتاب چندین سرچشمه‌داشتن انگلستان در عهد آنگلوساکسون‌ها است. یکی از این گویش‌ها، ساکسون غربی کهن بود که کم‌کم بر دیگر گویش‌ها برتری یافت. رزم‌نامهٔ بئوولف از همین دوران است. گمان می‌رود که از سدهٔ نهمِ میلادی، گویش ساکسونی، به دنبال سلطهٔ پادشاه آلفرد (نخستین شاهِ انگلستان که از قبیلهٔ ساکسون بود)، بر دیگر گویش‌ها برتری یافته‌باشد و از آن پس، زبان رسمی این کشور شده‌باشد. یک تفاوت مهم انگلیسی باستان با انگلیسی امروزی این است که در انگلیسی باستان، فعل در آغاز جمله می‌آمد.
انگلیسی باستان، از نظر گویش، بسیار متفاوت از انگلیسی امروزی است. برای نمونه، واژه‌های light و drought، به ترتیب به صورت «لیخت» و «دراخت» تلفظ می‌شد یا جملهٔ Will you give me your jacket, good man?، چنین ادا می‌شد:
Wilt ðu sellan me ðin clæð, godman min? در این دوره شماری واژه، از لاتین، وارد انگلیسی شد. واژگانی چون altar, mass, priest, psalm, temple, kitchen, palm, pear,... از آن جمله‌اند. شمار کمتری واژه هم از اسکاندیناوی، از سوی وایکینگ‌ها که از اواخر سدهٔ هشتم، کم‌کم یورش‌هایی به انگلستان برده و بخش‌هایی را گرفته بودند، وارد این زبان شد. از جملهٔ این واژگان، می‌توان به law, take, cut, both, ill, ugly، اشاره کرد.
انگلیسیِ کهن، گنجینهٔ واژگان غنی نداشت اما، همچون دیگر زبان‌های هندواروپایی، دستور زبان پیچیده‌ای داشت. به عقیدهٔ برخی دانشمندان، ریشهٔ زبان انگلیسی به ۸۰۰۰ سال پیش و کشور ایران بازمی‌گردد.

### انگلیسی میانه

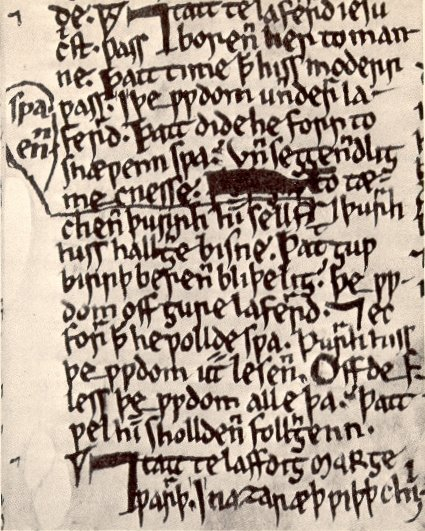
اورمولوم نمونه‌ای از متون انگلیسی میانه

انگلیسی کهن یا باستان با دو دوره یورش روبرو شد. نخست از سوی سخنوران زبان‌های ژرمنی شمالی، در سدهٔ هشت و نه میلادی، هنگامی که هالفن رگناسن و ایوار رگناسن شناخته شده با نام ایوار بی‌استخوان تصمیم به گرفتن و استعمار منطقه‌های شمالی جزیره‌های بریتانیا گرفتند. بار دوم یورش از سوی سخنوران زبان‌های رومی‌تبار بود. پس از تصرفِ انگلستان به وسیلهٔ نورمن‌ها که در سال ۱۰۶۶ صورت گرفت، کم‌کم دگرگونی شگرفی در زبان پدید آمد. نورمن کهن در سدهٔ ۱۱ میلادی با یورش نورمن‌ها به انگلستان به آنگلو-نورمن و پس از آن به آنگلو- فرنچ تغییر یافت و دستهٔ نویی از واژگان را وارد زبان کرد، واژگانی که در دولت و دادگاه‌ها کاربرد داشتند.
زبان فرانسوی - به واسطهٔ حکومتِ نورمن‌ها - زبانِ بزرگان و بلندپایگانِ جامعه، و انگلیسیِ کهن، زبانِ عوام و دون‌پایگان به‌شمار می‌رفت، زبان فرانسوی اثر چشمگیری بر انگلیسی گذاشت. تا پیش از سال ۱۲۵۰، تنها ۹۵۰ واژهٔ نو، بیشتر به دلیل ارتباط انگلیسی‌ها و فرانسوی‌ها، وارد زبان انگلیسی شد. اما ناگهان، چون فرانسویان شروع به یادگیری زبان انگلیسی نمودند و واژگانی از زبان خود را وارد زبان مقصد کردند، تعداد بی‌شماری واژه از زبان فرانسوی قرض گرفته شد؛ به گونه‌ای که اکنون یک سوم واژگان زبان انگلیسی، ریشهٔ فرانسوی دارند. گسترش دامنهٔ واژگان با کمک واژه‌های اسکاندیناویایی و نورمنی رویدادی بود که باعث ساده‌تر شدن دستور زبان انگلیسی شد و این زبان را به زبانی وام‌گیرنده تبدیل کرد (چیزی بیش از پذیرش معمول واژه‌های دیگر زبان‌ها توسط یک زبان).
در انگلستان آن روزگار مردم به پنج زبان سخن می‌گفتند: انگلیسی، بریتانیایی (سلتی)، ایرلندی، پیکت (اسکاتلندی)، و لاتینی. «انگلیسی» زبان آنگلها بود، اما با زبان ساکسون چندان تفاوتی نداشت و فرانکها و نروژیها و دینها نیز آن را می‌فهمیدند. این اقوام پنج‌گانه به لهجه‌های مختلفی از زبان آلمانی صحبت می‌کردند و انگلیسی به‌تدریج از آلمانی به وجود آمد. ادبیات آنگلوساکسون حتی پیش از سدهٔ هفتم قابل توجه بود. ملاک قضاوت ما باید اغلب مبتنی بر باقیماندهٔ این آثار باشد، چه با اشاعهٔ مسیحیت، که سبب رواج رسم‌الخط لاتینی (به جای الفبای رون، که خط آنگلوساکسون با آن‌ها نوشته می‌شد) گردید، بیشتر آن‌ها از میان رفتند؛ در این دوران بود که بر اثر هجوم دانمارکی‌ها بسیاری از کتابخانه‌ها ویران شد و با استیلای نورمان‌ها، واژه‌های فرانسوی سیل‌آسا زبان انگلیسی را احاطه کرد.
گویش میدلند، از سدهٔ چهاردهم، یعنی زمانی که مناطق زیر پوشش این گویش، به مراکز توسعهٔ دانشگاهی، پیشرفت اقتصادی و زندگی اشرافی در انگلستان تبدیل شد، جای خود را به عنوان مهم‌ترین گویش در این دوران، باز کرد و میدلند شرقی گویش مسلط شهر لندن شد. یکی از عواملی که موجب برتری مطلق این گویش شد؛ به گونه‌ای که انگلیسی امروزی، کمابیش شکل تکامل‌یافتهٔ میدلند شرقی است، نفوذ این گویش به دستگاه‌های حکومتی و مکاتبه‌های دولتی است.
از نوشته‌های پرآوازهٔ دوران انگلیسی میانه می‌توان به حکایت‌های کنتربری از جفری چاوسر اشاره کرد.

### انگلیسی نو

#### انگلیسی نو نخستین

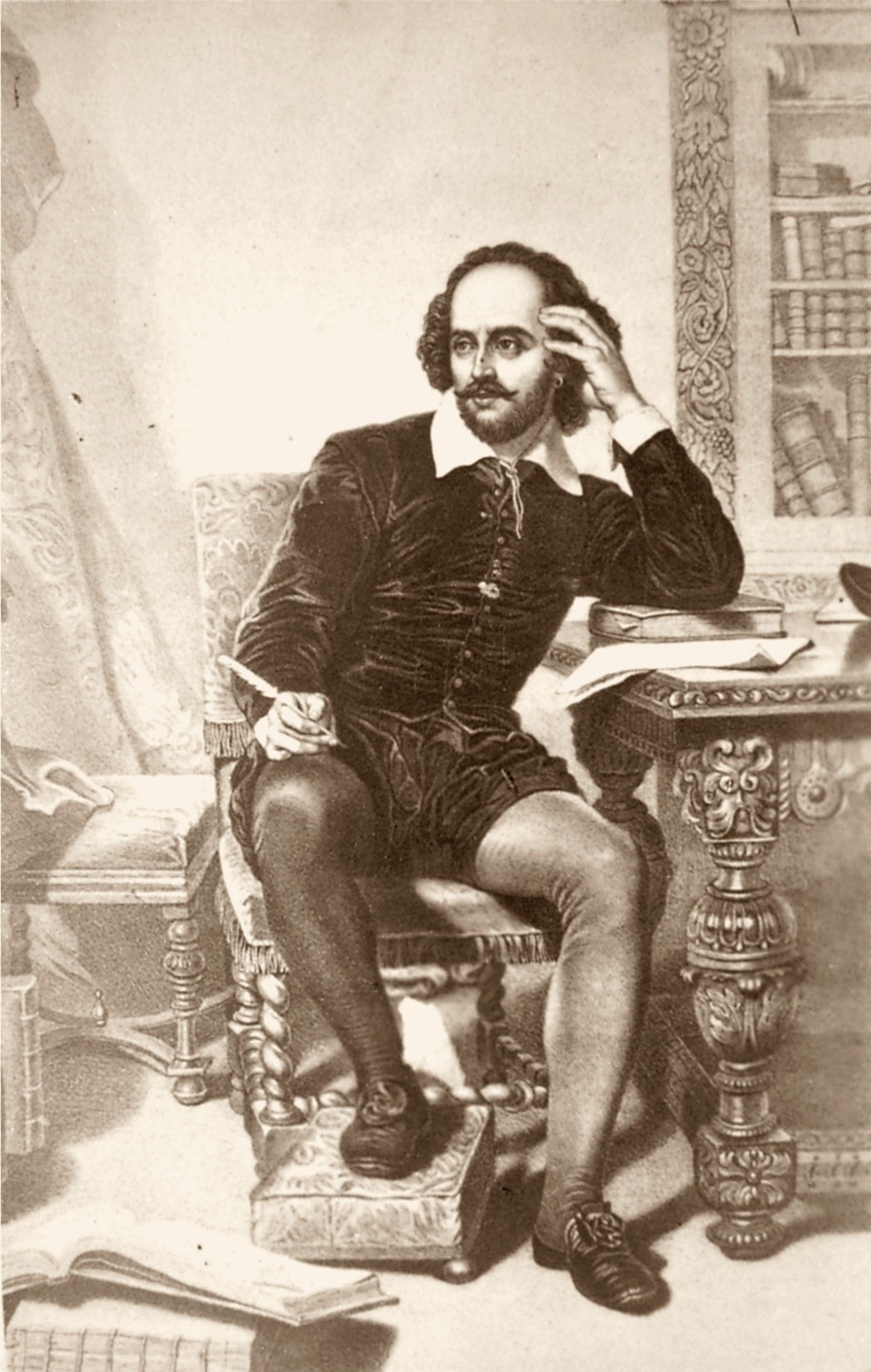
ویلیام شکسپیر، شاعر و نمایشنامه‌نویس برجستهٔ انگلیسی بیش از هزار واژه را به این زبان افزود.

انگلیسی نو نخستین از آغاز دورهٔ تودور تا حکومت موقت و بازگردانی پادشاهی رایج بود. انگلیسی نو نخستین زبان گذار میان انگلیسی میانه (رایج در سدهٔ پانزدهم) و انگلیسی نو (رایج در میانه تا اواخر سدهٔ هفدهم) است.
کنوانسیون‌های دستوری و املایی انگلیسی ادبی در اواخر سدهٔ شانزدهم و سدهٔ هفدهم هنوز هم در انگلیسی معیار نوین بسیار اثرگذار هستند. بیشتر گویشوران انگلیسی نوین می‌توانند متون نوشته‌شده در اواخر دورهٔ انگلیسی نو نخستین، مانند نسخهٔ شاه جیمز و آثار ویلیام شکسپیر را بخوانند و این آثار انگلیسی نو را بسیار تحت تأثیر قرار داده‌اند.

دگرگونی بزرگ واکه‌ها نشان می‌دهد که چگونه تلفظ طولانی واکه‌ها به‌تدریج دگرگون شدند.

دگرگونی بزرگ واکه‌ها دگرگونی بزرگی در تلفظ زبان انگلیسی است که در انگلستان میان سال‌های ۱۳۵۰ و ۱۷۰۰ رخ داد. در جریان دگرگونی بزرگ واکه‌ها، تلفظ همهٔ واکه‌های کشیدهٔ انگلیسی میانه تغییر کرد. به سبب استانداردسازی هجی‌کردن انگلیسی در سده‌های ۱۵ و ۱۶، دگرگونی بزرگ واکه‌ها عهده‌دار بسیاری از هجی‌های انگلیسی است.

#### انگلیسی امروزی
انگلیسی نو با تجدیدنظر اساسی در دستگاه واژگانی و دستوری خود به زبانی بسیار ساده‌تر از نظر دستوری بدل شده و به سبب وام‌گیری بی‌حد و مرز از واژگان لاتینی و فرانسه و سپس یونانی، بخش عمده‌ای از واژگان کهن آنگلوساکسون خود از ریشهٔ ژرمنی را وانهاده و بر روی هم نسبت به زبان آلمانی، از همه جهت (آوایی، واژگانی، دستوری) چهرهٔ دیگری یافته‌است. در انگلیسی نو نه تنها اسم، که فعل و حرف و نیز بخش عمدهٔ حالت‌های صرفی خود را از دست داده‌اند و از یک زبان صرفی ترکیب‌گر به زبانی در اساس تحلیلی بدل شده‌است.

## دسته‌بندی

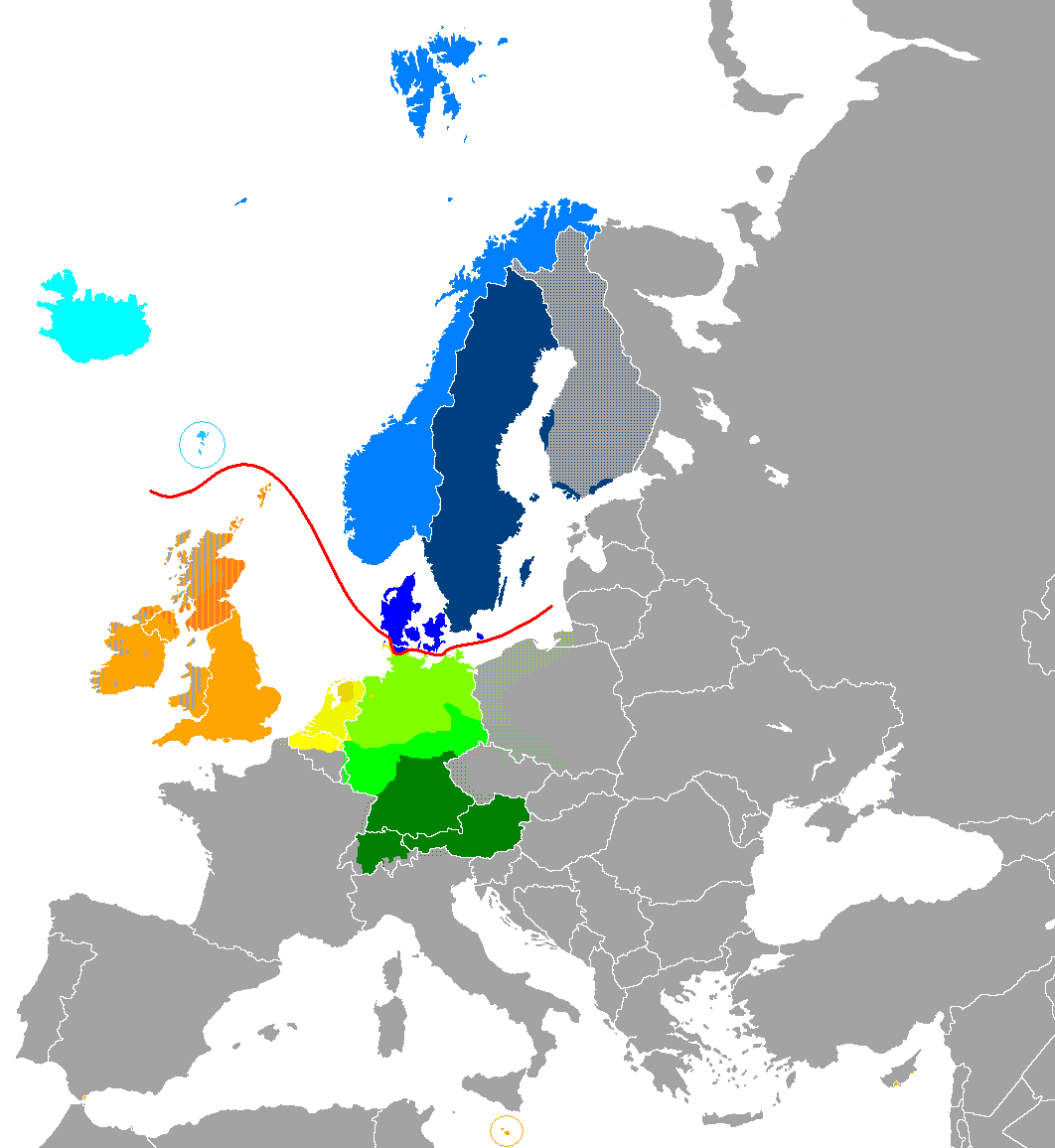
زبان‌های ژرمنی غربی
هلندی (فرانکنی پایین، ژرمنی غربی)
آلمانی پایین (ژرمنی غربی)
آلمانی میانه (آلمانی ادبی، ژرمنی غربی)
آلمانی بالا (آلمانی ادبی، ژرمنی غربی)
انگلیسی (انگلو-فریزی، ژرمنی غربی)
فریزی (انگلو-فریزی، ژرمنی غربی) زبان‌های ژرمنی شمالی
اسکاندیناویایی شرقی
اسکاندیناویایی غربی
خط جداکننده زبان‌های ژرمنی شمالی و غربی

زبان انگلیسی به گروه آنگلو-فریسی تعلق دارد. خود آنگلو-فریسی زیرگروهی از شاخهٔ غربی زبان‌های ژرمنی و عضو زبان‌های هند-اروپایی است. انگلیسی امروزی به‌طور مستقیم از انگلیسی میانه و خود آن به‌طور مستقیم از انگلیسی باستان گرفته شده‌است و انگلیسی باستان از نسل زبان نیا-ژرمنی (Proto-Germanic) است. مانند بیشتر زبان‌های ژرمنی، انگلیسی به خاطر داشتن فعل‌های کمکی از دیگر زبان‌ها متمایز می‌شود. تقسیم فعل‌ها به دو گروه قوی و ضعیف و نوع آواهایی که در آن به کار رفته، این زبان را از دیگر زبان‌های نیا-هندواروپایی جدا می‌کند، به این مطلب قانون گریم گفته می‌شود. نزدیک‌ترین زبان‌های زندهٔ موجود به انگلیسی عبارتند از: اسکاتس (که در اسکاتلند و بخش‌هایی از ایرلند شمالی صحبت می‌شود) و زبان‌های فریسی (که در کناره‌های جنوبی دریای شمال در دانمارک، هلند و آلمان صحبت می‌شود)
پس از زبان‌های اسکاتس و فریسی، زبان‌های مرتبط با انگلیسی که نسبت دورتری دارند قرار می‌گیرد. این زبان‌های غیر آنگلو-فریسی عبارتند از:
- زبان‌های ژرمنی غربی (زبان هلندی، آفریکانس، آلمانی سفلا و آلمانی علیا)
- زبان‌های ژرمنی شمالی (زبان سوئدی، دانمارکی، نروژی، ایسلندی و فاروئی).

به غیر از زبان اسکاتس، هیچ‌یک از زبان‌های دیگر نسبت به انگلیسی برای دو کاربر آن قابل فهم نیست حتی با وجود این‌که در نحو، معناشناسی و واج‌شناسی آن‌ها می‌توان نقاط مشترک پیدا کرد. جدا قرار گرفتن جزیره‌های بریتانیا باعث شده انگلیسی و اسکاتس مستقل از زبان‌های ژرمنی توسعه یابند و از تأثیرها و تغییرهای آن‌ها به دور بمانند. در نتیجه با آن‌که ارتباط قوی میان زبانی‌هایی مانند هلندی و انگلیسی وجود دارد، به ویژه با انگلیسی باستان اما این دو زبان برای کاربران آن‌ها به صورت متقابل قابل فهم نیست.

زبان‌های ژرمنی غربی

ریشهٔ واژگان زبان انگلیسی

علاوه بر جدا ماندن انگلیسی از زبان‌های ژرمنی، عامل دیگری که این شکاف را بیشتر می‌کند وجود حجم زیادی از واژگان لاتین و فرانسه در زبان انگلیسی است که باعث شده این قدر دایرهٔ واژگان انگلیسی از زبان‌های ژرمنی فاصله بگیرد. برای نمونه واژهٔ لاتین "exit به معنی «خروج» در برابر واژهٔ هلندی "uitgang" قرار می‌گیرد که نزدیک به عبارت انگلیسی "out-going" است همچنین خود عبارت "outgang" نیز در انگلیسی کاربرد دارد. یا واژهٔ فرانسوی "change" به معنی «تغییر» در برابر واژهٔ آلمانی «Änderung» قرار می‌گیرد که به‌طور کامل می‌شود «alteration, othering». یا "movement «(فرانسوی) در برابر»Bewegung" (آلمانی) قرار می‌گیرد، شبیه به عبارت «be-way-ing» در انگلیسی به معنی «پیش رفتن در طول مسیر».
با وجود تمام واژه‌هایی که انگلیسی از دیگر زبان‌ها قرض گرفته با این حال هنوز این زبان به عنوان یک زبان ژرمنی شناخته می‌شود و این به دلیل ساختار و دستور زبانش است. به این ترتیب واژه‌هایی وجود دارند که بومی نیستند اما با دستور و قانون‌های صرف و نحو ژرمنی کاربرد دارند و چنان رفتار شده‌است که گمان می‌شود این‌ها واژه‌های بومی ژرمنی گرفته شده از انگلیسی باستان‌اند. برای نمونه فعل reduce که در انگلیسی به صورت I reduce - I reduced - I will reduce به کار می‌رود، از واژهٔ لاتین redūcere گرفته شده‌است اما خود واژهٔ لاتین در کاربردش به صورت  redūcō - redūxī - redūcam رفتار می‌کند که با انگلیسی تفاوت دارد. اما در مقابل عبارت انگلیسی John's life insurance company اگر بخواهد به هلندی برگردد می‌شود Johns levensverzekeringsmaatschappij که به ترتیب ترجمهٔ آن چنین است: leven (life) + verzekering (insurance) + maatschappij (company). همچنین عبارت انگلیسی the company of insurance life of John در برگردان فرانسه می‌شود la compagnie d'assurance-vie de John. به صورت کلی در زبان انگلیسی پسوندهای دستوری که به اسم، فعل، صفت و قید افزوده می‌شود همگی ژرمنی‌اند. در انگلیسی پسوندی که به اسم می‌چسبد پسوند جمع معمولی است: s- و es- مانند apple - apples برابر آن در دیگر زبان‌ها عبارت است از: در فریسی appel - appels و در هلندی appel - appels. نشان مالکیت در انگلیسی -'s و -s' است مانند Brad's hat به آلمانی Brads Hut به هلندی Brads hat. در فعل‌ها پسوندهایی که افزوده می‌شوند در حال سادهٔ سوم شخص مفرد عبارت‌اند از -s و -es مانند he stands یا he reaches در حال استمراری عبارت است از ing- با برابر هلندی ende- و برابر آلمانی -end(e) و در گذشتهٔ ساده و گذشتهٔ نقلی (ماضی نقلی) عبارت است از ed- با برابر سوئدی -ade یا -ad. مصدر فعل در انگلیسی با پیشوند to ساخته می‌شود مانند to drive که برابر آن در انگلیسی باستان tō drīfenne در هلندی te drijven در آلمانی سفلا to drieven و در آلمانی zu treiben می‌شود. قیدها در انگلیسی به‌طور معمول با ly- به پایان می‌رسند که این در آلمانی به صورت lich- و در سوئدی به صورت ligt- است. صفت‌ها و قیدهای برتر و برترین در انگلیسی با استفاده more و most یا er- و est- ساخته می‌شوند مانند hard/harder/hardest با برابر هلندی hard/harder/hardst. در انگلیسی امروزی تمامی پیشوندها و پسوندهایی که گفته شد آزادانه و بدون توجه به ریشهٔ واژه‌ها بسته به کاربرد آن‌ها به آغاز یا پایان واژه‌ها اضافه می‌شوند مانند: tsunamis; communicates; to buccaneer; during; calmer; bizarrely دلیل این آزادی عمل این است که سرچشمهٔ تمام این‌ها به انگلیسی باستان بازمی‌گردد. بسیاری از پسوندها و بخش‌های پایانی فعل که در انگلیسی باستان وجود داشته‌اند مانند -e,a،u,o،an با گذر زمان کم رنگ و در نهایت حذف شده‌اند (zero or null (-Ø) affixes) و گاهی تنها تلفظ آن‌ها باقی‌ماند. برای نمونه جملهٔ ic singe در انگلیسی باستان به I singe تبدیل شد و در نهایت بخش پایانی در انگلیسی امروزی حذف شد I sing-Ø و به شکل «I sing» باقی‌ماند. نمونهٔ دیگر: wē þōhton انگلیسی باستان به we thoughte(n) سپس با حذف بخش پایانی we thought-Ø به «we thought» دگرگون شد.

### خانوادهٔ زبانی
زبان انگلیسی از زبان‌های هندواروپایی (بزرگ‌ترین خانوادهٔ زبانی) و از شاخهٔ ژرمنی غربی این خانواده است. به عنوان مثال معادل واژهٔ (father) در ژرمنی (vater)، در لاتین (pater) و در سانسکریت (pitr) است. این واژه‌ها همگی هم‌ریشه (واژه‌های مشابه در زبان‌های مختلف با ریشهٔ مشترک) هستند.

### خط
انگلیسی که خود برگرفته از خط لاتین است، توانسته به علت نفوذ خود در سراسر جهان بیشتر انسان‌های جهان را با خط لاتین آشنا سازد. به‌گونه‌ای که از هر ۵ نفر ۳ نفر می‌توانند یک متن لاتین را تاحدودی درست تلفظ کنند.

### تقدس
زبان انگلیسی در گذشته به علت مسیحی شدن آنگلوساکسون‌ها زبان مقدس به‌شمار می‌رفت. به‌گونه‌ای که بسیاری از مسیحیان اروپای غربی زبان انگلیسی را برای خواندن کتاب مقدسشان (انجیل) می‌شناختند و زبان انگلیسی را محترم می‌شماردند. عناصر سدهٔ هفدهم میلادی زبان انگلیسی در پرستش مسیحیان پروتستان، از طریق استفاده از کتاب مقدس پادشاه جیمز، یا نسخه‌های قدیمی‌تر کتاب نمازنامه عام، باقی می‌مانده‌است. مسیحیان معمولاً با ترجمهٔ کتاب‌های آسمانی مخالف بودند از همین رو برخی مخالفت‌ها را نیز نشان می‌دادند. به دار آویختن ویلیام تیندل و سوزاندن در آتش، به جرم ترجمه و نشر عهد جدید به زبان انگلیسی، شوکی بزرگ میان مترجمان انگلیسی بود.
امروزه نام‌های رایج در میان انگلیسی‌زبان‌ها بیشتر از نام‌های عبری وام گرفته شده‌اند.

## واج‌شناسی

### الفبا

الفبای انگلیسی در دو نوع بزرگ و کوچک

الفبای انگلیسی یک الفبا مبتنی بر الفبای لاتین است. در گذشته تعداد حروف الفبای انگلیسی ۲۹ حرف بود که به مرور زمان به کاهش یافت و امروزه ۲۶ حرف دارد. بسیاری از این حروف در بسیاری از الفباهای زبان‌های اروپایی مانند فرانسوی، آلمانی، اسپانیایی و غیره مشترک هستند. حروف A-E-I-O-U مصوت و بقیه صامت هستند.
واکه‌ها در انگلیسی از منطقه‌ای به منطقه‌ای دیگر متفاوت است؛ اما به‌طور معمول طول و کشیدگی واج‌ها در معنی واژه تفاوتی ایجاد نمی‌کند به‌ویژه در انگلیسی آمریکای شمالی.

### همخوان‌ها
بیشتر لهجه‌های زبان انگلیسی ۲۴ همخوان دارند.
|         | لبی | لبی | دندانی | دندانی | لثوی | لثوی | پسالثوی | پسالثوی | کامی | کامی | نرم‌کامی | نرم‌کامی | چاکنایی | چاکنایی |
| ------- | --- | --- | ------ | ------ | ---- | ---- | ------- | ------- | ---- | ---- | ------- | ------- | ------- | ------- |
| خیشومی  |     | m   |        |        |      | n    |         |         |      |      |         | ŋ       |         |         |
| انسدادی | p   | b   |        |        | t    | d    |         |         |      |      | k       | ɡ       |         |         |
| انسایشی |     |     |        |        |      |      | tʃ      | dʒ      |      |      |         |         |         |         |
| سایشی   | f   | v   | θ      | ð      | s    | z    | ʃ       | ʒ       |      |      |         |         | h       |         |
| ناسوده  |     |     |        |        |      | l    |         | ɹ*      |      | j    |         | w       |         |         |

### واکه‌ها
نحوهٔ تلفظ واکه‌ها در زبان انگلیسی در لهجه‌های متفاوت بسیار متغیر است. این تفاوت در نحوه ادا کردن حروف صدادار یکی از عمیق‌ترین تفاوت‌های لهجه‌های متفاوت زبان انگلیسی است.
| فصیح  | عمومی | واژه  |
| ----- | ----- | ----- |
| i:    | i     | need  |
| ɪ     | ɪ     | bid   |
| e e̞   | ɛ     | bed   |
| æ     | æ     | back  |
| ɑ:    | ɑ     | bra   |
| ɒ     | ɑ     | box   |
| ɒ     | ɔ، ɑ  | cloth |
| ɔ: o: | ɔ، ɑ  | paw   |
| u:    | u     | food  |
| ʊ [ɵ] | ʊ [ɵ] | good  |
| ɐ ʌ   | ɐ ʌ   | but   |
| ɜ: ə: | ɚ ɜɹ  | bird  |
| ə     | ə     | comma |

| فصیح | عمومی | واژه |
| ---- | ----- | ---- |
| eɪ   | eɪ    | bay  |
| əʊ   | oʊ    | road |
| aɪ   | aɪ    | cry  |
| aʊ   | aʊ    | cow  |
| ɔɪ   | ɔɪ    | boy  |

| فصیح | عمومی | واژه |
| ---- | ----- | ---- |
| ɪə   | ɪɹ    | peer |
| eə ɛ | ɛɹ    | pair |
| ʊə   | ʊɹ    | poor |

## دستور زبان
زبان انگلیسی (که با آلمانی هم‌خانواده است) با از دست دادن بیشتر ویژگی‌های اضافی به زبانی بسیار ساده‌تر از نظر دستوری بدل شده‌است. زبان فرانسه نیز مانند انگلیسی، نسبت به زبان نیای خود (زبان لاتین) بسیار ساده‌تر شده‌است. در واقع این دو زبان از زبان‌هایی با ساختار ترکیبی به زبان‌هایی با ساختار تحلیلی تحول یافته‌اند. زبان انگلیسی نیز که بسیار، اما کمتر از فرانسه، تحلیلی شده‌است و توانایی پاره‌پیوندی آن بسیار کمتر شده‌است و پاره‌پیوندهای بیش از سه یا چهار سیلاب را از مایهٔ بومی خود برنمی‌تابد به این دلیل همان راه زبان فرانسه را در پیش گرفته‌است، یعنی وام‌گیری بی‌نهایت از زبان‌های یونانی و لاتینی، به ویژه برای کاربردهای علمی و فنی.

### اجزای کلام

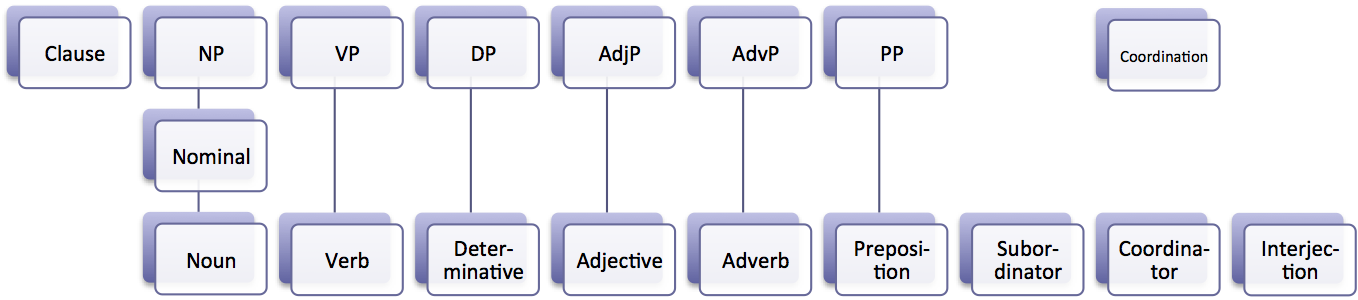
یک نمودار نشان دهنده اجزای کلام

اجزای کلام شامل اسم، فعل، صفت، قید، ضمیر، حرف اضافه، حرف ربط، حرف ندا، عدد، حرف تعریف، تخصیص‌گر می‌شود. دیگر زبان‌های هندواروپایی نیز اساساً همهٔ این کلاس‌های واژه‌ای را دارند.

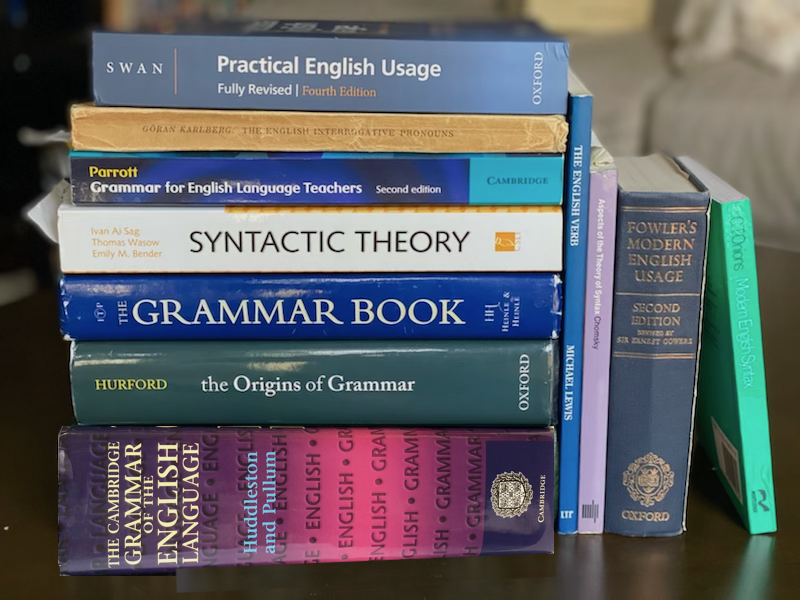
کتاب‌های دستورزبان زبان انگلیسی

### اسم
اسم‌ها در زبان انگلیسی فراوان هستند و متداول‌ترین اسم استفاده شده در این زبان، time است. همچنین اسم‌ها در زبان انگلیسی می‌توانند چندین معنی داشته باشند و با دیگر واژه‌ها هم‌نام باشند. واژه set بیشترین تعداد معنی را در برابر دیگر واژه‌های انگلیسی دارد. برخی از واژه‌ها نیز در گذر زمان معنی ابتدایی خود را از دست داده‌اند. مانند واژه awful به معنای "مزخرف" که در گذشته به معنای "شگفت انگیز" و نسخهٔ کوتاه شدهٔ "full of awe" بود.
اسامی در دستور زبان انگلیسی می‌توانند بر اساس چند ویژگی دسته‌بندی شوند:

#### اسم‌های خاص یا عام
اسم رسمی و شناسنامه‌ای. اسامی افراد، کشورها و برخی مؤسسه‌ها و دسته‌ها و… (کمابیش تمام چیزهایی که فقط یک عدد از آن‌ها وجود دارد) اسم خاص نام دارد. اسامی خاص در زبان انگلیسی ویژگی‌های مختص به خود را دارند که اسم خاص در زبان انگلیسی تنها به یک مؤلفه و یک چیز و یک فرد از یک دسته اشاره می‌کند. مانند: کانادا، آبشار نیاگارا و…
در مقابل همه اسمی که مخاطب به‌جای اسم رسمی‌ای آن اسم؛ به او می‌دهد. مانند: کشور، آبشار و…

#### اسم‌های انتزاعی و عینی
اسم انتزاعی واژه‌ایست که بیانگر مفاهیم، ایده‌ها و احساساتند و قابل لمس کردن نیست. مانند: شادی، غم و…
اسامی عینی برای اشاره به اشیاء و افراد، مکان‌ها و به‌طور کلی چیزهایی استفاده می‌شوند که تجسمی فیزیکی دارند.

### جنس دستوری
ماه در فرانسوی مؤنث است و خورشید مذکر؛ جنسیت داشتن اسامی در بعضی زبان‌های اروپایی عجیب است. اما در واقع، کمابیش تمام زبان‌های اروپایی به یک خانوادهٔ زبانی تعلق دارند و از میان آن‌ها، تنها انگلیسی است که جنس دستوری را بدین شکل به کار نمی‌بندد اما در گذشته زبان انگلیسی با توجه به ریشه آلمانی‌اش مانند آن‌ها دارای تفکیک جنسیت زبانی بود. اما واژگانی برای اشاره افراد براساس جنسیت آن‌ها مانند دو «او» مختلف برای مذکر و مؤنث وجود دارد اما جزو زبان‌های بی جنس (Genderless language) محسوب می‌شود. تنها واژگان she و he در زمان حال s سوم شخص می‌گیرند. مقامات اتحادیه دانشجویان دانشگاه آکسفورد از دانشجویان خواسته‌اند هنگام صحبت، به جای ضمایر “he” و “she” از ضمیر جنسیت ترجیحی “ze” استفاده کنند. این ضمیر امروزه به‌طور تدریجی درحال رایج شدن در متون علمی دانشگاهی و حتی میان عموم مردم انگلیسی زبان است. این عمل زبان انگلیسی را آسان‌تر و منعطف کرده‌است و برخی نیز آن را جنسیت‌کُشی در زبان قلمداد کرده‌اند.

### جمع اسم
ساختار گرامری حالت جمع برای اسامی به زبان فرانسوی بسیار نزدیک است. در زبان انگلیسی هم مانند فرانسوی در یک قاعدهٔ کلی برای ساختن حالت جمع یک اسم به آن پسوند s- اضافه می‌شود. این قاعده البته دارای استثناهایی هم هست. همچنین تخصیص‌گر به کار رفته با اسم جمع به صورت جمع می‌آید.

### فعل

بخش‌های جمله انگلیسی

فعل‌ها را از جنبه‌های گوناگون می‌توان طبقه‌بندی کرد ضمن این‌که برخی فعل‌ها می‌توانند نقش‌های گوناگون و متضادی را بازی کنند (مانند فعل‌های to be و to have). به‌طور مثال می‌توان فعل‌هایی که صورتهای صرفی ناقص دارند (مانند بیشتر فعل‌های کمکی و فعل‌هایی که برای آب و هوا به کار می‌روند) را تحت عنوان افعال ناقص در مقابل سایر فعل‌ها که صورتهای صرفی کامل دارند قرار داد. یا می‌توان فعل‌هایی که فقط جنبه پیوند دهندگی بخش نهاد جمله با قسمت غیر فعلی گزاره را دارند (مانند افعال to be(وقتی به عنوان فعل اصلی بیاید) , to become , to seem را تحت عنوان افعال ربطی از سایر فعل‌هایی که جنبه کُنشی دارند (افعال تام) جدا کرد. یا می‌توان افعالی که در جمله فقط جنبهٔ نقشی (functional) دارند و برای فراداد مقوله‌های دستوری نمود، زمان دستوری، وجهیت یا جهت فعل به کار می‌روند را با عنوان فعل‌های کمکی از سایر فعل‌ها که به عنوان فعل اصلی یا قاموسی هستند جدا کرد.

#### فعل‌های کمکی

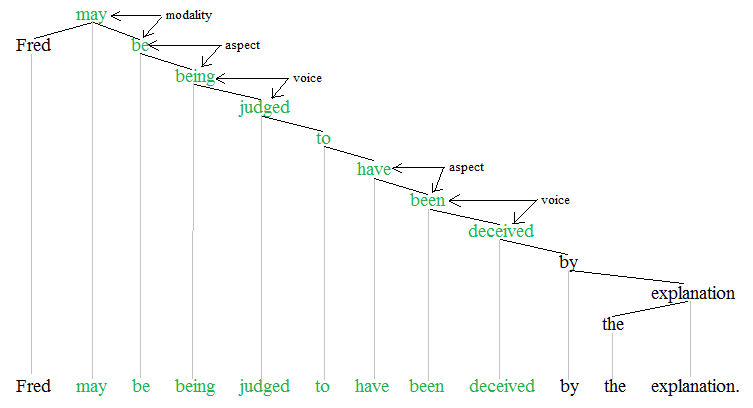
درخت فعل‌های کمکی (Auxiliary verbs tree)

فعل‌های کمکی (auxiliary verbs) در زبان انگلیسی، فعل‌هایی هستند که برای سؤالی‌کردن، منفی‌کردن، ساختن زمان‌های خاص و حالت مجهول به جمله اضافه می‌شوند. این فعل‌ها عبارتند از be, do, have, will. هر یک از این فعل‌ها ممکن است شکل ساده یا گذشته داشته باشند که کاربردی مختص به خود دارد.

#### فعل‌های کمکی وجهی

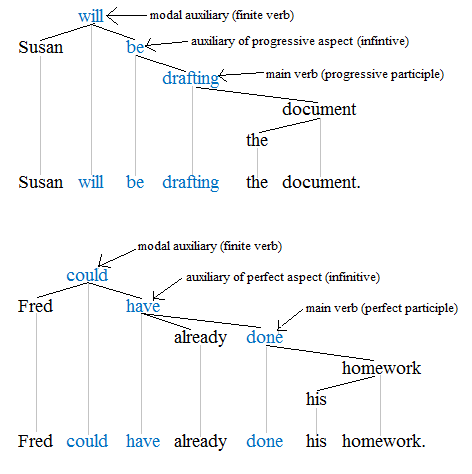
درخت مودال (Modal tree)

فعل‌های مدال (modal verbs) یا افعال کمکی وجهی، شامل فعل‌های can, could, may, might, must, need not, shall/will, should/ought to می‌شوند. این فعل‌ها توانایی، اجازه، امکان انجام و … را در جمله نشان می‌دهند. شکل فعل‌های مدال با توجه به زمان جمله تغییر می‌کند در نتیجه باید در زمان استفاده از آن‌ها به زمان جمله توجه کرد. این فعل‌ها ساختار و کاربردی متفاوت نسبت به فعل‌های کمکی یا فعل‌های اصلی دارند. در واقع فعل‌های مدال بدون معنا نیستند اما برخی از نقش‌های فعل‌های کمکی (مانند منفی‌کردن یا سؤالی‌کردن) را ایفا می‌کنند.

### قید

quick اسمی به معنای «سریع» و quickly قیدی به معنای «به‌طور سریع» است.

قید در انگلیسی شرایط و نحوهٔ عمل صورت گرفته. در زبان انگلیسی قیدهای بسیار متنوعی وجود دارند:
- قید حالت: از قیدهای حالت برای نشان دادن اینکه چیزی «چگونه» اتفاق می‌افتد یا اینکه یک چیز «چگونه» انجام شده‌است استفاده می‌کنند. قیدهای حالت به‌طور معمول با اضافه کردن -ly به انتهای صفت‌ها ساخته می‌شوند.
- قیدهای مکان: قید مکان در زبان انگلیسی قیدی است که برای نشان دادن مکان چیزی استفاده می‌شود. قیدهای مکان خود به سه دسته تقسیم می‌شوند: قیدهای مسافت، قیدهای جهت و قیدهای موقعیت.
- قیدهای زمان: قید زمان در زبان انگلیسی قیدی است که برای نشان دادن زمان وقوع چیزی استفاده می‌شود. از قیدهای زمان برای نشان دادن زمان وقوع چیزی یا مدت زمان طول کشیدن چیزی استفاده می‌شود.
- قیدهای تکرار: قیدهای تکرار در زبان انگلیسی نشان می‌دهند که عملی «هر چند وقت یکبار» اتفاق می‌افتد.
- قیدهای احتمال: در زبان انگلیسی قیدهای احتمال برای نشان دادن میزان اطمینان و احتمال انجام شدن یا وقوع کاری استفاده می‌شوند.
- قیدهای مقایسه‌ای: در زبان انگلیسی برای نشان دادن تغییر یا برای مقایسه کردن دو یا چند چیز با هم استفاده می‌شوند.
- قیدهای عالی: در زبان انگلیسی از قیدهای عالی برای مقایسه کردن بین دو قید استفاده می‌کنند. به‌طور مثال از the most یا the least استفاده می‌شود.

### صفت
صفت واژه‌ای است که دربارهٔ اسم توضیحی می‌دهد و آن را توصیف می‌کند و به‌طور معمول قبل از اسم می‌آید. پراستفاده‌ترین صفت در زبان انگلیسی صفت (good) به معنای «خوب» است.

### حرف
حرف بزرگتر از فونیم (phoneme) یا صداست و دارای سمبل‌های خاص می‌باشد و در زبان انگلیسی ۲۶ حرف موجود است؛ و بدون شک بی‌شمار واژه دارد. پرتکرارترین حرف در زبان انگلیسی e است که به‌طور معمول در آخر واژه‌های دیگر به عنوان صدای صامت استفاده می‌شود و ۱۱ درصد از زبان انگلیسی را تشکیل می‌دهد. در میان واژه‌های نیز تنها واژه‌ای که سه حرف تکراری پشت سرهم دارد؛ واژه bookkeeping و Bookkeeper است.

### نشانگرها و کمیت‌سنج‌ها
نشانگرها و کمیت‌سنج‌ها واژه‌هایی که قبل از اسم می‌آیند و مشخص می‌کنند اسم معین، نامعین، قابل شمارش یا غیرقابل شمارش است.

#### حرف تعریف نامعین
حرف تعریف در زبان انگلیسی به دو دسته معین (definite) و نامعین (indefinite) تقسیم‌بندی می‌شود. حرف تعریف نامعین برای واژه‌هایی به کار می‌رود که آن واژه‌ها برای گوینده/شنونده نامشخص هستند و کسی نمی‌داند دربارهٔ کدام چیز یا فرد خاص دارد صحبت می‌شود. حرف تعریف نامعین در زبان انگلیسی a و an هستند که a قبل از واژه‌های قابل شمارش مفردی می‌آید که با حروف بی‌صدا (consonant) و an نیز قبل از واژه‌های قابل شمارش مفردی می‌آید که با حروف صدادار (vowel) شروع می‌شوند.

#### حرف تعریف معین
حرف تعریف در زبان انگلیسی به دو دسته معین (definite) و نامعین (indefinite) تقسیم‌بندی می‌شود.
پرکاربردترین واژه در زبان انگلیسی the است که حرف تعریف معین در زبان انگلیسی است که برای واژه‌هایی به کار می‌رود که آن واژه‌ها برای گوینده/شنونده مشخص و شناخته شده‌است و مشخص است که دربارهٔ کدام چیز یا فرد خاص دارد صحبت می‌شود.

### حرف اضافه
واژه‌ای کوتاه (یک یا دو حرفی) که به‌طور معمول قبل از اسم می‌آید و موقعیت مکانی/زمانی آن را نشان می‌دهد. حروف اضافه به دو دسته تقسیم می‌شوند: حروف اضافه زمان و حروف اضافه مکان و حرکت

## واژگان

نقش‌های دستور زبانی هر واژه PN = اسم (دستور زبان) N = اسم (دستور زبان) V = فعل NP = گروه اسمی RC = بند نسبی (relative clause) VP = گروه فعلی S = جمله

واژگان انگلیسی به‌طور قابل توجهی در طول سده‌ها دگرگون شده‌است. مترادف‌های بسیاری در زبان انگلیسی هستند که یکی از بزرگ‌ترین معایب و دشواری‌های زبان انگلیسی به‌شمار می‌رود. واژه‌های بسیاری از انگلیسی به دیگر زبان‌ها منتقل شده‌است. اوکی (به انگلیسی: Ok) یک واژهٔ محاوره‌ایِ انگلیسی برای ابراز موافقت و به‌معنی «خوب» یا «باشه» (با هویت دستوریِ شبه‌جمله) است که امروزه یکی از متداول‌ترین وام‌واژه‌ها در بسیاری از زبان‌هاست و ازنظر گستردگی استفاده، جزو بین‌المللی‌ترین واژه‌های انگلیسی به‌شمار می‌آید. برخی از واژه در زبان انگلیسی مانند orange ,silver ,month و marathon با هیچ واژه دیگری هم قافیه نمی‌شوند.
انگلیسی زبان بسیار عجیبی است ممکن است ترتیب واژه‌ها و گرامر صحیح نباشد اما مورد قبول و استفاده هستند. جمله "long time no see" به معنای "خیلی وقت که ندیدمت" است اما از لحاظ گرامر غلط می‌باشد. درحالی که جمله بوفالو بوفالو بوفالو بوفالو بوفالو بوفالو بوفالو بوفالو با داشتن ۸ واژه تکراری از لحاظ دستور زبان به‌طور کامل صحیح است و معنی آن می‌شود: «گاومیش‌های گله‌ای از شهر بوفالو که گاومیش‌های گلهٔ دومی از شهر بوفالو اذیتشان می‌کنند، خود گاومیش‌های گلهٔ سومی از شهر بوفالو را اذیت می‌کنند».
برخی از الفبای لاتین مانند Æ، Ð، Þ و یاگ در انگلیسی باستان استفاده می‌شدند که امروزه منسوخ شده‌اند.

### تلفظ
زبان انگلیسی خلاف زبان‌های فرانسوی و اسپانیایی آنگونه که واژه‌ها نوشته می‌شوند خوانده نمی‌شوند که یکی از ایرادات وارد آمده به انگلیسی است. افرادی که درحال یادگیری انگلیسی هستند، برای تلفظ صحیح واژه‌ها از فونتیک و آی‌پی‌اِی (IPA) استفاده می‌کنند. فونتیک واژه‌ها در زبان انگلیسی مبنی بر دو گویش انگلیسی آمریکایی و انگلیسی بریتانیایی است که انگلیسی آمریکایی بسیار فراگیرتر است.

### تعداد واژه‌ها

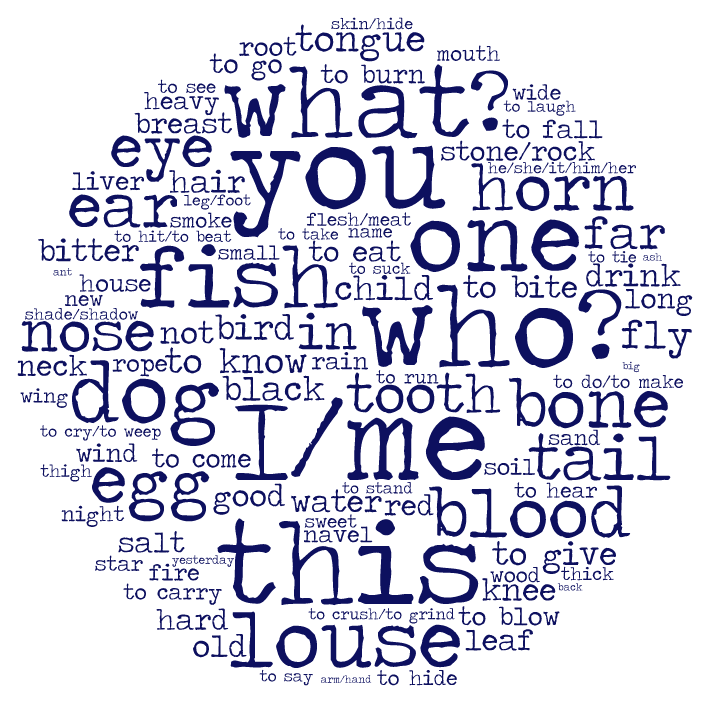
واژه‌های انگلیسی

تعداد واژه‌های انگلیسی بسیار گسترده‌است. تعداد واژه‌های این زبان بسیار فراوان بوده و از انعطاف‌پذیری بالایی برخوردار است. در نتیجه می‌توان به روش‌های مختلف مقصود خود را بیان کرد. انگلیسی پس از کره‌ای و عربی بیشترین تعداد واژه را میان زبان‌های دیگر دارد. ویکی‌واژهٔ انگلیسی با بیش از ۷ میلیون واژه بزرگ‌ترین تعداد را میان دیگر ویکی‌واژه‌ها دارد. انگلیسی همچنین بیشترین تعداد دایرهٔ واژه را میان زبان‌های جهان دارد. نویسندگان دیکشنری آکسفورد تخمین زده‌اند که هر دو ساعت یک واژه و در هر سال حدود ۴۰۰۰ واژه به این دیکشنری افزوده می‌شود. LOL و فتوبمبینگ جزو واژه‌هایی هستند که به تازگی در این زبان پدیدار شده‌اند.

### فرهنگ لغت‌ها

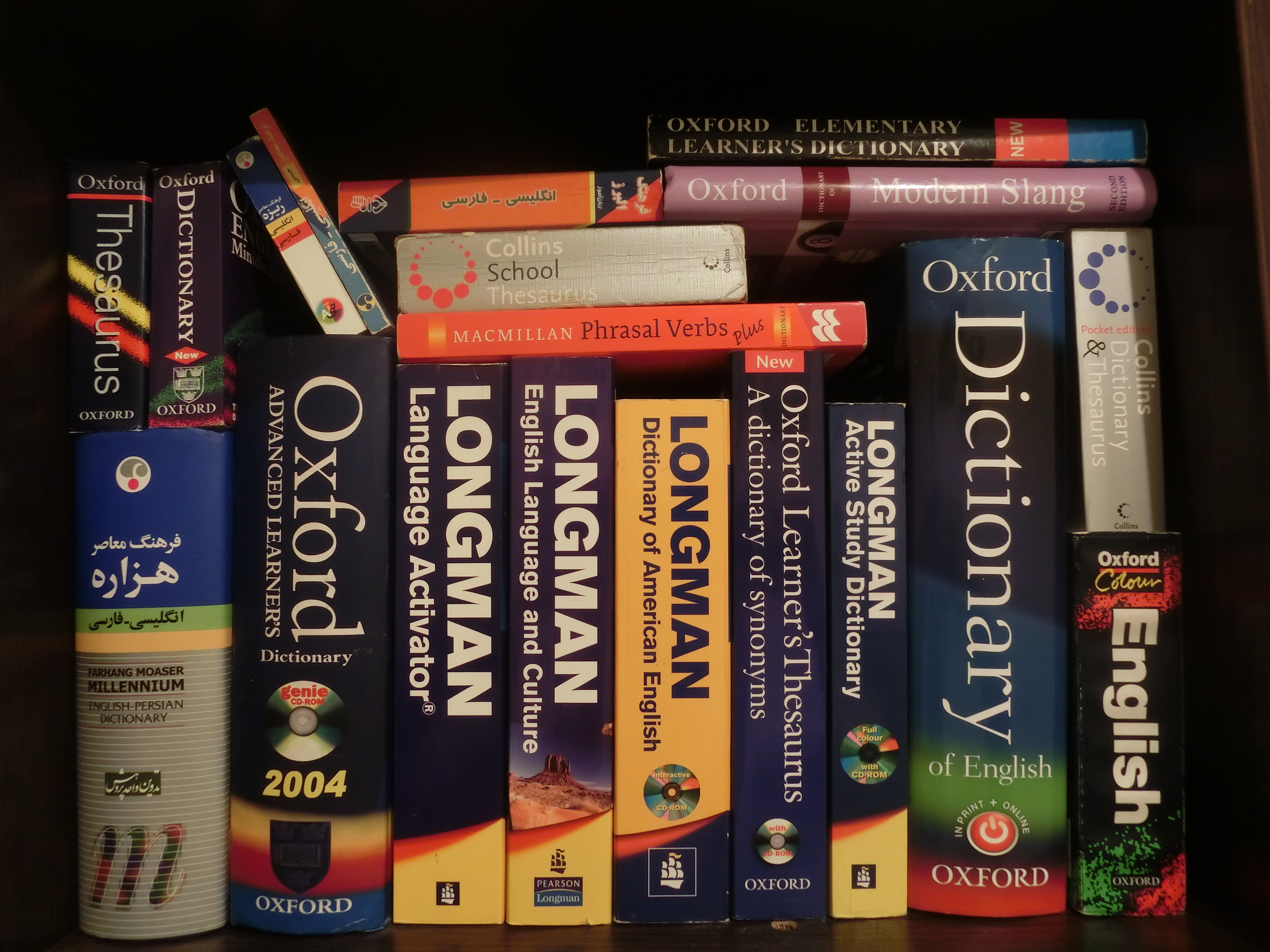
تعدادی فرهنگ لغت انگلیسی به انگلیسی و انگلیسی به فارسی

نخستین فرهنگ لغت انگلیسی در سال ۱۷۵۵ (میلادی) نوشته شد و از آن زمان تاکنون با انفجار اطلاعات در فضای گسترده اینترنت فرهنگ لغت‌ها نیز بروز شده‌اند. برخی از فرهنگ لغت‌های برخط ممکن است امکانات دیگری مانند نمایش یک نمونه فیلم و عکس، فونتیک و ریشه آن واژه را ارائه دهند.
- مریام-وبستر
- فرهنگ انگلیسی آکسفورد
- فرهنگ واژگان انگلیسی معاصر لانگمن
- واژه‌نامهٔ اربن

## جغرافیای زبانی
جغرافیای زبانی انگلیسی مورد تحقیق است. کشورهای انگلیسی زبان بیشتر در قاره آفریقا، اقیانوسیه و دریای کارائیب قرار دارد. البته لازم است ذکر شود که امروزه زبان انگلیسی به گروه خاصی تعلق ندارد و یک زبان بین‌المللی است. 

سخنوران بومی و غیربومی انگلیسی در سراسر جهان

تأثیر هر زبانی ترکیبی از سه اصل است: تعداد کشورهایی که از آن به عنوان زبان رسمی یا زبان مادری خود استفاده می‌کنند، بین‌المللی بودن و تعداد کشورهایی که آن را به عنوان زبان خارجه یا زبان دوم پذیرفته‌اند و آن را در مدارس خود آموزش می‌دهند. انگلیسی، زبان مادری نزدیک به ۳۷۵ میلیون نفر در جهان است. پس از زبان چینی ماندارین و اسپانیایی، انگلیسی سومین زبان جهان از نظر تعداد سخنوران است. اما اگر تعداد کسانی که زبان مادری آن‌ها انگلیسی است و کسانی که تنها به این زبان سخن می‌گویند را با هم بشماریم، آن‌گاه می‌توان گفت که انگلیسی پرکاربردترین زبان در سطح جهان است. البته اگر با مجموعهٔ زبان‌های چینی مقایسه شود ممکن است که در جایگاه دوم قرار گیرد. (این بسته به این است که در دسته‌بندی میان گویش و زبان تفاوت در نظر بگیریم یا خیر)

تعداد کشورهای انگلیسی زبان

برآوردها از سخنوران زبان دوم نشان داده‌است که آن‌ها شماری میان ۴۷۰ میلیون تا بیش از یک میلیارد می‌توانند داشته باشند بسته به اینکه تنها به این زبان صحبت می‌کنند (بدون نوشتار) یا بر آن تسلط کامل دارند. دیوید کریستال، دانشمند زبان‌شناس، حساب کرده‌است که شمار کسانی که زبان مادری‌شان انگلیسی نیست از کسانی که انگلیسی زبان مادری شان است بسیار بیشتر است و این دو نسبت ۱ به ۳ دارند.
بر پایهٔ آمار سال ۲۰۱۰ کشورهای با بیشترین جمعیت سخنوران مادری انگلیسی از جمعیت بیشتر به کمتر عبارت‌اند از: ایالات متحدهٔ آمریکا ۲۵۱ میلیون، بریتانیا ۶۱ میلیون، کانادا ۱۸٫۲ میلیون، استرالیا ۱۵٫۵ میلیون، نیجریه ۴ میلیون، ایرلند ۳٫۸ میلیون، آفریقای جنوبی ۳٫۷ میلیون و نیوزیلند ۳٫۶ میلیون نفر.

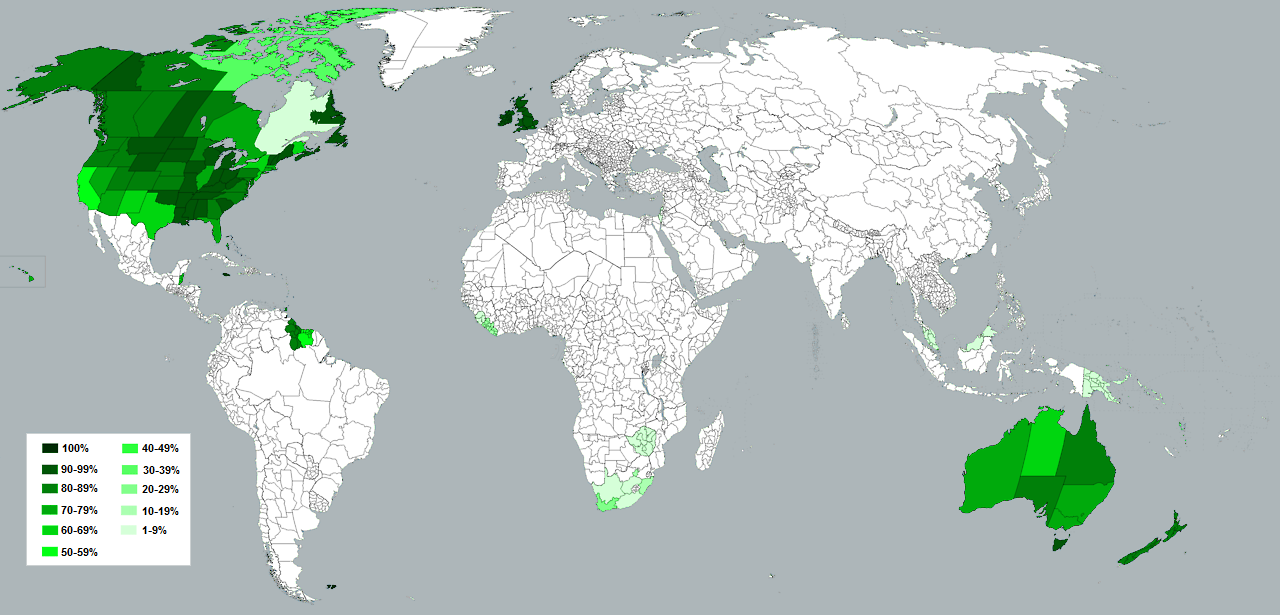

همچنین کشورهایی مانند فیلیپین، نیجریه و جامائیکا دارای میلیون‌ها سخنور با زنجیرهٔ گویشی از کریول با پایهٔ انگلیسی تا انگلیسی استاندارد است. در میان کشورهایی که انگلیسی زبان دومشان است، هند بیشترین شمار از این‌گونه سخنوران را دارد (انگلیسی هندی). کریستال ادعا می‌کند که اگر شمار انگلیسی‌زبانان مادری و غیر مادری را با هم در نظر بگیریم هند نسبت به دیگر کشورها بیشترین تعداد مردمی را دارد که انگلیسی را می‌فهمند یا سخن می‌گویند. زبان انگلیسی بیشترین زبان در وضعیت زبان رسمی میان کشورهای جهان است که حدود ۶۰ کشور هستند.

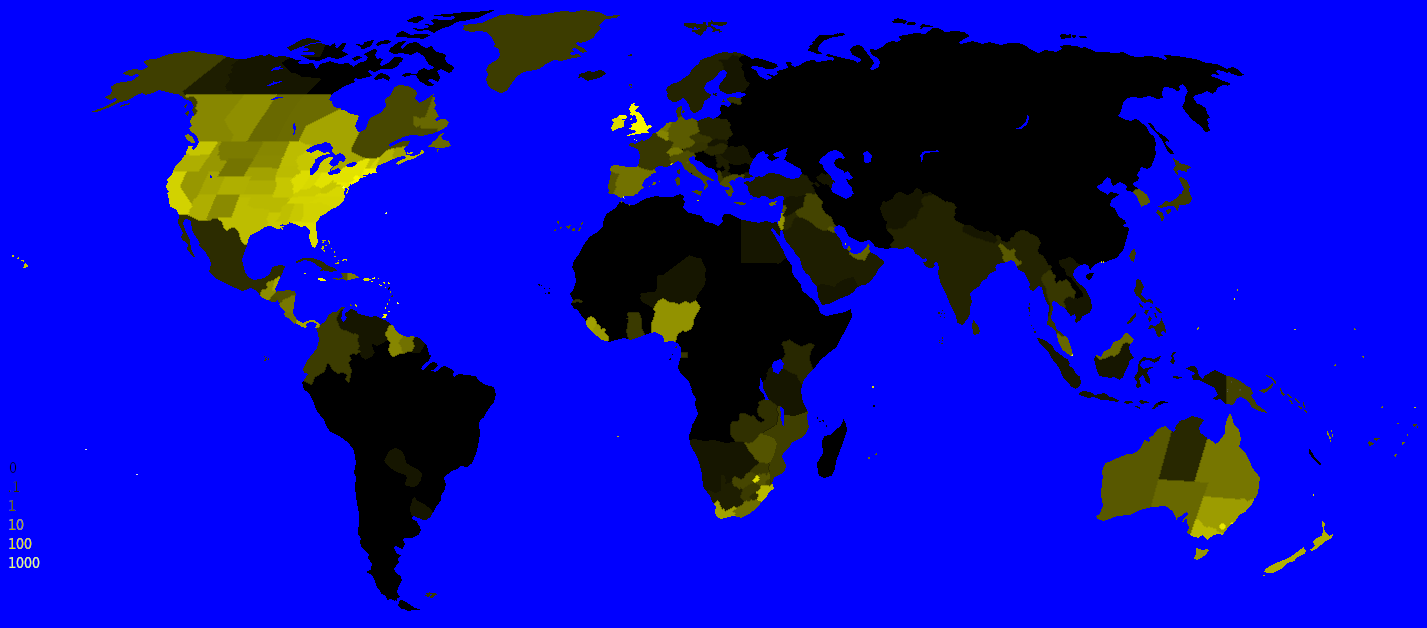
سخنوران بومی انگلیسی در جهان

زبان چینی در زبان‌های جهان برپایهٔ تعداد سخنوران بومی رتبهٔ اول است اما وقتی با بیرون از مرزهای کشورها زبان‌ها مقایسه شوند، زبان انگلیسی بیشترین سخنوران غیربومی را در سراسر جهان دارد. بعد از زبان‌های زبان چینی و اسپانیایی به عنوان سومین زبان مادری شناخته شده در جهان است. زبان انگلیسی دارای کمابیش ۳۰۰ میلیون نفر سخنور در جهان است که زبان مادری‌شان انگلیسی است و حدود ۹۰۰ میلیون نفر در جهان زبان انگلیسی را به عنوان زبان دوم صحبت می‌کنند؛ یعنی در کل حدود ۱ میلیارد و دویست و هفتاد میلیون نفر در جهان به زبان انگلیسی صحبت می‌کنند که آن را در جایگاه اول قرار می‌دهد. زبان چینی دارای حدود ۹۲۱ میلیون نفر در جهان است که زبان مادریشان زبان چینی است و حدود ۲۰۰ میلیون نفر در جهان زبان چینی را به عنوان زبان دوم استفاده می‌کنند؛ یعنی در کل حدود ۱ میلیارد و صد و بیست میلیون نفر در جهان به زبان چینی صحبت می‌کنند که آن را در جایگاه دوم قرار می‌دهد.

وضعیت آموزش زبان انگلیسی
اجباری، عمومی
اختیاری، اقلیت

انگلیسی معیار هر شکل از زبان انگلیسی است که به عنوان یک استاندارد ملی در کشور انگلیسی زبان موردنظر پذیرفته شده‌است. انگلیسی فصیح گونه استاندارد زبان انگلیسی در انگلستان است. گاهی به این گونه، «انگلیسی آکسفورد» یا «انگلیسی بی‌بی‌سی» نیز گفته می‌شود، زیرا این نهادها، نهادهای رسمی ترویج‌کننده این گونه هستند. عوامل جامعه‌شناختی باعث شده‌است این گونه از زبان انگلیسی، جایگاه برجسته‌تری نسبت به سایر گونه‌ها داشته باشد. از اوایل تا اواسط سده بیستم میلادی، این گونه متعلق به افراد دارای نفوذ، قدرت و ثروت بود، اما از دهه ۱۹۶۰ به بعد، سایر گونه‌های زبان انگلیسی نیز در آموزش و پرورش و همچنین رسانه‌ها به کار گرفته شدند. انگلیسی شکسته جوانان ممکن است به عمد نسخه‌هایی از زبان انگلیسی را که افراد مسن آن را انگلیسی شکسته می‌دانند اتخاذ کنند. به عنوان مثال در میان مائوری‌های نیوزیلند نسل جوان مهارت بیشتری در زبان انگلیسی نسبت به نسل قبلی داشته‌اند. انگلیسی پایرودی نیز لهجه‌ای از زبان انگلیسی است که در جنوب شرقی انگلستان، به‌ویژه نواحی اطراف رود تیمز و پایرود آن به مرکزیت لندن رواج دارد. لهجهٔ پایرودی ویژگی‌های مشابه فراوانی با لهجهٔ کاکنی دارد و بین زبان‌شناسان بر سر این که گسترهٔ استفاده از کاکنی به کجا ختم می‌شود و پایرودی از کجا شروع می‌شود، اختلاف است. این اصطلاح اولین بار اکتبر سال ۱۹۸۴، در مقاله‌ای از دیوید رز وارن به کار رفت.

### زبان چند کانونی

نمودار دایره‌ای از زبان چند کانونی انگلیسی، در چندین کانون مختلف؛ بر پایهٔ تعداد سخنوران.

انگلیسی یک زبان چند کانونی با تفاوت‌هایی در تلفظ واژگان املا و… میان کشورها و مناطق انگلیسی‌زبان یعنی بریتانیا، آمریکای شمالی، کارائیب، ایرلند، آفریقا، سنگاپور، هند و اقیانوسیه است. انگلیسی‌زبانان تحصیل‌کرده با استفاده از گونهٔ انگلیسی معیار سرزمین خود، قادر به ارتباط مؤثر با یکدیگر هستند، اما گونه‌های غیرمعیار دارای تفاوت‌های گویشی بسیاری هستند که این وضعیت با کاهش فهم متقابل همراه است.
انگلیسی بریتانیایی و آمریکایی دو گونهٔ پرکاربرد انگلیسی در سامانه‌های آموزشی مناطقی هستند که انگلیسی به عنوان زبان دوم آموزش داده می‌شود. انگلیسی بریتانیایی بیشتر در سایر مناطق اروپا و مستعمره‌های سابق انگلستان، هند غربی، آفریقا و آسیا غالب است و در مقابل، انگلیسی آمریکایی در آمریکای لاتین، لیبریا و شرق آسیا تسلط یافته‌است.

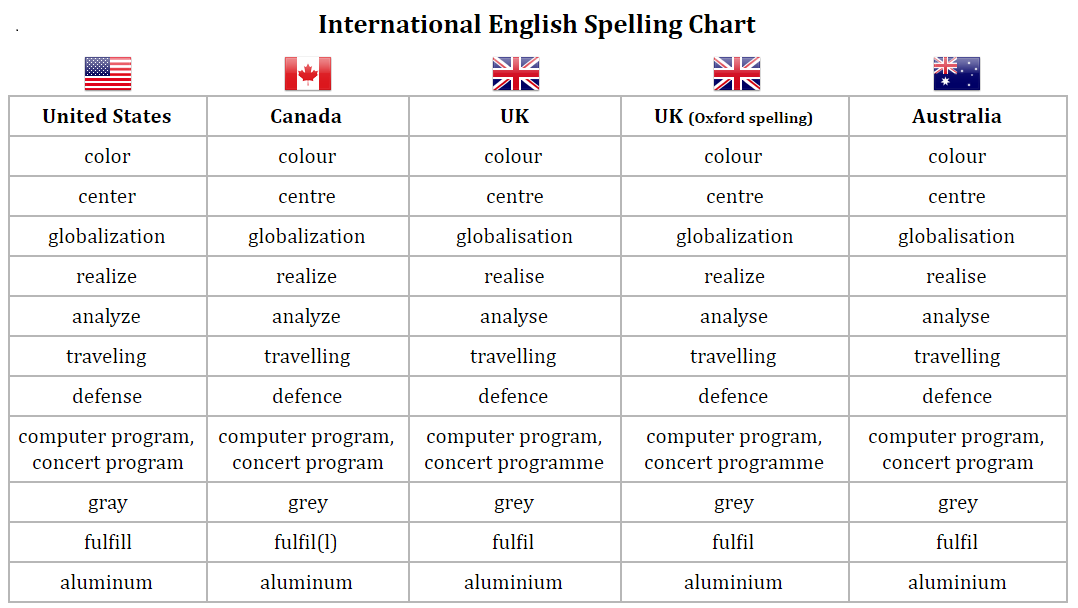
بررسی اجمالی تفاوت گویش‌های گستردهٔ انگلیسی

از نظر آماری، گویش آمریکایی، گویش بیش از ۶۶٪ از انگلیسی‌زبانان بومی است و پس از آن انگلیسی بریتانیایی با ۱۸٪ و سایر گونه‌ها مانند انگلیسی استرالیایی و انگلیسی کانادایی هر کدام حداکثر ۷٪ قرار دارند. به دلیل جهانی شدن و گسترش انگلیسی در دهه‌های اخیر، انگلیسی با استفاده روزمره و مطالعه در سراسر کشور از زبان در مدارس که در بیشتر مناطق جهان رشد می‌کند، به‌طور فزاینده‌ای غیرمتمرکز و چند کانونی می‌شود. با این حال، در زمینه جهانی، تعداد انگلیسی‌زبانان بومی (مفهومی که به‌طور فزاینده‌ای مورد چالش قرار می‌گیرد) بسیار کمتر از تعداد انگلیسی‌زبان غیربومی با تسلط مناسب است. در سال ۲۰۱۸، تخمین زده شد که به ازای هر گویشور بومی زبان انگلیسی، شش گویشور غیر بومی با تسلط مناسب وجود دارد که انگلیسی را به عنوان متداول‌ترین شکل زبان میانجی مطرح می‌کند. متکلمان غیر بومی زبان انگلیسی دو سوم کل متکلمان آن را تشکیل می‌دهند.

#### لهجه‌ها

بریتانیایی
انگلیسی زبان خارجه است و لهجه بریتانیایی میان عموم رایج است.
آمریکایی
انگلیسی زبان خارجه است و لهجه آمریکایی میان عموم رایج است. (با بیش از ۲۴ گویش مجزا)
استرالیایی
کانادایی

کشورهایی مانند استرالیا، نیوزیلند و کانادا دارای گونه‌های انگلیسی به‌طور کامل تثبیت‌شدهٔ خود هستند که در آن کشورها معیار است اما به ندرت در خارج از کشور به زبان‌آموزان زبان دومی آموزش داده می‌شود.
انگلیسی که پیش از اعمال اتحادیه در سال ۱۷۰۷ در سراسر پادشاهی‌های مستقل انگلستان و اسکاتلند مورد استفاده قرار گرفت چند کانونی بود ولی هم‌اکنون انگلیسی انگلیسی و انگلیسی اسکاتلندی زیرمجموعهٔ انگلیسی بریتانیایی است.
انگلیسی فیلیپینی (که به‌طور عمده به عنوان زبان دوم صحبت می‌شود) در درجهٔ اول تحت تأثیر انگلیسی آمریکایی است. ظهور صنعت مرکز تماس در فیلیپین برخی از فیلیپینی‌ها را ترغیب کرده‌است تا لهجه‌های خود را «صیقل دهند» یا خنثی کنند تا شباهت بیشتری به لهجه‌های کشورهای مشتری خود داشته باشند.
انگلیسی آمریکایی پرطرفدارترین لهجه زبان انگلیسی است که در بسیاری از مسائل مورد استفاده است.

### کشورها به ترتیب شُمار سخنوران

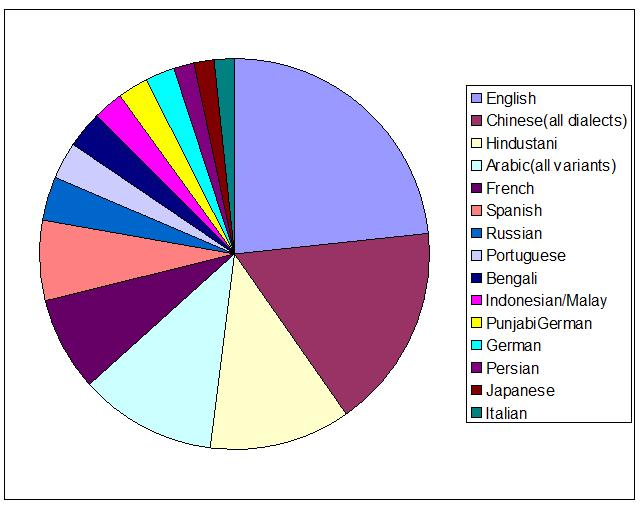
فهرست زبان‌ها بر پایه مجموع تعداد سخنوران

| کشور                   | منطقه                   | جمعیت         | آیا زبان اصلی است؟ |
| ---------------------- | ----------------------- | ------------- | ------------------ |
| آنتیگوآ و باربودا      | کارائیب                 | 85,000        | بله                |
| باهاما                 | کارائیب                 | 331,000       | بله                |
| باربادوس               | کارائیب                 | 294,000       | بله                |
| بلیز                   | آمریکای مرکزی           | 288,000       | بله                |
| بوتسوانا               | آفریقا                  | 1,882,000     | خیر                |
| بوروندی                | آفریقا                  | 10,114,505    | خیر                |
| کامرون                 | آفریقا                  | 22,534,532    | خیر                |
| کانادا                 | آمریکای شمالی           | 35,985,751    | بله                |
| جزایر کوک14            | اقیانوسیه               | 20,000        | بله                |
| دومینیکا               | کارائیب                 | 73,000        | بله                |
| ایالات فدرال میکرونزی  | اقیانوسیه               | 111,000       | خیر                |
| فیجی                   | اقیانوسیه               | 828,000       | خیر                |
| گامبیا                 | آفریقا                  | 1,709,000     | خیر                |
| غنا                    | آفریقا                  | 27,000,000    | بله                |
| گرنادا                 | کارائیب                 | 106,000       | بله                |
| گویان                  | آمریکای جنوبی / کارائیب | 738,000       | بله                |
| هند                    | آسیا                    | 1,247,540,000 | خیر                |
| جمهوری ایرلند          | اروپا                   | 4,581,000     | بله                |
| جامائیکا               | کارائیب                 | 2,714,000     | بله                |
| کنیا                   | آفریقا                  | 45,010,056    | بله                |
| کیریباتی               | اقیانوسیه               | 95,000        | خیر                |
| لسوتو                  | آفریقا                  | 2,008,000     | خیر                |
| لیبریا                 | آفریقا                  | 3,750,000     | خیر                |
| مالاوی                 | آفریقا                  | 16,407,000    | خیر                |
| مالت                   | اروپا                   | 430,000       | خیر                |
| جزایر مارشال           | اقیانوسیه               | 59,000        | خیر                |
| موریس                  | آفریقا/ اقیانوس هند     | 1,262,000     | خیر                |
| نامیبیا                | آفریقا                  | 2,074,000     | خیر                |
| نائورو                 | اقیانوسیه               | 10,000        | خیر                |
| نیجریه                 | آفریقا                  | 182,202,000   | بله                |
| نیووی14                | اقیانوسیه               | 1,600         | خیر                |
| پاکستان                | آسیا                    | 199,085,847   | خیر                |
| پالائو                 | اقیانوسیه               | 20,000        | خیر                |
| پاپوآ گینه نو          | اقیانوسیه               | 7,059,653     | خیر                |
| فیلیپین                | آسیا                    | 102,885,100   | بله                |
| رواندا                 | آفریقا                  | 11,262,564    | خیر                |
| سنت کیتس و نویس        | کارائیب                 | 50,000        | بله                |
| سنت لوسیا              | کارائیب                 | 165,000       | خیر                |
| سنت وینسنت و گرنادین‌ها | کارائیب                 | 120,000       | بله                |
| ساموآ                  | اقیانوسیه               | 188,000       | خیر                |
| سیشل                   | آفریقا/ اقیانوس هند     | 87,000        | خیر                |
| سیرالئون               | آفریقا                  | 6,190,280     | بله                |
| سنگاپور                | آسیا                    | 5,469,700     | بله                |
| جزایر سلیمان           | اقیانوسیه               | 507,000       | خیر                |
| آفریقای جنوبی          | آفریقا                  | 54,956,900    | خیر                |
| سودان جنوبی            | آفریقا                  | 12,340,000    | خیر                |
| سودان                  | آفریقا                  | 40,235,000    | خیر                |
| اسواتینی               | آفریقا                  | 1,141,000     | خیر                |
| تانزانیا               | آفریقا                  | 51,820,000    | خیر                |
| تونگا                  | اقیانوسیه               | 100,000       | خیر                |
| ترینیداد و توباگو      | کارائیب                 | 1,333,000     | بله                |
| تووالو                 | اقیانوسیه               | 11,000        | بله                |
| اوگاندا                | آفریقا                  | 37,873,253    | خیر                |
| وانواتو                | اقیانوسیه               | 226,000       | خیر                |
| زامبیا                 | آفریقا                  | 16,212,000    | خیر                |
| زیمبابوه               | آفریقا                  | 13,061,239    | خیر                |

| کشور                | منطقه         | جمعیت       | آیا زبان اصلی است؟ |
| ------------------- | ------------- | ----------- | ------------------ |
| استرالیا            | اقیانوسیه     | 24,520,000  | بله                |
| نیوزیلند            | اقیانوسیه     | 4,294,000   | بله                |
| بریتانیا            | اروپا         | 66,705,000  | بله                |
| ایالات متحده آمریکا | آمریکای شمالی | 324,224,000 | بله                |

### کشورهایی که انگلیسی زبان رسمی آن‌ها است

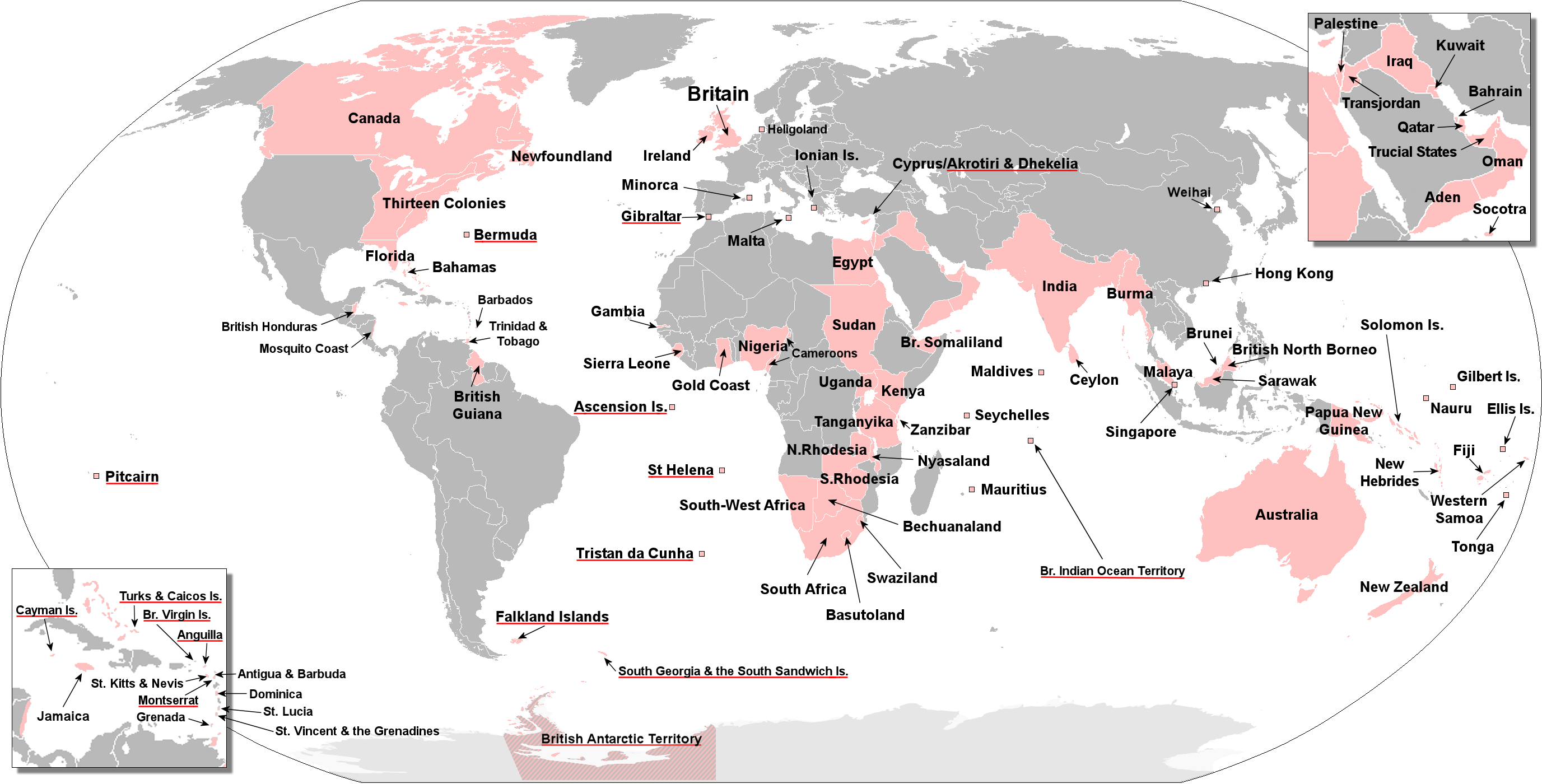
منطقه‌های تحت امپراتوری بریتانیا نقش زیادی در گستردگی انگلیسی فصیح ایفا کردند.

کشورهایی که انگلیسی زبان رسمی آن‌ها است عبارت‌اند از: آنگویلا، آنتیگوآ و باربودا، استرالیا، باهاما، باربادوس، بلیز، برمودا، قلمرو بریتانیا در اقیانوس هند، جزایر ویرجین بریتانیا، بخش انگلیسی زبان کانادا، جزایر کیمن، دومینیکا، جزایر فالکلند، جبل‌الطارق، گرنادا، گوآم، جزایر چنل، گویان، بخش‌های انگلیسی ایرلند، جزیرهٔ من، جامائیکا، جرزی، مونتسرات، نائورو، بخش انگلیسی‌زبان نیوزیلند، جزایر پیت‌کرن، سنت هلن، سنت کیتس و نویس، سنت وینسنت و گرنادین‌ها، سنگاپور، جزایر جورجیای جنوبی و ساندویچ جنوبی، ترینیداد و توباگو، جزایر تورکس و کایکوس، بریتانیا و ایالات متحده آمریکا.
در برخی کشورها انگلیسی زبان اصلی مردمانشان نیست اما زبان کارهای اداری و مدارک رسمی آن‌ها است. این کشورها عبارت‌اند از: بوتسوانا، کامرون، ایالات فدرال میکرونزی، فیجی، گامبیا، غنا، هند، کنیا، کیریباتی، لسوتو، لیبریا، ماداگاسکار، مالت، جزایر مارشال، موریس، نامیبیا، نیجریه، پاکستان، پالائو، پاپوآ گینهٔ نو، بخش انگلیسی فیلیپین، رواندا، سنت لوسیا، ساموآ، سیشل، سیرالئون، جزایر سلیمان، سری‌لانکا، سودان، سودان جنوبی، اسواتینی، تانزانیا، اوگاندا، زامبیا و زیمبابوه.
افزون بر این، کشورهایی وجود دارند که انگلیسی در بخش‌هایی از خاک آن‌ها زبان اداری دوم (به‌عنوان مکمل) کاربرد دارد؛ سن اندرسی پروویدنسیا در کلمبیا و ساحل موسکیتو (Mosquito Coast) در نیکاراگوئه از این دسته‌اند. این‌گونه نفوذ زبان انگلیسی به دلیل دوران استعمار بریتانیا در این منطقه‌ها است. همچنین انگلیسی یکی از ۱۱ زبان رسمی در آفریقای جنوبی است. در منطقه‌های وابستهٔ استرالیا مانند جزیرهٔ نورفک، جزیرهٔ کریسمس و جزیرهٔ کوکوس و بخش‌های متعلق به آمریکا مانند ساموآی آمریکا، گوآم، جزایر ماریانای شمالی، پورتوریکو و جزایر ویرجین و بخش‌های بریتانیایی هنگ کنگ، انگلیسی زبان رسمی است.
انگلیسی زبان رسمی ایالات متحده نیست و دولت فدرال آمریکا هیچ زبان رسمی را معرفی نکرده‌است اما ۳۰ ایالت از ۵۰ ایالت آن انگلیسی را به عنوان زبان رسمی پذیرفته‌اند. بدین ترتیب ایالات متحده انگلیسی را به عنوان دفاکتو زبان ملی درنظر گرفته‌است. در کشورهای تحت حمایت بریتانیا مانند بحرین، بنگلادش، برونئی، قبرس، مالزی و امارات متحدهٔ عربی انگلیسی زبان مهمی به‌شمار می‌رود.

### آسیای غربی

#### ایران
در ایران قاجاری، زبان انگلیسی و  فرانسوی زبان‌های محبوب و مورد توجه است. در سال‌های گذشته به دلایل فراوانی شیوه و ساختار خط لاتین برای زبان فارسی با عنوان لاتین‌نویسی فارسی یا ا فینگلیش (فارسی + English) پیشنهاد شده‌است. اولین بیان‌کنندهٔ این ایده میرزا فتحعلی آخوندزاده بود که در صدر مشروطیت رساله‌ای نیز در این راستا نوشت، اما مورد استقبال قرار نگرفت. در خاطرات محمدعلی فروغی نوشته شده: ناصرالدین‌شاه یک روز وارد کلاس زبان انگلیسی پیش جمعی از رجال شد. آموزگار دانش‌آموزی را به خواندن کتاب انگلیسی فراخواند. به مهربانی کتاب را گرفت و خود مشغول خواندن شد و از دانش‌آموز می‌پرسید: «معنی‌اش چیست؟» ناصرالدین‌شاه قدری فرانسه خوانده بود، اما انگلیسی نمی‌دانست و خط انگلیسی را به قیاس خط فرانسه می‌خواند و کسانی که این دو زبان را آموخته‌اند می‌دانند که خط‌شان یکی است، اما از جهت تلفظ به کلی متباین‌اند. پس شاه البته جمیع کلمات را غلط خواند. معنی را هم که نمی‌دانست و می‌پرسید. اما هنوز یک سطر تمام نکرده بود که خنده از رجال بلند شد. کج شدند، راست شدند، پیچ و خم خوردند، غش و ضعف کردند.
یکی گفت: «سحر می‌کنید»، دیگری گفت: «معجزه دارید»، دیگری گفت: «شما کی انگلیسی خواندید که ما خبردار نشدیم؟» شاه گفت: «اگر ما مجال داشتیم انگلیسی هم می‌توانستیم بیاموزیم.» یکی از رجال گفت: «شما که می‌دانید، چه حاجت به آموختن دارید؟» باز شاه گفت: «معلوم می‌شود کسی که فرانسه می‌داند انگلیسی هم می‌تواند بخواند.» مرحوم نیرالملک (رئیس مدرسه) گفت: «خیر قربان، من فرانسه می‌دانم، اما یک کلمه انگلیسی نمی‌توانم بخوانم.» مختصر، کمدی عجیبی بود و من مبهوت مانده بودم. بعدها دانستم این تملق‌گویی‌ها در جنب مجالس دیگر چاپلوسی باز به نسبت آبرومند بود.
زبان انگلیسی در ایران ابتدا در دوران پهلوی مورد توجه قرار گرفت. محمدرضاشاه به عنوان پادشاه ایران؛ به زبان انگلیسی نیز مسلط بود. محمدرضاشاه چندین مصاحبه و گفت‌وگو با دیوید فراست، مارگارت تاچر، جان اف. کندی و جیمی کارتر به زبان انگلیسی داشته‌است. در موافقت‌نامهٔ حمل و نقل هوایی بین دولت شاهنشاهی ایران و دولت اتحاد جماهیر شوروی سوسیالیستی بخشنامه‌های بین‌المللی هواپیمایی باید به زبان روسی و انگلیسی یا فقط به زبان انگلیسی ارسال می‌شد.
شورای فرهنگی بریتانیا در تهران نهادی نیمه‌دولتی زیر نظر شورای فرهنگی بریتانیا فعالیت خود را از سال ۱۹۴۲ م در تهران واقع در باغ قلهک شروع کرد. فعالیت این نهاد در ایران تا انقلاب سال ۱۳۵۷ ایران ادامه داشت. کشور ایران در طول سال‌های پس از انقلاب با پذیرفتن اهمیت دانش زبان انگلیسی در توسعه، آموزش زبان دوم را از سنین پایه در مدارس آغاز کرده‌است و هم‌اکنون از مقطع متوسطهٔ اول تا پایان تحصیلات دانشگاهی زبان انگلیسی در کلاس‌ها تدریس می‌شود. در آموزش و پرورش جمهوری اسلامی ایران، زبان انگلیسی نیز در برنامه‌های درسی دانش‌آموزان و دانشجویان قرار گرفته‌است. شورای فرهنگی بریتانیا در تهران پس از انقلاب ۱۳۵۷ دوباره موفق شد کار خود را از سال ۲۰۰۱ از سر گیرد. ولی دوباره توسط احمدی‌نژاد از ابتدای سال ۲۰۰۹ با فشار دولت ایران متوقف شد.

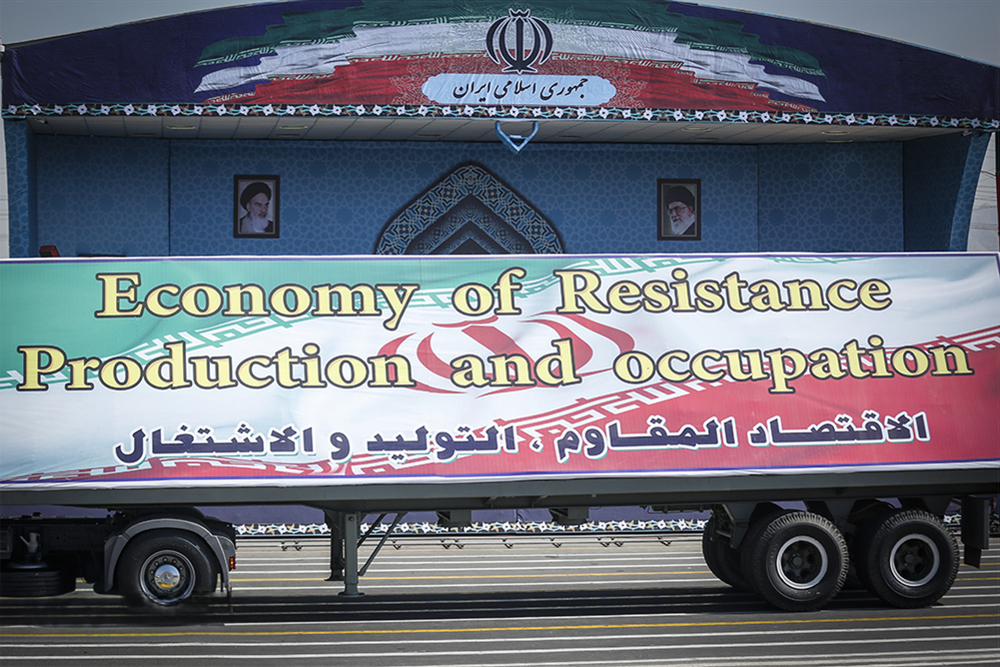
استفاده از متون انگلیسی و عربی در رژهٔ هفتهٔ دفاع مقدس

علی خامنه‌ای رهبر جمهوری اسلامی: «اصرار بر ترویج زبان انگلیسی یک کار ناسالم است. امروز کسانی که به زبان اسپانیولی حرف می‌زنند کمتر از کسانی که به زبان انگلیسی می‌زنند نیستند.» این درحالی است که فهرست زبان‌ها بر پایهٔ مجموع تعداد سخنوران و بیشترین زبان‌های رسمی این‌گونه نشان نمی‌دهند.

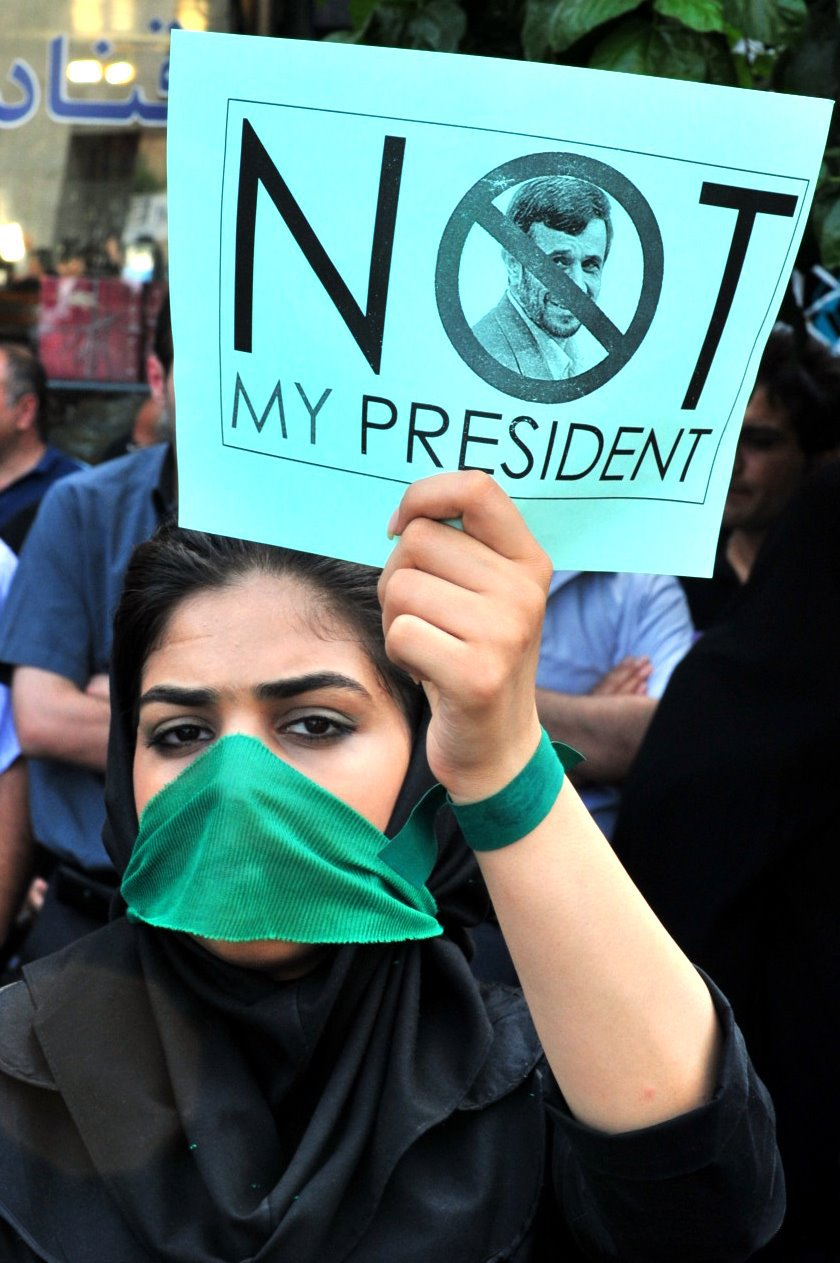
جملهٔ "Not my president" در بسیاری از شعارهای اعتراضات سال ۱۳۸۸ بود.

تدریس زبان انگلیسی در مدارس دولتی ابتدایی در ایران ممنوع است.

#### افغانستان

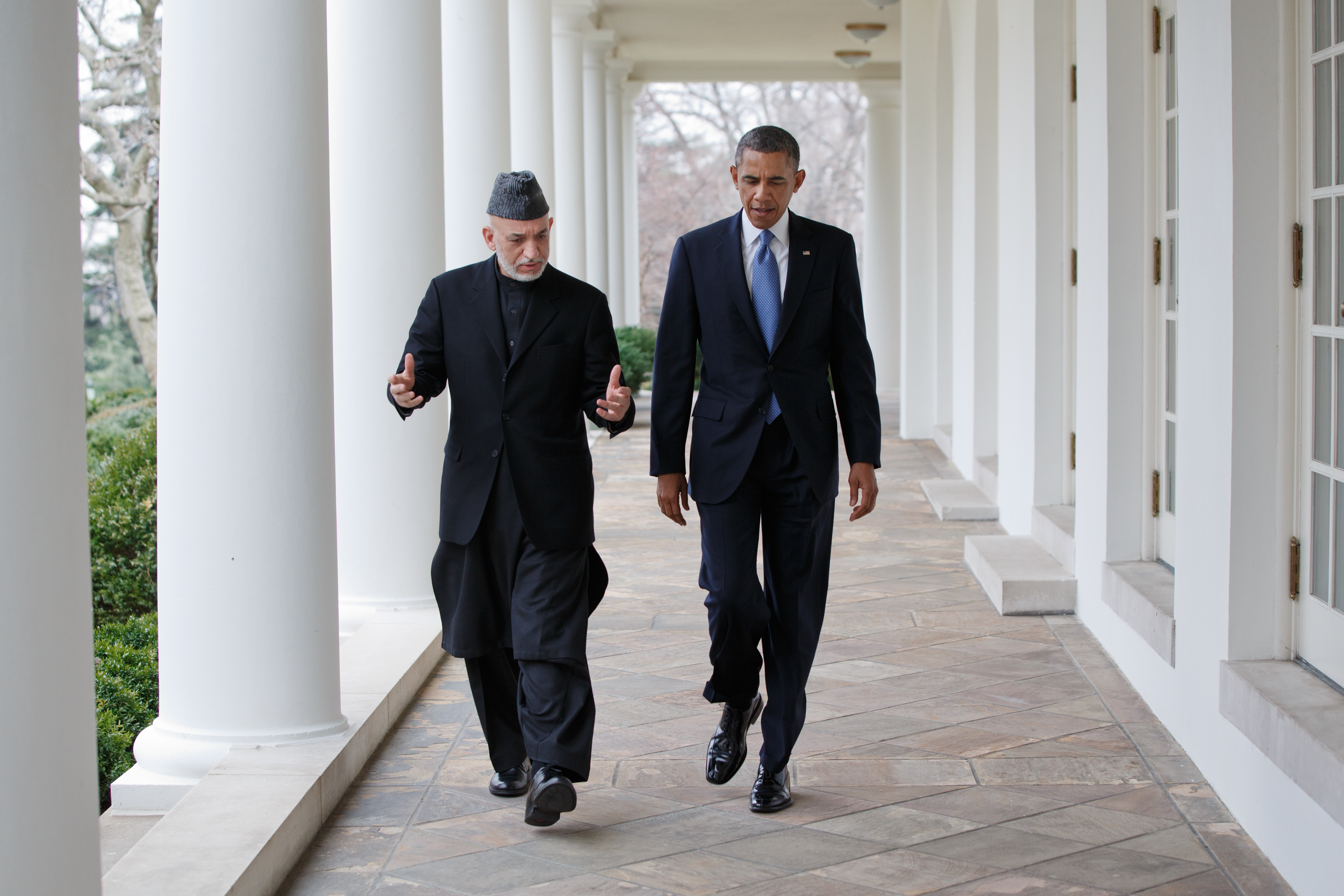
حامد کرزی، رئیس‌جمهور پیشین افغانستان درحال گفت‌وگو با باراک اوباما، رئیس‌جمهور پیشین ایالات متحده

در افغانستان ظرفیت کافی برای فراگیری زبان انگلیسی در مجموع در سطوح آموزشی وجود ندارد. این امر توانایی این کشور را در زمینهٔ بازسازی، مشارکت با جامعهٔ جهانی و سهیم‌شدن در بازار کار را کاهش داده‌است. دانش آموزان در افغانستان از چهارم دبستان تا دوازدهم دبیرستان زبان انگلیسی را جزو برنامه‌های درسی می‌خوانند اما با این وجود پیشرفت دانش‌آموزان در این زمینه بسیار ناچیز و اندک است. در افغانستان ادعاهایی همچون قدرت بیشتر فارسی و پشتو نسبت انگلیسی و نادیده گرفته شدن زبان ملی و اقلیت‌های زبانی به‌گوش می‌رسد. همچنین ملی‌گرایی و اسلام‌گرایی در افغان‌ها سبب شده تا انگلیسی با تردید مورد تصدیق قرار گیرد.
کرزی و کابینهٔ وزرا در مصوبهٔ جدید گفته بودند که زبان فارسی منابع علمی مورد نیاز را ندارد و به همین جهت باید از زبان انگلیسی به عنوان مرجع زبان علمی در کشور استفاده کنیم. در این سال‌ها زبان انگلیسی زبان کار مردم بوده و علاوه بر این کلاس‌های متعدد و گسترده برای آموزش این زبان در شهرهای مختلف شروع به فعالیت کرده‌اند. همین امر سبب شده‌است تا واژگان بیگانه در زبان فارسی رسوخ کند. در افغانستان فرهنگستانی هم وجود ندارد که بخواهد زبان را از این واژگان پالایش کند و تعابیر بومی را جایگزین آن‌ها کند.

#### پاکستان
اردو به عنوان یک درس اجباری تا دبیرستان در هر دو سامانهٔ دبیرستان‌های انگلیسی و اردو تدریس می‌شود و همچنین انگلیسی پاکستانی زبان دوم کشور پاکستان است.

### آسیای شرقی

شرکت پتروشیمی چین با نشان‌واره‌ای به متن انگلیسی و چینی برای این‌که نام شرکت آن توسط بیشتر افراد قابل خواندن باشد.

در چین به دلیل محبوبیت زبان انگلیسی، دانشجویان، دانش‌آموزان، کارکنان شرکت‌های خدماتی از جمله هتل‌ها، خطوط هوایی، دفاتر پستی و بانک‌ها از این زبان بین‌المللی استفاده می‌کنند. به دلیل سختی یادگیری زبان چینی (مانداریان) دانشگاه‌های چینی برای جذب دانشجویان بین‌المللی، بسیاری از دوره‌های خود را به زبان انگلیسی برگزار می‌کنند که با موفقیت توانسته‌است دانشجویان بین‌المللی زیادی را از سراسر جهان به خود جلب کند. در حال حاضر تحصیل در چین به زبان انگلیسی و زبان چینی امکان‌پذیر است و هر سال تعداد زیادی از برنامه‌های تحصیلی به زبان انگلیسی ارائه می‌شود. چین یک کشور ایده‌آل برای مدرسان زبان انگلیسی است چرا که سالانه حدود ۳۰۰ میلیون زبان‌آموز با درآمد مناسب دارد و همچنین به جذب مدرسان زبان از کشورهای خارجی علاقه‌مند است. معلمان برای تدریس زبان انگلیسی در چین، می‌بایست در یکی از رشته‌های مرتبط دارای مدرک لیسانس و مدرک تافل باشند.
در ژاپن بر اساس برخی از واژه‌های کانجی، الفبایی به نام کاتاکانا به وجود آمد که برای نوشتن واژه‌های وارد شده به ژاپنی از انگلیسی و دیگر زبان‌ها استفاده می‌شود.
در ویتنام پس از پایان جنگ ویتنام و یکپارچگی مجدد این کشور، فرانسوی جای خود را به انگلیسی داد.
همچنین اندونزیایی تحت تأثیر زبان‌های بسیاری به ویژه هلندی و انگلیسی است.

#### کشورهای مشترک‌المنافع

وضعیت قانونی انگلیسی در ایالت‌ها و قلمروهای هند

زبان انگلیسی هندی در کنار زبان هندی، زبان رسمی دولت هند است. استفاده از زبان انگلیسی برای مدت پانزده سال پس از آغاز این قانون اساسی، برای تمام اهداف رسمی اتحادیه که برای آن پیش از شروع چنین کاری استفاده می‌شد، ادامه دارد: به شرطی که رئیس‌جمهور بتواند در طی مدت یاد شده، حکم اجازه استفاده از زبان هندی علاوه بر انگلیسی و فرم عددی دیواناگری علاوه بر فرم بین‌المللی  اعداد هندی را برای هر یک از اهداف رسمی اتحادیه صادر کند. مقاومت گسترده در برابر تحمیل زبان هندی به غیربومیان، به ویژه در جنوب هند (مانند موارد موجود در تامیل نادو) منجر به تصویب قانون زبان‌های رسمی ۱۹۶۳ شد که استفاده از انگلیسی به‌طور نامحدود برای همه اهداف رسمی را مجاز می‌دانست. فارسی پیش از آنکه هندوستان مستعمره انگلستان شود، دومین زبان رسمی این کشور (در دوره گورکانیان زبان رسمی) و زبان فرهنگی و علمی به‌شمار می‌رفت. اما پس از استعمار، انگلیسی‌ها در سال ۱۸۳۲ میلادی با اجبار زبان انگلیسی را جایگزین زبان فارسی کردند.

#### کشورهای پساشوروی
زبان روسی امروزه شاهد هجوم وام‌واژگان انگلیسی شده‌است و امروزه دانشگاه‌های بسیاری در روسیه ساخته شده‌اند که به دانشجویان این فرصت را می‌دهد تا به زبان انگلیسی تحصیل داشته باشند. انگلیسی در حقیقت در فهرست زبان‌های رایج در روسیه پس از روسی در جایگاه دوم قرار دارد. از این رو تحصیل به زبان انگلیسی در روسیه و تحصیل دوره‌های زبان انگلیسی در این کشور بسیار رایج است. بیش از ۵۰۰ دانشگاه در این کشور وجود دارد. زبان انگلیسی رایج‌ترین زبان تحصیل در این کشور پس از روسی است. اگرچه زبان روسی زبان رسمی این کشور است، بسیاری از برنامه‌های تحصیلی در مقاطع لیسانس، فوق لیسانس و دکترا به زبان انگلیسی ارائه می‌شود. همچنین کسانی که پس از فروپاشی اتحاد جماهیر شوروی متولد شدند؛ ترجیح می‌دهند که با شهروندان کشورهای همسایهٔ روسیه؛ نه به روسی بلکه به زبان انگلیسی صحبت کنند. دولت کوبا در ادامهٔ سیاست جذب گردشگران، جوانان را به یادگیری زبان انگلیسی تشویق می‌کند. این درحالی است که در دوران جنگ سرد تمایل بیشتر به یادگیری زبان روسی بود تا زبان انگلیسی.
انگلیسی در لیتوانی جایگزین روسی به عنوان زبان میانجی شده‌است و حدود ۸۰٪ از جوانان به انگلیسی به عنوان زبان خارجی نخست صحبت می‌کنند.
نورسلطان نظربایف، رئیس‌جمهور قزاقستان بر ضرورت آموزش گستردهٔ زبان انگلیسی در این کشور تأکید کرد. وی در نشست اتحادیهٔ اقوام قزاقستان در «آستانه»، از مسؤولان این کشور خواست طی دو ماه آینده در مورد ایجاد برنامهٔ اختصاصی آموزش زبان انگلیسی در مدارس، دانشگاه‌ها و انستیتوهای کشور برنامهٔ خود را ارائه دهند. وی تصریح کرد: من در گذشته هم گفته بودم که نسل جوان قزاقستان باید به سه زبانِ انگلیسی، قزاقی و روسی مسلط باشد. وی افزود: بدون فراگیری عمیق زبان انگلیسی نمی‌توان در جهان معاصر رقابت کرد.

#### جهان عرب
در روایت‌ها آمده‌است که محمد پیامبر اسلام، به زید بن ثابت امر گفته‌است که زبان یهودیان را بیاموزد تا میانجی مورد اعتمادی برای ترجمهٔ سخنان یهودیان و مکاتبات آن‌ها باشد. مسلمانان نیز زبان انگلیسی را به عنوان زبان میانجی می‌پذیرند. هر بخشی از جهان عرب، گویش محلی ویژهٔ خود را دارد که گاه تفاوت‌های میان آن‌ها به اندازه‌ای است که عرب‌ها مجبور به سخنوری به عربی کتابی یا انگلیسی یا زبان واسط دیگری با هم می‌شوند. همچنین اصلی‌ترین زبان رسمی سازمان همکاری اسلامی، زبان انگلیسی است. امروزه در میان کشورهای جهان عرب، تقاضای آموزش زبان انگلیسی گسترش یافته‌است. سودان، قطر و بحرین جزو کشورهای عرب انگلیسی‌زبان هستند.

#### لبنان
در لبنان که در گذشته تحت قیمومت فرانسه قرار داشته عربی تنها زبان رسمی است اما در قوانین این کشور قوانینی پیش‌بینی شده که از فرانسوی در برخی موارد استفاده شود. بسیاری از لبنانی‌ها فرانسوی را به عنوان زبان دوم خود فرا می‌گیرند و این زبان در کنار عربی و انگلیسی در مدارس تدریس می‌شود. بر روی اسکناس‌ها، تابلوهای راهنمایی و رانندگی و همچنین پلاک‌های ماشین‌ها نیز در کنار عربی از فرانسوی هم استفاده می‌شود.
امروز حدود ۴۰ درصد از لبنانی‌ها می‌توانند این زبان را به عنوان زبان خارجی صحبت کنند. درصد فراگیری انگلیسی هم ۴۰ درصد است اما استفاده از انگلیسی در رسانه‌ها و مشاغل رو به افزایش است. ۹۰۰٬۰۰۰ محصل در لبنان وجود دارد که قریب به ۵۰۰٬۰۰۰ نفر از آن‌ها در مدارس فرانسوی‌زبان که ریاضی و علوم در آن‌ها به فرانسه تدریس می‌شوند درس می‌خوانند. درصد فراگیری آموزش فرانسه بسته به نقاط مختلف این کشور متفاوت است. یک سوم دانش‌آموزانی که در مدارس فرانسوی‌زبان درس خوانده‌اند برای آموزش عالی به مدارس انگلیسی‌زبان می‌روند. انگلیسی، زبان تجارت و ارتباطات است درحالی‌که فرانسوی بر جایگاه اجتماعی فرد تأثیرگذار است.

#### قطر

نشان رسمی قطر (State of Qatar) استفاده از فونت انگلیسی

زبان دوم کشور قطر انگلیسی تصویب شده‌است. شبکهٔ عربی و انگلیسی الجزیره متعلق به دولت قطر، در صحنهٔ رسانه‌های جهانی به این کشور جایگاه ویژه‌ای داده‌است. تحصیل در قطر در بعضی رشته‌ها به زبان انگلیسی ارائه می‌شود. به همین خاطر داشتن مدرک معتبر زبان انگلیسی، یکی از شرایط اخذ پذیرش از دانشگاه‌های این کشور است.

#### بحرین
از ابتدای استقلال بحرین، بریتانیا رابطهٔ خوبی با بحرین داشته و آن را مورد حمایت قرار داده‌است. امروز زبان دوم بحرین زبان انگلیسی است.

#### قارهٔ آفریقا

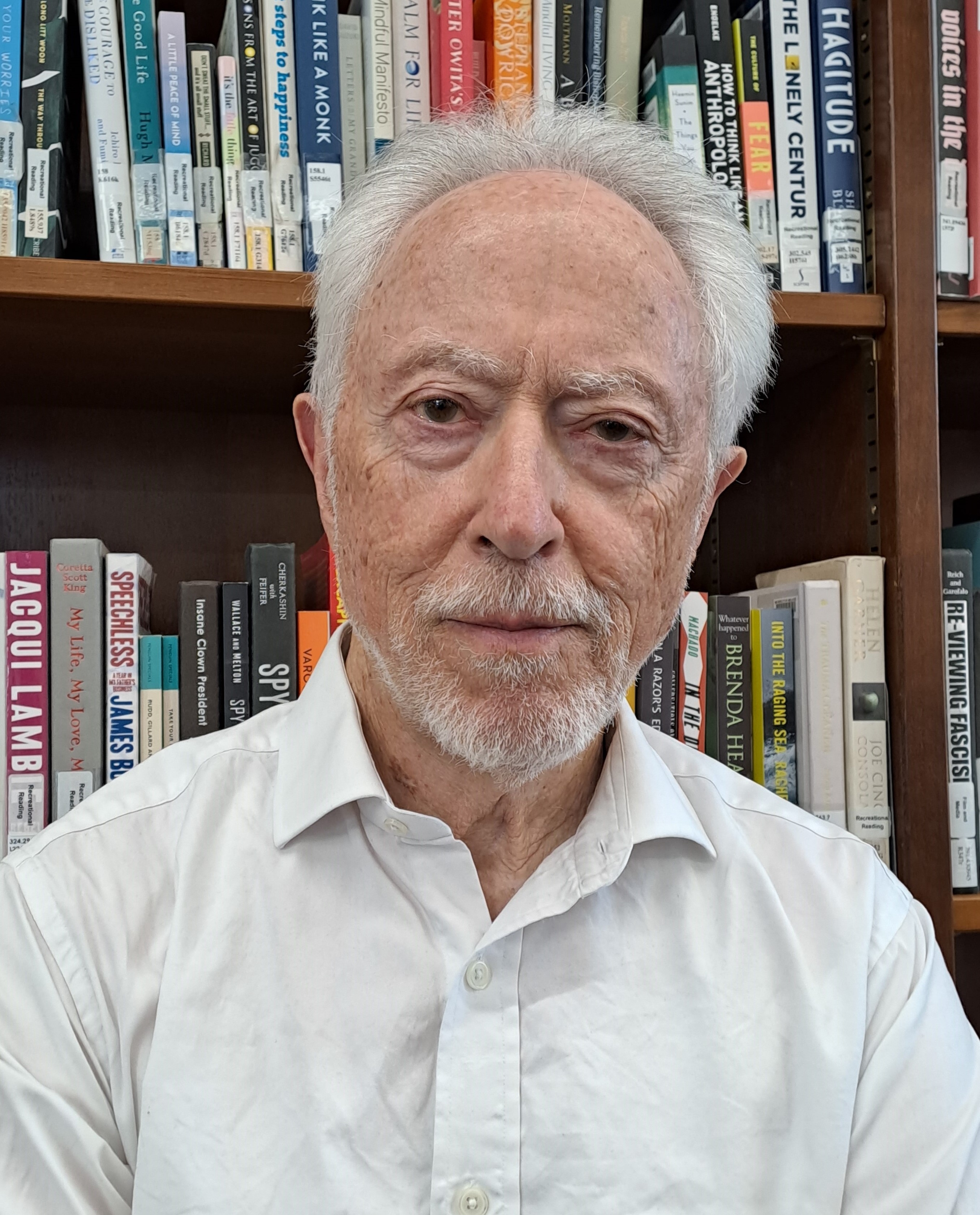
جان کوتسی نویسندهٔ انگلیسی‌زبان هلندی‌تبار اهل آفریقای جنوبی، برندهٔ جایزه نوبل ادبیات سال ۲۰۰۳

پس از استعمار قارهٔ آفریقا توسط امپراتوری بریتانیا در سدهٔ بیستم میلادی، آفریقایی‌ها مجبور بودند به عنوان برده کار کنند و انگلیسی یاد بگیرند و حتی اگر هم می‌خواستند تحصیل کنند مجبور بودند ابتدا زبان انگلیسی را بیاموزند. پس از چندین دهه استعمار بریتانیا از مصر در شمال آفریقا تا آفریقای جنوبی؛ زبان انگلیسی در میان عموم مردم رواج پیدا کرد. پس از استعمارزدایی از آفریقا بسیاری از کشورهای نوظهور تاکنون از زبان انگلیسی به عنوان زبان رسمی استفاده می‌کنند. حتی انگلیسی بعدها به نمادی علیه دیگر زبان‌ها در آفریقا تبدیل شد. آلمانی، در کنار انگلیسی و آفریکانس، در نامیبیا از سال ۱۹۸۴ تا استقلال آن از آفریقای جنوبی در سال ۱۹۹۰، زبان رسمی بود. در این دوره، دولت نامیبیا آفریکانس و آلمانی را به عنوان نمادهای آپارتاید و استعمار تصور می‌کرد و تصمیم گرفت انگلیسی را به عنوان تنها زبان رسمی معرفی کند چرا که انگلیسی زبانی «خنثی» بود و در آن زمان در نامیبیا در عمل هیچ انگلیسی‌زبان بومی وجود نداشت.
شنگ مخلوطی از انگلیسی و سواحلی است که در کنیا و بخش‌هایی از اوگاندا سخن گفته می‌شود. امپراتوری بریتانیا پس از استعمار کنیا تصمیم به آموزش زبان انگلیسی و سواحلی لاتین گرفت که امروزه زبان انگلیسی زبان رسمی کشور کنیا است. همچنین پرجمعیت‌ترین کشور آفریقا نیجریه است که بیش از ۵۰۰ نوع زبان متفاوت در نیجریه به کار برده می‌شود هر چند زبان انگلیسی زبان رسمی این کشور است.
امروزه به ترتیب انگلیسی، فرانسوی و عربی مهم‌ترین زبان‌های قارهٔ آفریقا هستند. اتحادیهٔ آفریقا یک اتحادیه میان تمامی کشورهای آفریقایی برای ترویج رفاه و مردم‌سالاری بیشتر است که اصلی‌ترین زبان کاری آن انگلیسی است.

#### قارهٔ اروپا

کشورهای سبز پررنگ نشانگر تسلط بیشتر به انگلیسی هستند.

زبان انگلیسی در اتحادیهٔ اروپا تنها زبان رسمی کشور ایرلند است و به عنوان زبان خارجه در کشورهای اسکاندیناوی، هلند، آلمان و دانمارک بیشترین سخنور و توانایی در هنرهای زبانی را دارد. زبان رایج نشست‌های کمیسیون، شورا و نهادهای اروپایی درحالی به انگلیسی است که تنها دو کشور عضو اتحادیه به زبان انگلیسی محاوره می‌کنند. دولت فرانسه در حال اجرای طرح‌هایی پس از برگزیت است تا در سال ۲۰۲۲ و همزمان با ریاست این کشور بر کمیسیون اروپا، زبان فرانسوی را جایگزین زبان انگلیسی برای زبان کاری کند. کارشناسان معتقدند که امکان حذف زبان انگلیسی از اتحادیهٔ اروپا بسیار کم است و حتی در صورت حذف از اهمیت این زبان کاسته نخواهد شد؛ زیرا کمابیش تمام سازمان‌های بین‌المللی زبان انگلیسی را به عنوان زبان رسمی خود نگه خواهند داشت؛ زیرا زبان دوم یا زبان خارجهٔ بسیاری از کشورهای برای ارتباط است. علی‌رغم برگزیت (خروج بریتانیا از اتحادیهٔ اروپا)، استفاده از زبان انگلیسی در سراسر اتحادیهٔ اروپا فروکش نکرده‌است. تحقیقات نشان می‌دهد که در بروکسل بسیاری از ساکنان خارجی این شهر نسبت به زبان‌های رسمی فرانسوی یا فلاندری، تسلط بهتری به انگلیسی دارند. منطقهٔ بروکسل پذیرای حجم بالایی از نیروی کار از تمام نقاط اروپا بوده‌است و بسیاری از آن‌ها صحبت کردن به زبان انگلیسی را یک مهارت ضروری برای گذران زندگی مدرن می‌دانند. همچنین برای بسیاری از مهاجرت‌ها به کشورهای مختلف اروپا، نیاز به فراگیری زبان انگلیسی ضروری به نظر می‌رسد. کشورهای اسکاندیناوی بالاترین درصد آموزش صحیح زبان انگلیسی را در جهان دارند. همچنین در میان دانش‌آموزان کشورهای اتحادیه اروپا، زبان انگلیسی رایج‌ترین زبانی است که دانش‌آموزان آن را فراگرفته‌اند.
سیاستمداران فرانسه همیشه، نگرانی‌های خود را از نفوذ گستردهٔ زبان انگلیسی و ضعف زبان فرانسوی ابراز می‌کنند. مارین لوپن نظراتی مبنی بر مقابله با زبان انگلیسی دارد که با نگرانی دربارهٔ زبان فرانسوی صحبت می‌کند. آکادمی فرانسه اظهار دارد؛ استفادهٔ مکرر از واژه‌های انگلیسی در یک سند ملی، خلاف قانون اساسی فرانسه است.
جمهوری چک با خطر انزوا، مواجه است زیرا اعضای آن به زبان کاری این اتحادیه، یعنی زبان انگلیسی، تسلط ندارند.

#### قارهٔ آمریکا

آنگلو-آمریکا به عنوان کشورهای انگلیسی‌زبان قاره آمریکا شناخته می‌شود.

در قارهٔ آمریکا، زبان انگلیسی میان کشورهای آمریکای شمالی زبان رایج و میان کشورهای دیگر زبان دوم یا خارجه است. زبان انگلیسی در کانادا میان انگلیسی‌ها و فرانسوی‌ها مانند آنچه در قاره آفریقا است، مورد مناقشه است. برخی از گروه‌های فعال در حوزه زبان انگلیسی واقع در کانادا قصد دارند علیه لایحه ۹۶ که هدف آن تقویت زبان فرانسوی در استان کِبِک یکی از استان‌های کانادا است؛ اعتراض کنند. معترضان به وضعیت قانونی بودن فرانسوی در کبک معترض نیستند، بلکه به منشور زبان فرانسوی در کبک است معترض اند. این منشور اختیارات بسیاری را به فرانسوی‌های کانادا می‌دهد که انگلیسی‌ها را در اقلیت قرار می‌دهد.

#### اقیانوسیه
اقیانوسیه نیز یکی دیگر از قاره‌های جهان است که در سده‌های گذشته تحت تسلط امپراتوری بریتانیا بوده بگونه‌ای که حتی تاکنون کشورهایی مانند استرالیا، نیوزیلند، پاپوآ گینهٔ کنو و چندین جزیره در این قاره؛ دارای زبان رسمی انگلیسی هستند. استرالیا و نیوزیلند به قدری تحت استعمار بریتانیا بوده‌اند که تاکنون حتی پرچم امپراتوری بریتانیا درون پرچم آن‌ها نقش بسته‌است. استرالیا و نیوزیلند تنها کشورهای قارهٔ اقیانوسیه هستند که جزو کشورهای آنگلوسفر و فایوآیز محسوب می‌شوند و از کشورهای پیشرو در مردم‌سالاری و شاخص توسعهٔ انسانی هستند.

## تأثیر بر دیگر زبان‌ها

سه دایره برج کاچرو از انگلیسی: داخل دایره: برای مثال ایالات متحده، پادشاهی متحده بیرون دایره: برای مثال هند، نیجریه گستردگی دایره: برای مثال چین، روسیه، برزیل

زبان‌های انگلیسی، فرانسوی، اسپانیایی، روسی، چینی و عربی زبان‌های رسمی سازمان ملل متحد و پر استفاده‌ترین زبان‌های جهان هستند که همگی آنها تحت نفوذ گسترده و غیرقابل انکار وام‌واژه‌های بسیاری از زبان انگلیسی هستند. واژه‌های زیادی از زبان انگلیسی به تمامی زبان‌های جهان راه یافته‌است. واژه‌های زیادی هر سال به زبان انگلیسی اضافه می‌شوند و استفاده از انگلیسی در رسانه‌ها و مشاغل رو به افزایش است. زبان انگلیسی نسبت به بقیه زبان‌های رسمی سازمان ملل متحد، ویژگی‌های به‌خصوصی دارد. زبان انگلیسی همراه با زبان فرانسوی و اسپانیایی، از رایج‌ترین خط جهان به نام خط لاتین؛ استفاده می‌کند. زبان‌های روسی، عربی و به‌خصوص زبان چینی به علت استفاده از الفبای غیرلاتین، از خوانایی کمتری برخوردارند. اکنون در ماندارین نوین، با وجود تفاوت‌های آوایی، فقط وجود حدود ۱۲۰۰ هجا ممکن است و در انگلیسی بیش از ۸٬۰۰۰ هجا وجود دارد. همچنین انگلیسی‌زبانان با اسپانیایی‌زبانان و فرانسوی‌زبانان به دلیل فاصلهٔ زبانی نزدیک می‌توانند تاحدودی فهم متقابل در گفت‌وگو داشته باشند. انگلیسی از نظر سره‌گرایی زبانی؛ زبان واضح محسوب می‌شود و از تجویزگرایی زبانی زبان الگو درنظر گرفته می‌شود. ترجمه‌ها تا اوایل دههٔ ۱۹۳۰، به‌طور عمده از طریق زبان فرانسوی صورت می‌گرفت ولی پس از جنگ جهانی دوم و تحول‌های سیاسی و فرهنگی پس از آن، زبان انگلیسی در عرصهٔ ترجمه اهمیت بیشتری یافت و از نظر کمیت، گوی سبقت را ربود.

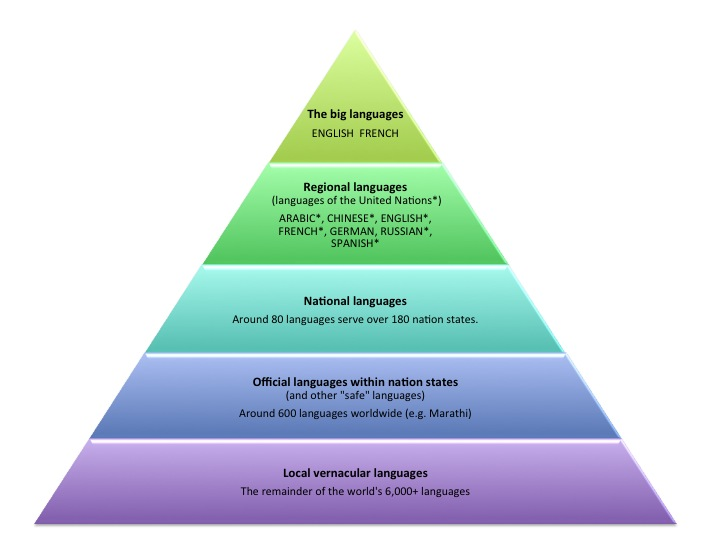
هرم زبان جهانی - توسط سامانه زبان جهانی (Global language system)

همچنین به دلیل اینکه زبان انگلیسی در ملل مختلف پراکنده شده، همیشه انتقال زبانی از جوامع غیر آنگلوسفر، مانند انگلیسی زبانان در هند، سنگاپور یا فیلیپین نیز بلاغت مقابله‌ای زیادی را بر انگلیسی نو گذاشته‌اند. بدین ترتیب انگلیسی نو را زبان چند کانونی می‌دانند. زبان انگلیسی در کشورهای انگلیسی زبان آفریقایی، زبان عامیانه طلقی می‌شود. اسماعیل آذر از سره‌گرایان زبان؛ مدعی شد که زبان انگلیسی مرده‌ترین زبان‌هاست. وی دلیل این امر را تغییرهای بسیاری می‌داند که زبان انگلیسی متحمل شده‌است و برای خواننده امروز این زبان متون تاریخی آن قابل درک نیست. این درحالی است که در زبان‌شناسی پویا تغییرات زبان نشان از پویایی آن دارد و زبان مانند فرگشت تکامل دارد.
همچنین واژه‌های بسیار زیادی از زبان انگلیسی در فارسی وجود دارد. «فهرست وام‌واژه‌های انگلیسی در فارسی»

### مقاله‌های انگلیسی

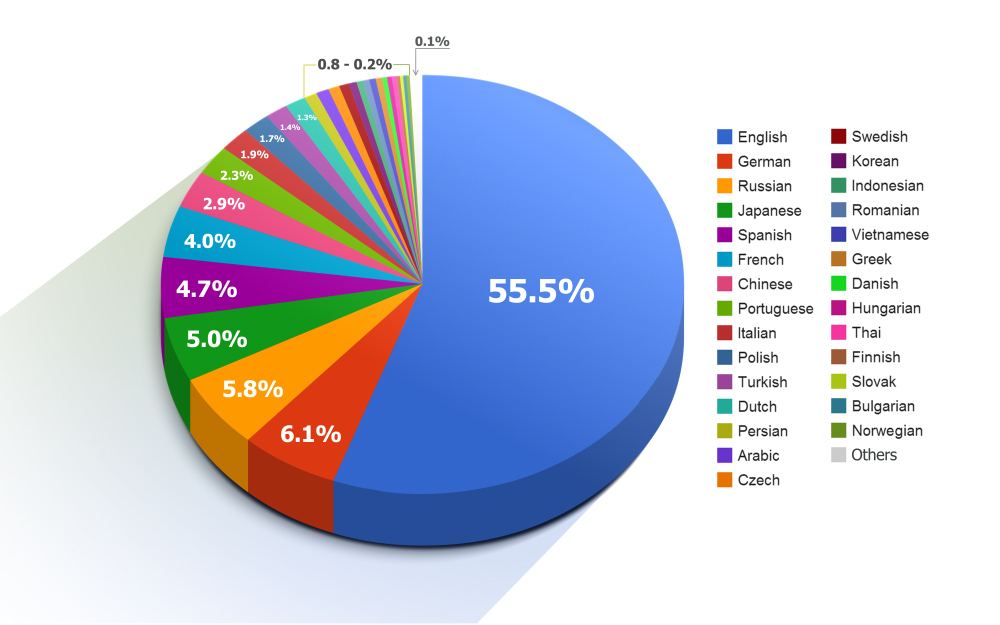
نمودار دایره‌ای از زبان‌های مورد استفاده بر روی اینترنت

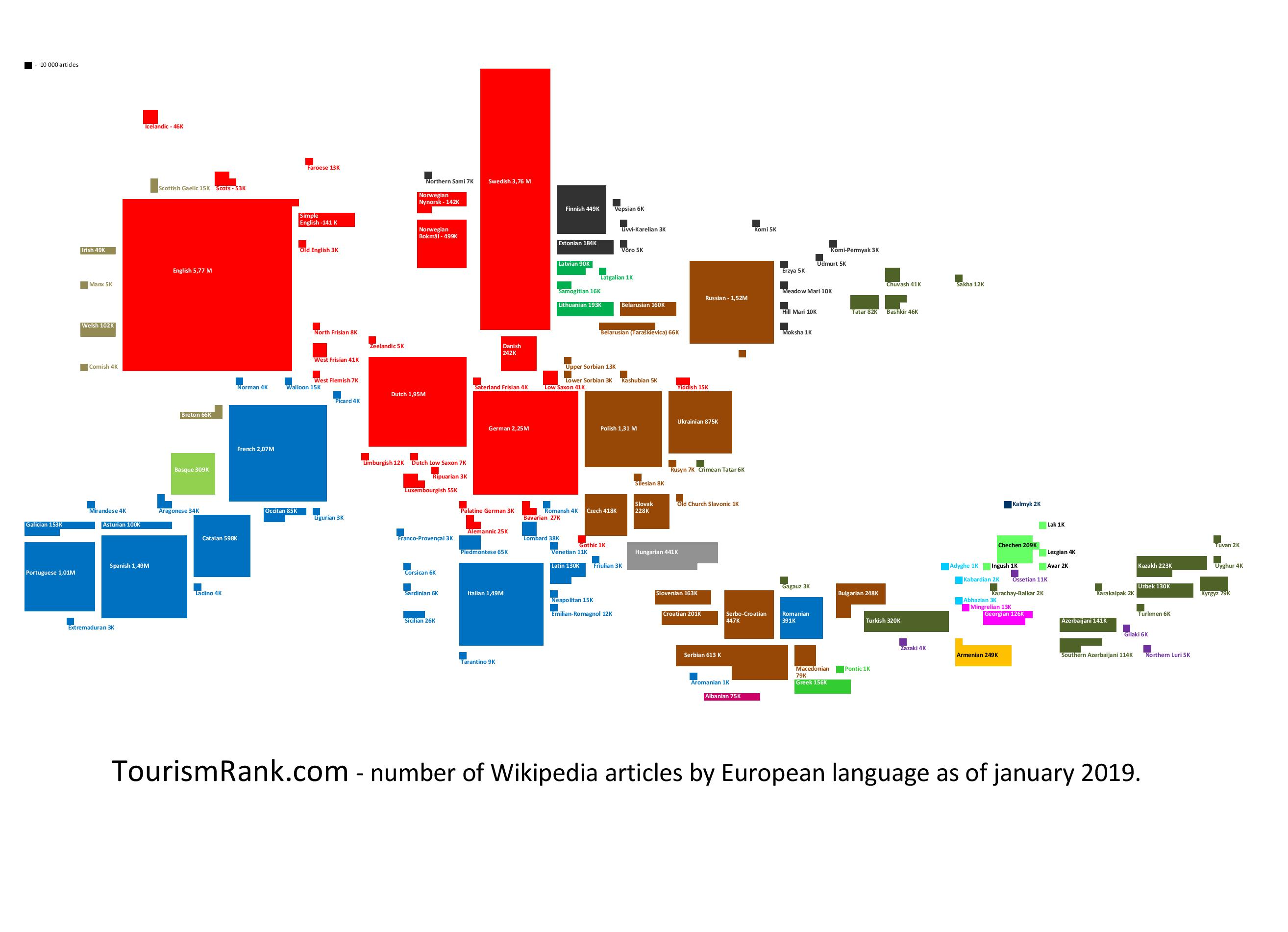
ویکی‌پدیاهای مختلف دربرابر ویکی‌پدیای انگلیسی - آمار سال ۲۰۱۹

یکی از خصوصیات زبان بین‌المللی انگلیسی وجود مقاله‌ها و کتاب‌های علمی بسیار زیادش است. بسیاری از مقاله‌ها به زبان انگلیسی نوشته می‌شوند و بعد به زبان‌های دیگر ترجمه می‌شوند. همچنین بزرگ‌ترین دانشنامه در جهان ویکی‌پدیای انگلیسی با ۷٬۰۲۷٬۳۵۵ مقاله است.

### معتبرترین دانشگاه‌های جهان
زبان انگلیسی نقش بسیار برجسته‌ای در آموزش را ایفا می‌کند. بیشتر دانشگاه‌های معتبر جهان در کشورهای ایالات متحده و بریتانیا قرار دارند. در سده‌های اخیر دو کشور آمریکا و بریتانیا از مراکز علمی بزرگ بودند که دانشمندهای آن اختراع‌ها و تولیدهای فراوانی از نظر فناوری‌های مختلف عرضه کردند که برای استفاده از این فناوری‌ها نیاز به یادگیری زبان انگلیسی بود. با پیشرفت روزافزون علم و فناوری و قرار داشتن بهترین دانشگاه‌ها و مرکزهای تحصیلی در کشورهای بریتانیا و آمریکا و کشورهای انگلیسی زبان مانند کانادا و استرالیا؛ مقاله‌ها و کتاب‌های نگارش شده در این دانشگاه‌ها به زبان انگلیسی می‌باشد و سپس به زبان‌های دیگر ترجمه می‌شود که به‌طور معمول با تأخیر این اتفاق می‌افتد، همچنین از طرف دیگر با توجه به پرطرفدار بودن تحصیل در این دانشگاه‌ها نیز باعث می‌شود که آموزش زبان انگلیسی از ضروریات باشد.
زبان انگلیسی برای اهداف دانشگاهی به دوره‌های زبان آموزی برای غیر انگلیسی زبانانی که قصد دارند در یک رشته دانشگاهی که به زبان انگلیسی تدریس می‌شود شرکت کنند؛ گفته می‌شود. این دوره‌های آموزشی باعث گسترش دانش زبانی افراد در رشته‌های خاص خود می‌شود و مهارت‌های پژوهشی شخص را بالا می‌برد.

### بزرگ‌ترین کتابخانه‌های جهان
بیشتر کتابخانه‌های بزرگ جهان، در کشورهای ایالات متحده و انگلستان قرار دارند که کتاب‌های موجود به زبان انگلیسی نوشته شده‌اند.

## اهمیت و کاربرد

### ریاضی

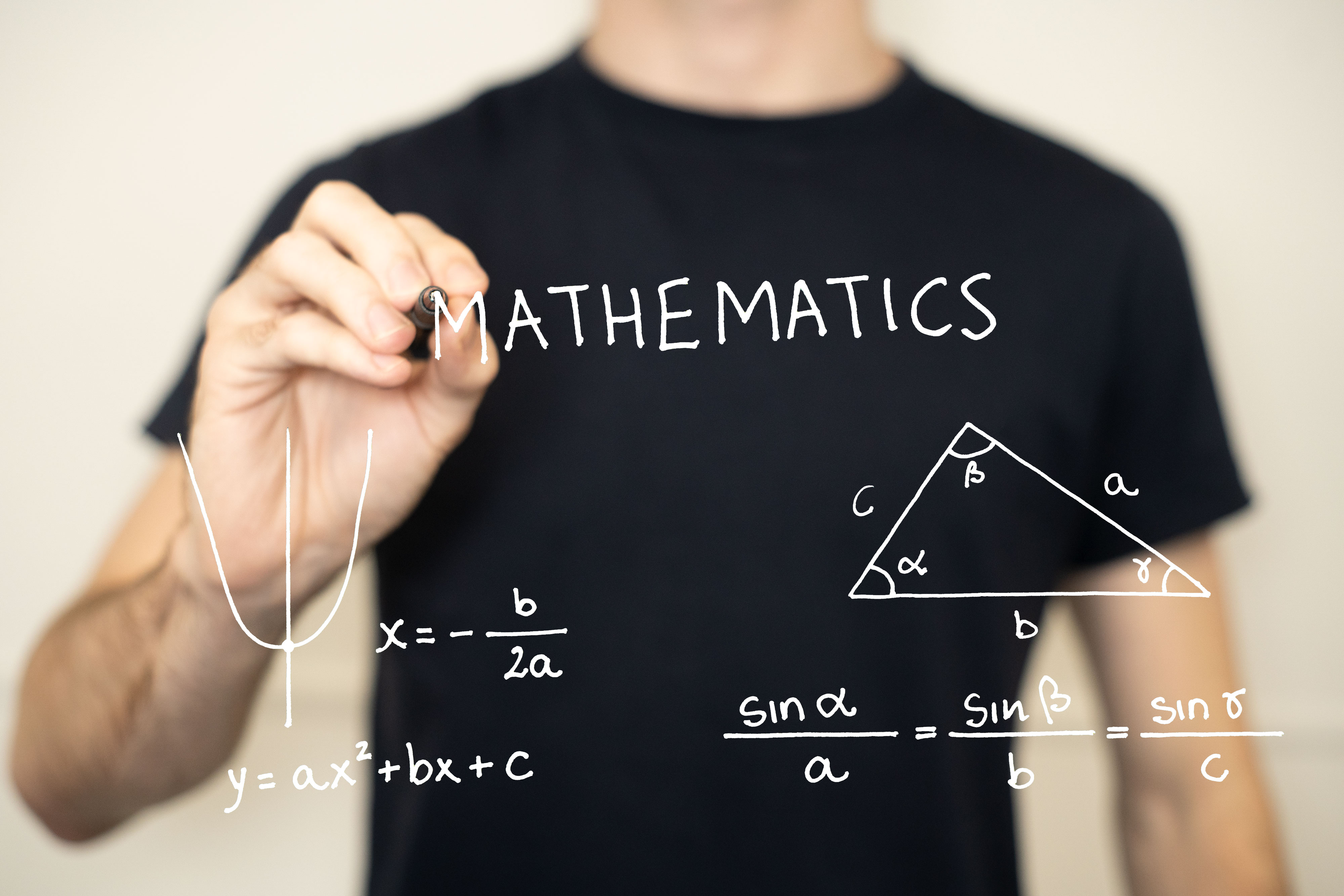
واژه Mathematics به معنای ریاضیات یا متماتیک (به فارسی تاجیکی)

نوشتن اعداد در ریاضی براساس الفبای لاتین از چپ به راست صورت می‌گیرد. همچنین تمامی نامگذاری‌ها برای متغیرها، در هندسه و فرمول‌ها از الفبای انگلیسی استفاده می‌شود. در هندسه برای نام‌گذاری اضلاع یا نقاط مختلف به‌طور معمول مخفف واژهٔ انگلیسی آن به‌کار می‌رود.

### علوم رایانه

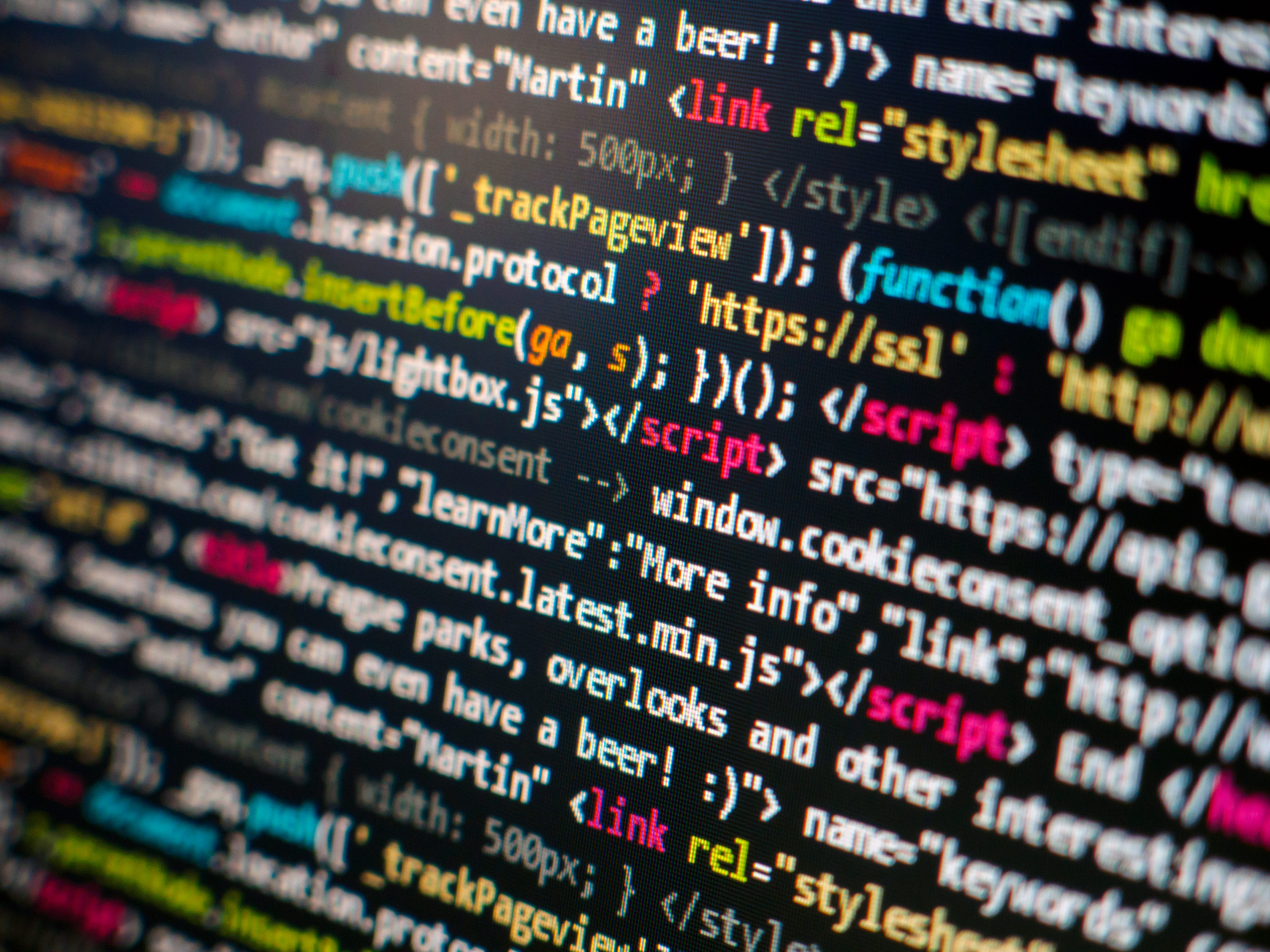
برنامه‌نویسی رایانه بیشتر از دیگر بخش‌های علوم رایانه با انگلیسی سروکار دارد

شامل علوم مختلف پیرامون رایانه‌ها است. زبان انگلیسی به عنوان زبان پیش‌فرض (default) در سیستم عامل‌ها، زبان‌های برنامه‌نویسی، موتورهای بازی‌سازی، وبگاه‌ها، مکان‌یاب منبع یکسان، نرم‌افزارها و سخت‌افزارها است و بیشتر منابع بروز نیز به زبان انگلیسی انتشار میابند و بعد وارد زبان‌های دیگر می‌شوند. همچنین بیشتر کارآفرینان و برنامه‌نویسان مطرح جهان، از کشورهای آنگلوسفر بوده یا به‌عنوان زبان دوم، به زبان انگلیسی مسلط اند. بیشتر شرکت‌های مهم علوم رایانه در کشور ایالات متحده هستند و مبنای زبان آنها، انگلیسی است. حتی شرکت‌هایی در کشورهای غیرانگلیسی زبان نیز، برند و محصول خود را به زبان انگلیسی ارائه می‌دهند. همچنین بیشتر دوره‌ها، وبگاه‌های آموزشی و تالارهای گفتگو قدرتمند در زمینه آموزش علوم مختلف رایانه، به زبان انگلیسی اند. منابع آموزشی فارسی، حجم بسیار کمی نسبت به زبان انگلیسی دارند. بیشتر ویدئوهای مربوط به علوم رایانه در وبگاه یوتیوب، توسط یوتیوبرهای هندی با لهجهٔ انگلیسی هندی تولید می‌شوند. به‌طور کل حدود ۸۰ درصد از اطلاعات ذخیره شده در کامپیوترها در سراسر دنیا به زبان انگلیسی است.

### تجارت و اقتصاد

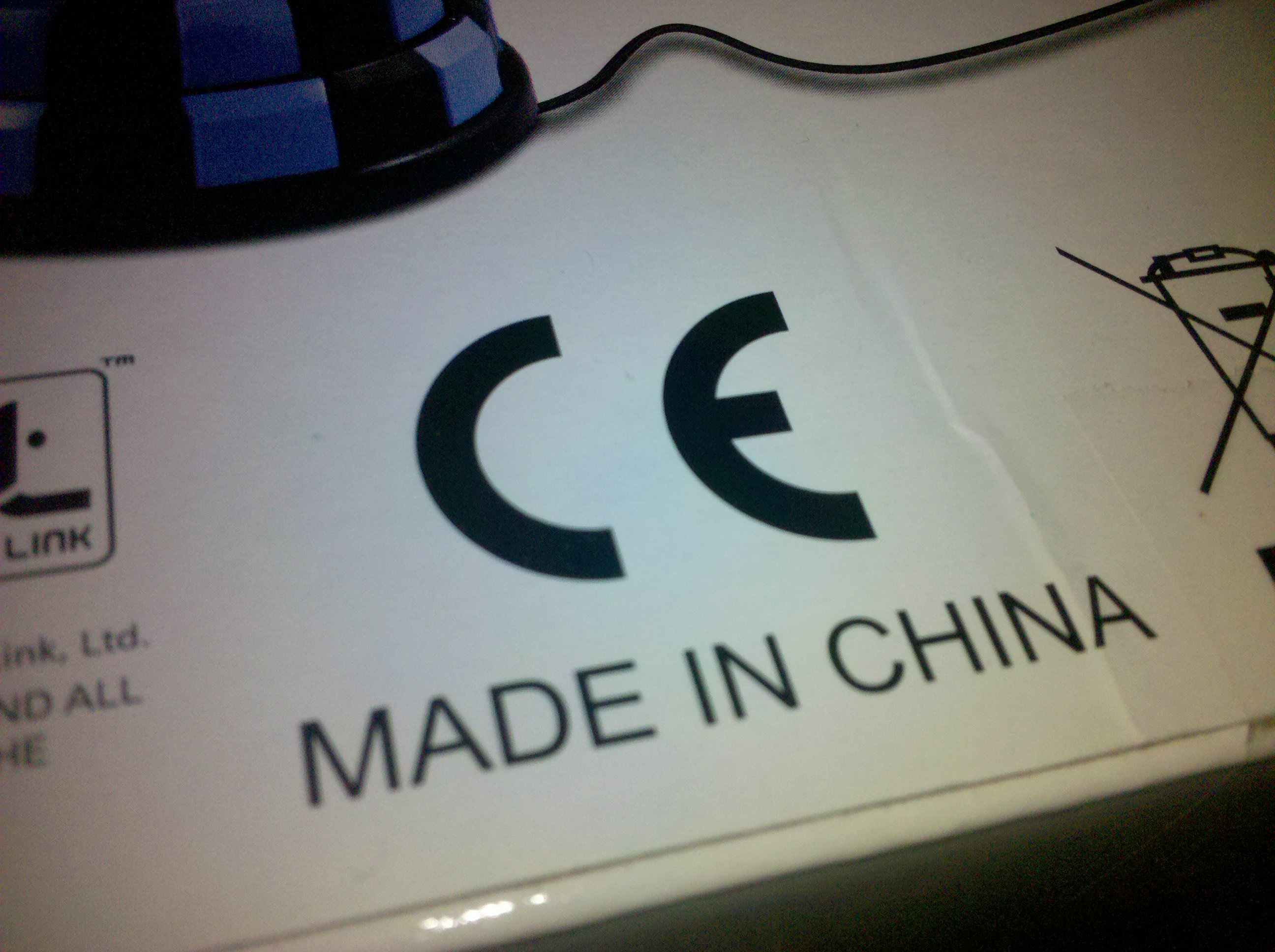
عبارت معروف Made in به معنای «ساخته شده در» است که بسیار در صادرات محصولات استفاده می‌شود.

اقتصاد در سدهٔ بیست و یکم به‌شدت در هم تنیده شده و بازارهای چندملیتی به‌وجود آمده‌اند. بیشتر برندها و محصولات، از زبان انگلیسی پیروی می‌کنند تا محصولاتشان جنبهٔ جهانی داشته باشند. برندهای زیادی از زبان انگلیسی در نام تجاری استفاده می‌کنند. محصولات مختلف بیشماری دارای توضیحاتی به زبان انگلیسی هستند تا بتوانند با هر مشتری فارغ از مرزهای زبانی، ارتباط برقرار کنند.
بر روی پول رایج در بیشتر کشورها متن‌های به زبان بومی و انگلیسی وجود دارد. در بانک‌ها به‌خصوص در بالای بانک‌ها متنی برای معرفی بانک به زبان محلی و زبان انگلیسی برای گردشگران نوشته شده‌است.

### سیاست

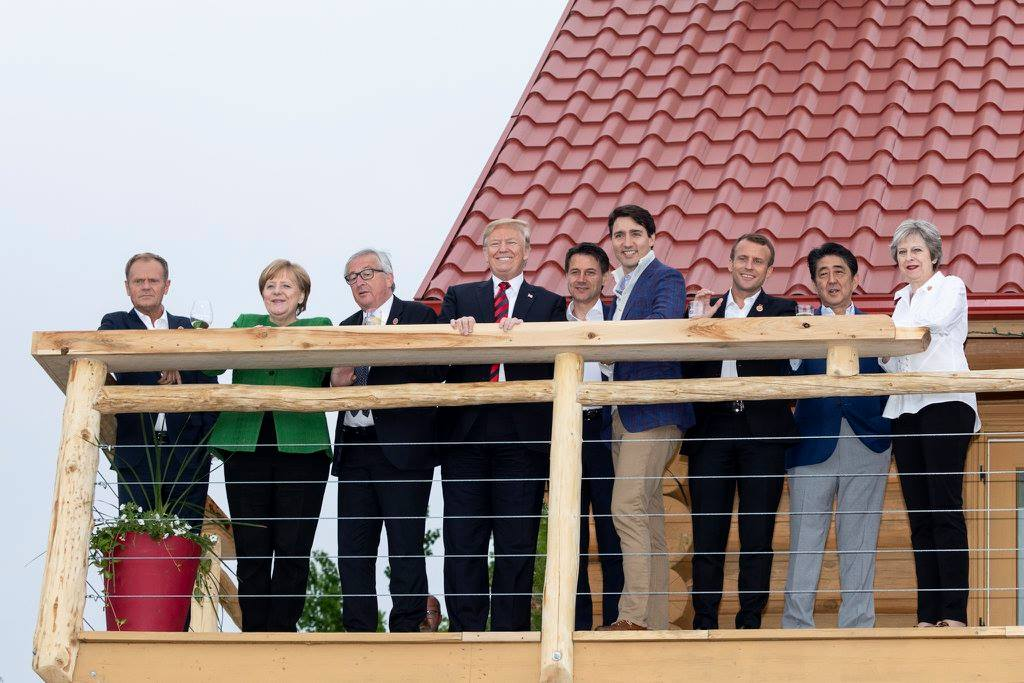
زبان انگلیسی حتی در مکالمات خصوصی گروه ۷ استفاده می‌شود. میان جواد ظریف وزیر امور خارجه جمهوری اسلامی با جان کری سیاست‌مدار آمریکایی زبان میانجی میان آن‌ها انگلیسی بود.

سیاستمداران اغلب کشورهای جهان برای داشتن دیپلماسی با یکدیگر، به زبان میانجی جهانی که زبان انگلیسی است؛ مسلط هستند. با توجه به مسئلهٔ عدم تسلط به زبان انگلیسی، مذاکرات طولانی‌تر می‌شود و به‌طور قطعی توان فنی تیم قبلی نیز از هر تیمی که در آینده شکل بگیرد، بیشتر بوده‌است و با توجه به افت توان فنی، به‌طور قطعی مذاکرات در یک یا دو دور به نتیجه نخواهد رسید. به‌طور معمول وزیر امور خارجه مسلط به زبان انگلیسی است. محمدجواد ظریف وزیر امور خارجهٔ جمهوری اسلامی ایران به نیویورک نقل مکان نمود و به زبان انگلیسی مسلط است. نوشتن قطعنامه ۵۹۸ شورای امنیت به محمدجواد ظریف، تنها دیپلمات ایرانی وقت مسلط به زبان انگلیسی در نمایندگی ایران، در سازمان ملل متحد گماشته شد، تا بتواند مفهوم مورد نظر جمهوری اسلامی را به شفافی بیان کند. همچنین وی با جان کری در گروه ۱+۵ به زبان انگلیسی برای ارتباط گفت‌وگوهایی کرد.
توئیتر یک شبکهٔ اجتماعی است که سیاستمداران مختلف برای ارتباط با یکدیگر به زبان انگلیسی توییت می‌کنند. همچنین علی خامنه‌ای نظرات ضدآمریکایی و ضداسرائیلی بسیاری به انگلیسی توییت می‌کند.

### ستاره‌شناسی

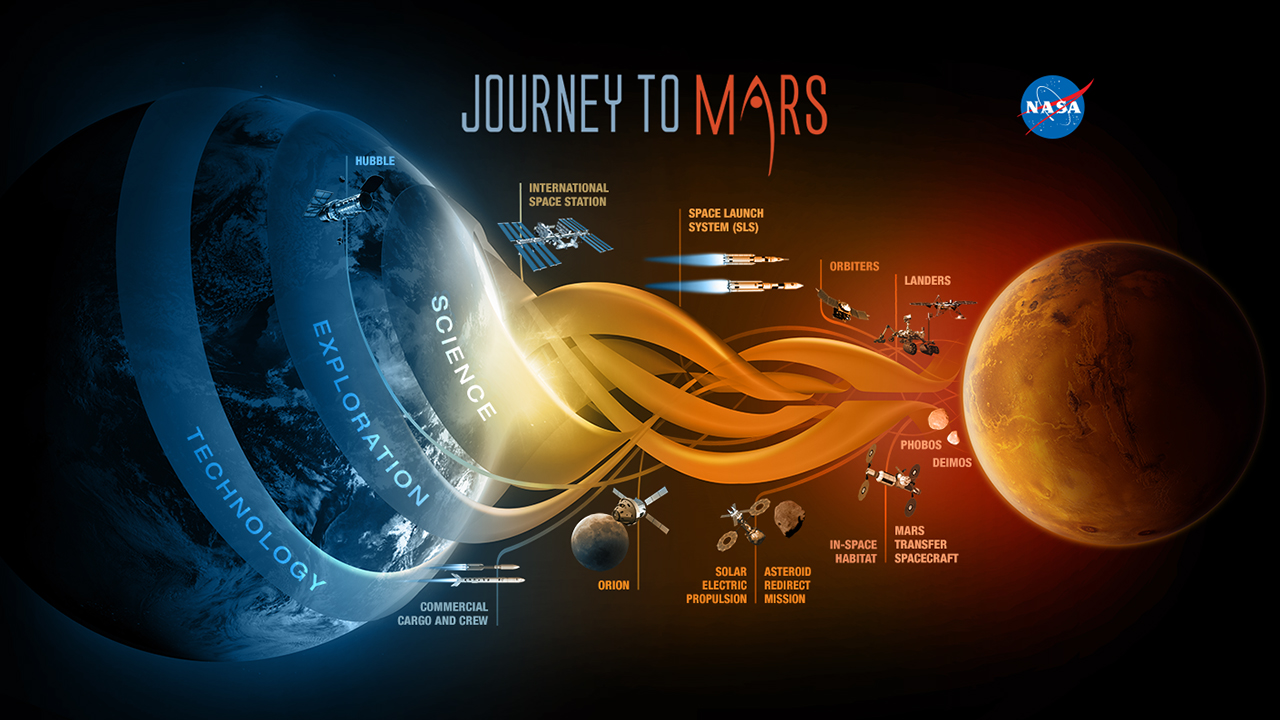
برنامه‌ریزی سفر ناسا به سیارهٔ مریخ

به علت پیشرفت‌های ایالات متحده و کانادا در ستاره‌شناسی، منابع متعددی به زبان انگلیسی در ستاره‌شناسی وجود دارد. شرکت‌های ناسا، اسپیس ایکس، بلو ارجین، بوئینگ، اداره ملی اقیانوسی و جوی، آژانس فضایی کانادا و لاکهید مارتین پایگاه‌های قدرتمندی در توسعهٔ علم ستاره‌شناسی هستند. همچنین در میان خلبانان تنها با استفاده از زبان انگلیسی است که تمامی کارکنان فرودگاه، دیگر خلبانان، مهمانداران و برج‌های مراقبت را با یکدیگر هماهنگ می‌کنند. سازمان بین‌المللی هوانوردی کشوری تسلط بر زبان انگلیسی را برای تمامی کادر پرواز یک ضرورت می‌داند.

### فرهنگ
اکتساب زبان طبیعی علاوه‌بر آشنایی با مفاهیم آن زبان؛ به وسیله آن ارزش‌ها، باورها و هنجارها نیز منتقل می‌شوند. آشنایی کودکان و جوانان با فرهنگ غربی به‌خصوص فرهنگ انگلیسی و آمریکایی، زنگ خطری برای حاکمان کشورهای دیکتاتوری در جهان عرب است. جهان غرب با آزادی فردی، لیبرالیسم، سکولاریسم، فدرالیسم، فمنیسم، اروتیسیزم، سربازی اختیاری، آزادی مطبوعات، گاه‌شماری میلادی، همزیستی با اقلیت‌های جنسی، آزادسازی مواد مخدر، آزاد بودن پورنوگرافی، سن رضایت، جنبش‌های حق سقط جنین و مخالفت با اعدام همراه است. همچنین آمریکایی‌سازی به وسیلهٔ ابرشرکت‌های بین‌المللی، سبب شده‌است تا فرهنگ انگلیسی با استفاده از جهانی شدن در سراسر نقاط جهان حتی خارج‌از کره زمین، گسترش یابد. آموزش زبان انگلیسی نیز بسیاری از فرهنگ‌های جهان غرب را باخود به همراه دارد که بدین خاطر مورد انزجار برخی از افراد است.
با توجه به این‌که هالیوود مرکز قدرت هنر و فیلمسازی جهان به زبان انگلیسی فعالیت می‌کند باعث گسترش انگلیسی شده‌است. ایدئولوژی زبان باورهای مربوط به زبان‌ها به همان صورتی که در جهان اجتماعی آن‌ها مورد استفاده قرار می‌گیرد، مورد مطالعه قرار می‌دهد. ایدئولوژی‌های زبانی چگونگی ارتباط باورهای زبانی گویشوران را با سامانه‌های اجتماعی و فرهنگی گسترده‌تری که به آن تعلق دارند، نشان می‌دهد و همچنین نشان می‌دهد که چگونه این سامانه‌ها چنین باورهایی را به وجود می‌آورند. با این کار، ایدئولوژی‌های زبانی فرضیات ضمنی و صریح در مورد یک زبان یا به‌طور کلی هر زبان با تجربهٔ اجتماعی و همچنین منافع سیاسی و اقتصادی آن‌ها پیوند می‌دهند.

### ادبیات
در ادبیات زبان انگلیسی ویلیام شکسپیر، جین آستن، جرج الیوت و شارلوت برونته از نویسندگان مطرح جهان بشمار می‌آیند که تلاش‌های گسترده‌ای در پرورش زبان انگلیسی کرده‌اند. رومئو و ژولیت، بیوولف، هملت و هری پاتر از پرطرفدارترین آثار ادبیات انگلیسی در سراسر جهان محسوب می‌شوند. ویلیام شکسپیر، به عنوان برترین شاعر و نمایشنامه نویس تاریخ شناخته می‌شود. بودن، یا نبودن جزو یکی از تأثیرگذارترین بندهای ادبی در ادبیات جهان است.

### رسانه

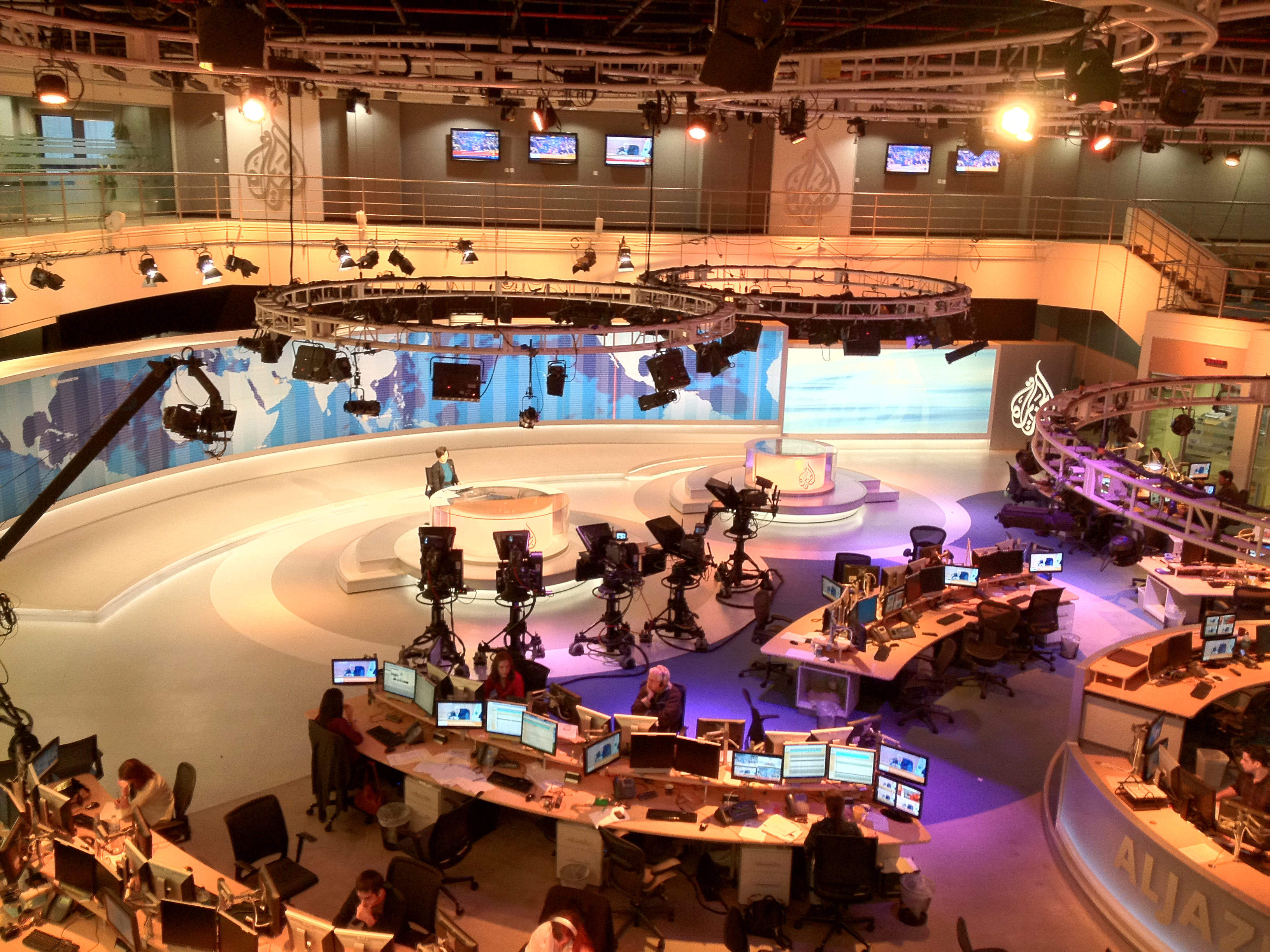
استودیو الجزیره انگلیسی در قطر یکی از رسانه‌های بین‌المللی انگلیسی‌زبان است.

امروزه بزرگ‌ترین رسانه‌های عمومی نظیر استودیوی بزرگ فیلم (کلمبیا پیکچرز، استودیو قرن بیستم، والت دیزنی پیکچرز) در هالیوود، نتفلیکس و پخش اخبار مانند سی‌ان‌ان، فاکس نیوز، بلومبرگ نیوز، نیویورک تایمز، ان‌بی‌سی، بی‌بی‌سی، وی‌اواِی و بسیاری دیگر، به‌صورت تمام وقت درحال تولید محتوا به زبان انگلیسی هستند. بی‌بی‌سی یادگیری انگلیسی (BBC Learning English) بخشی از سرویس جهانی بی‌بی‌سی و صدای آمریکا یادگیری انگلیسی (VOA Learning English) بخش‌هایی برای آموزش زبان انگلیسی در اختیار کاربران قرار داده‌اند. آموزش زبان انگلیسی در بی‌بی‌سی پاسخگوی نیاز شمار فراوانی از شنوندگان و کارکنانی است که در زمینه‌های مختلف روزنامه‌نگاری، تولید و بازرگانی مشغول به کارند. این آموزش سبب پیشرفت زبان آنها در سطح ملی و بین‌المللی و در بسیاری از زمینه‌های فعالیت آن‌ها می‌شود.
زبان نقشی کلیدی در تضمین تداوم کیفیت و دقت در روزنامه‌نگاری دارد. واحدهای آموزشی جدید به روزنامه‌نگاران سراسر جهان که در حال توسعهٔ زبان انگلیسی خود هستند کمک می‌کنند تا سطح زبان انگلیسی خود را به حدی بالا ببرند که لازمهٔ حرفهٔ آن‌ها است.

### موسیقی
موسیقی انگلیسی بیشترین طرفدار و محبوبیت را در جهان دارد. موسیقی ایالات متحده آمریکا نمایشگر تنوع جغرافیای انسانی این کشور است. این موسیقی تحت تأثیر موسیقی ایرلندی، اسکاتلندی، آفریقای غربی و البته اروپایی قرار دارد. از شاخص‌ترین سبک‌های موسیقی در آمریکا می‌توان به جاز، بلوز، کانتری، بلوگرس، آمریکانا، راک، ریتم اند بلوز، سول، رگتایم، فانک، هیپ هاپ، دوو واپ، پاپ، تکنو، هاوس، فولک، دیسکو، بوگِلو، رگاتون و سالسا اشاره کرد. موسیقی آمریکا در تمام جهان شنیده می‌شود و تعداد زیادی از هنرمندان آن مخاطبان جهانی دارند. مایکل جکسون مشهور به پادشاه پاپ، فرانکلین مشهور به ملکهٔ موسیقی سول، توپاک از رپرهای برجسته و نماد اعتراض به حقوق سیاه‌پوستان آمریکا، بیتلز (پرفروش‌ترین گروه موسیقی)، مدونا (ملکه پاپ)، پینک فلوید، التون جان، کرت کوبین، لویی آرمسترانگ و بسیاری دیگر، جزو بزرگ‌ترین خوانندگان و موسیقی‌دانان مطرح در تاریخ موسیقی جهان و پرفروش‌ترین هنرمندان موسیقی شناخته می‌شوند. بیلبورد هات ۱۰۰، نوعی جدول و استاندارد موسیقی در ایالات متحده است که صد موسیقی برتر برپایهٔ سال‌ها در آن گنجانده شده‌اند.
پالاژچنکو، مترجم ممتاز و عالی‌رتبه، در ابتدا و زمانی که در منطقهٔ مسکو یک زندگی معمولی داشت، به واسطه مادر آموزگار و عشق به گروه موسیقی «بیتلز» به سوی یادگیری زبان انگلیسی جلب شد و مدتی یکی از شناخته‌شده‌ترین چهره‌های اتحاد جماهیر شوروی در غرب بود.

### سینما
ادوارد مایبریج عکاس بریتانیایی، با خلق متحرک از اسب؛ شروع به گسترش و پیشرفت تاریخ سینما کرد و از آن پس سینمای آمریکا مشهور به هالیوود از سده بیستم کوتاه تأثیر زیادی در صنعت فیلم داشته‌است. در حقیقت سینمای آمریکا به سرعت سرسام آوری، یک نیروی غالب در این صنعت نوظهور شد. پس از آن نیز سینمای آمریکا از سال ۱۹۱۳ تا ۱۹۶۹ بسیار توسعه یافت. در حال حاضر هالیوود یک سینمای فراملی محسوب شده‌است. سینمای آمریکا یکی از مهم‌ترین صنایع فیلم‌سازی جهان است. این سینما نه تنها از نظر قابلیت‌های صنعتی و فنی بلکه از نظر تنوع ژانرها، سبک‌ها و گرایش‌ها، یکی از غنی‌ترین سینماهای ملی جهان به‌شمار می‌رود. سینمای آمریکا تأثیر به‌سزایی در سینمای جهان در سدهٔ بیستم داشته‌است. تاریخچهٔ سینمای آمریکا را می‌توان به ۴ دوره تقسیم نمود: دورهٔ فیلم‌های صامت، سینمای کلاسیک هالیوود، هالیوود جدید و دورهٔ معاصر. همچنین موفق‌ترین کارگردان‌های جهان مانند آلفرد هیچکاک، برادران کوئن و جیم جارموش به زبان انگلیسی فعالیت کرده‌اند. جایزهٔ اسکار آکادمی علوم و هنرهای سینما و جایزهٔ گلدن گلوب از معروف‌ترین و معتبرترین این جایزه‌ها در عرصهٔ سینمای آمریکا و جهان محسوب می‌شوند.
ایالات متحده کشوری پیشگام در انیمیشن‌سازی نیز است. انیمیشن‌هایی با شهرت و محبوبیت جهانی که کمابیش بیشتر کودکان آن‌ها را دیده‌اند. فهرست پرفروش‌ترین فیلم‌های پویانمایی جهان بیشتر در ایالات متحده به زبان انگلیسی در سراسر جهان انتشار یافته‌اند.

### کتاب

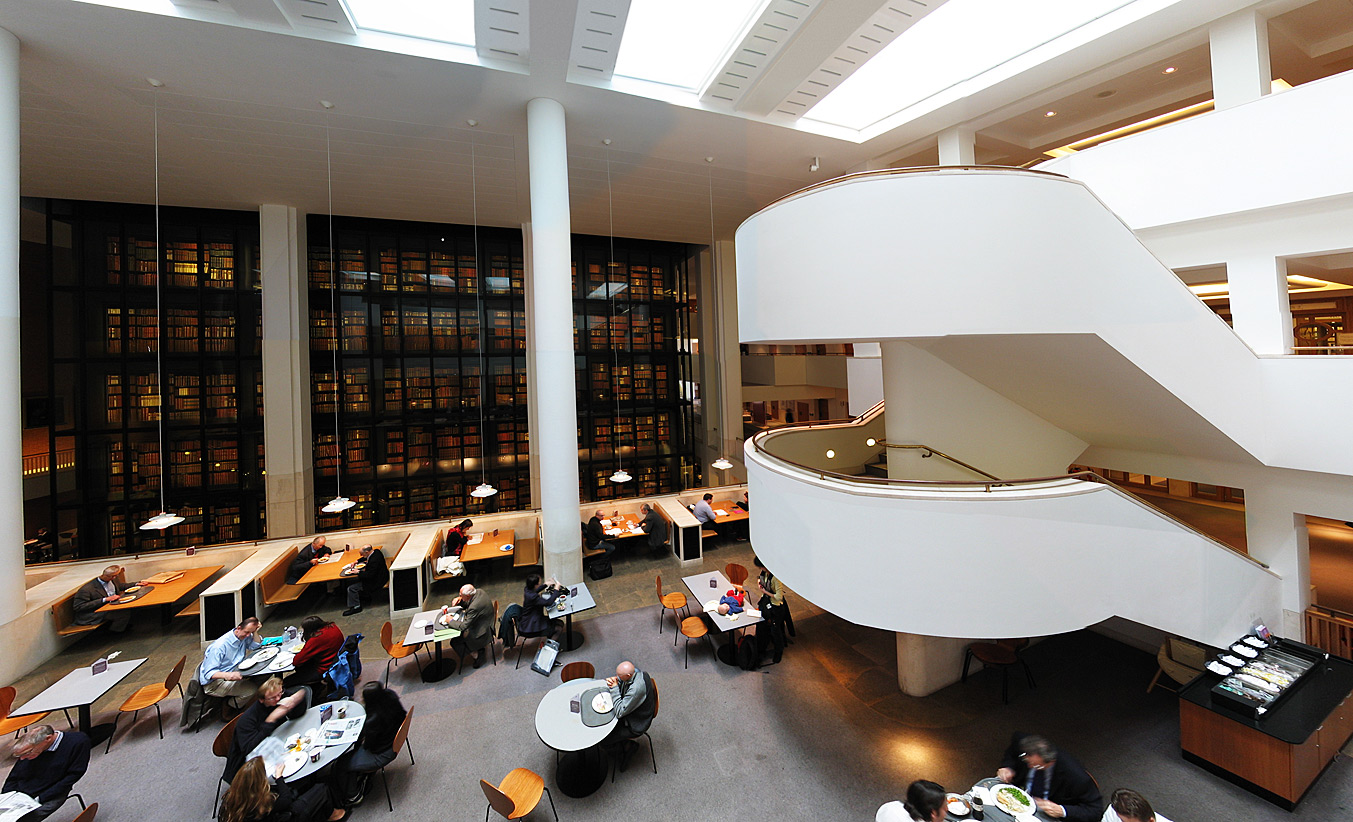
کتابخانهٔ بریتانیا، بزرگ‌ترین کتابخانه در جهان شامل کتاب‌های بسیاری زیادی است.

بسیاری از کتاب‌های معتبر جهان به انگلیسی نوشته یا ترجمه شده‌اند. زبان انگلیسی دارای بیشترین کتاب‌های چاپ شده در جهان است که هرساله توسط ایالات متحده و بریتانیا منتشر می‌شوند. ایالات متحده هرساله بیشترین تعداد کتاب‌های چاپ‌شده را در جهان دارد که بیشتر آن‌ها به زبان انگلیسی نوشته شده‌اند. همچنین رمان هابیت، هری پاتر و سنگ جادو و ارباب حلقه‌ها، پرفروش‌ترین کتاب‌های تاریخ محسوب می‌شوند که به زبان انگلیسی نوشته شده‌اند.
در کشورهای غیرانگلیسی زبان، بیشتر کتاب‌ها دارای منابع و مأخذهای انگلیسی و همچنین پاورقی‌های واژه‌های انگلیسی هستند.

### ورزش
بیشتر ورزش‌های پرطرفدار مانند فوتبال، فوتبال آمریکایی، هندبال، بیسبال، بسکتبال، والیبال، راکت‌بال، نتبال، اسکواش، گلف، راگبی، کریکت، واترپلو، اسنوبردسواری و تنیس که ریشه‌های انگلیسی و آمریکایی دارند همواره همراه خود واژه‌ها و اصطلاح‌های بسیاری دارند که همراه با زبان انگلیسی گسترش می‌یابد. زبان انگلیسی در ورزش فرصت‌های تازه‌ای به ورزشکاران می‌دهد. ورزشکارانی که مسلط به انگلیسی هستند، نسبت پیشرفتی که این افراد کرده‌اند با دیگر بازیکنان و مربی‌های فوتبال، حتی از نظر مالی نیز این افراد رشد بیشتر نسبت به دیگر افراد داشته‌اند تمام این‌ها به خاطر یک چیز است آن هم به خاطر بلد بودن زبان انگلیسی است!

### پزشکی

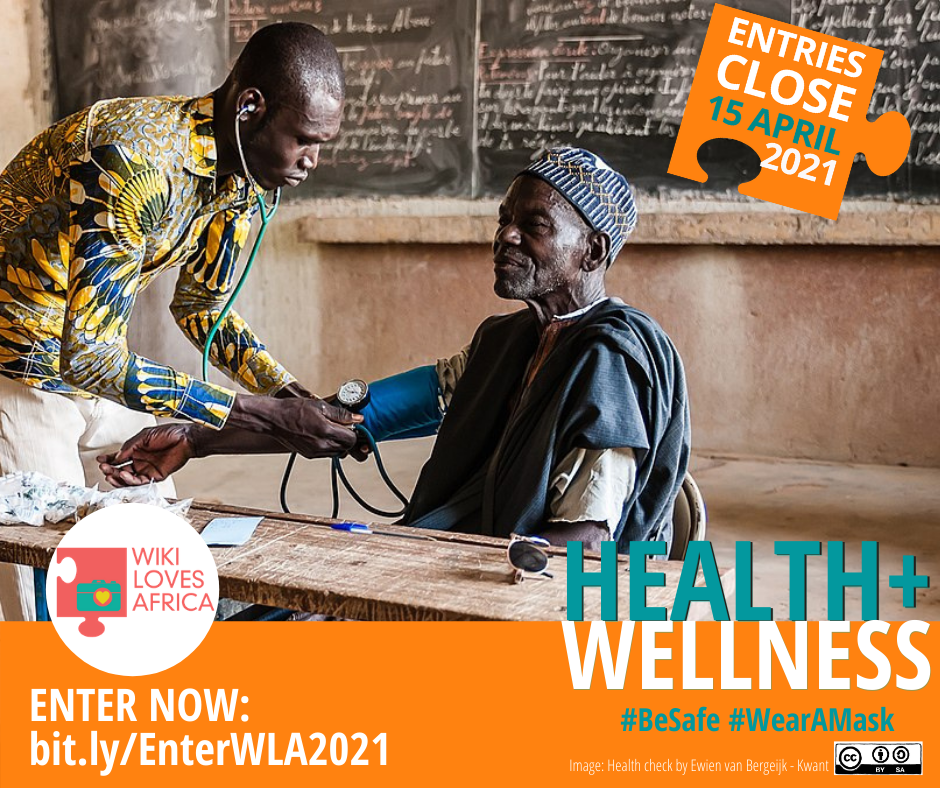
معاینهٔ یک فرد در آفریقا. تصویری از Wiki Loves Africa

یادگیری زبان انگلیسی به جزئی لاینفک در علوم پزشکی بدل شده که یادگیری آن ضروری است. امروزه بیشتر روش‌های درمانی و نام داروها، نسخه‌های دارویی، تجویز دارو، نام بیماری‌ها، آزمایش‌ها و حتی نوشته‌های دکمه‌ها روی دستگاه‌های پزشکی؛ به زبان انگلیسی هستند. پزشکان حرفه‌ای برای دسترسی به روز و ثانیه به ثانیهٔ اطلاعات علوم پزشکی، ملزم به دانستن زبان انگلیسی هستند. آزمون MHLE، یک آزمون برای سنجش سطح زبان انگلیسی در علوم پزشکی و پیراپزشکی است. برای به‌دست آوردن دکترای پزشکی، می‌بایست حداقل ۵۰٪ نمره از زبان انگلیسی را قبول شد.

## زبان انگلیسی در جهان

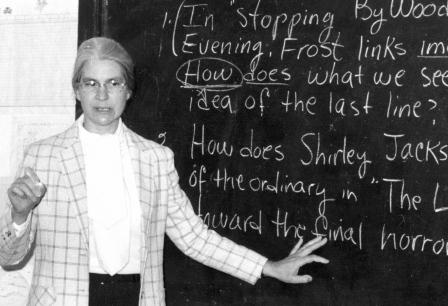
تدریس زبان انگلیسی توسط دوریس بامبرگر (Doris Bomberger)

دانش زبان به‌ویژه زبان انگلیسی مؤلفهٔ مهم در پیشرفت‌های علمی، شغلی و ارتباطی به‌شمار می‌رود که با توسعهٔ فن آموزش زبان، اهمیت یادگیری آن به‌ویژه برای نسل جدید بیش از گذشته مورد توجه است و آموزش زبان انگلیسی برای فراگیری زبان دوم در سراسر جهان، به دانش‌آموزان، دانشجویان و علاقه‌مندان به انگلیسی، آموزش داده می‌شود. بسیاری از پدر و مادرها فرزندشان را به کلاس‌های آموزش زبان انگلیسی ثبت‌نام می‌کنند به امید آنکه زمانی که بزرگتر شد، بتواند به زبان زنده جهان مسلط باشد. تسلط بر زبان انگلیسی، موقعیت‌های شغلی مناسب‌تری را برای افراد ایجاد می‌کند. توانایی برقراری ارتباط و انجام مکاتبه‌های بین‌المللی نیز در برگزیده شدن افراد برای مشاغل برتر مؤثر خواهد بود. کمیسیون مشورتی دیپلماسی عمومی آمریکا (به انگلیسی: United States Advisory Commission on Public Diplomacy (ACPD)) در سال ۲۰۱۵ برای ترویج زبان انگلیسی در جهان، بودجهٔ ۲۴ میلیون دلاری اختصاص داده‌است. این بودجه صرف آموزش هنرهای زبانی انگلیسی در ۸۰ کشور جهان می‌شود.
حضور در مجامع بین‌المللی، نمایشگاه‌ها، بنگاه‌ها، معامله‌های تجاری و رایزنی‌های سیاسی در سطوح مختلف نیازمند دانش زبان انگلیسی است. ارتباط‌های بین‌المللی، برنامه‌های رادیویی و تلویزیونی و آموزش علوم جدید همگی به زبان انگلیسی صورت می‌گیرند و عدم آشنایی با این زبان برابر با عدم زندگی در جهان مدرن امروزی است. طبق آمار شورای بریتانیا در جهان نزدیک به دو میلیارد نفر سرگرم یادگرفتن زبان انگلیسی هستند. همچنین زبان انگلیسی یک زبان کاری در سازمان‌های نظیر اوپک است.

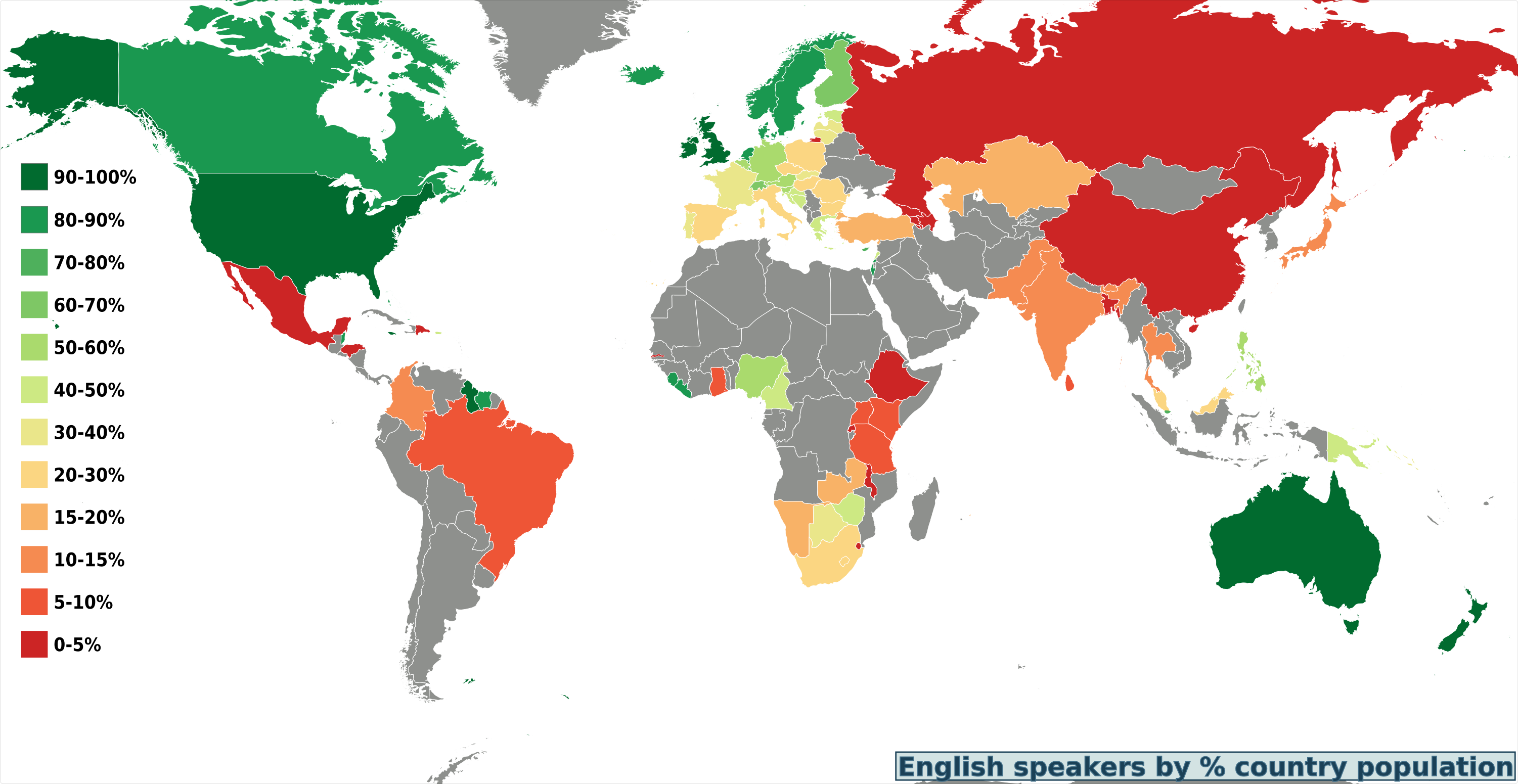
درصد انگلیسی زبانان در جهان

انگلیسی‌گرایی در مکالمه‌های عادی روزمره میان مردم به تدریج رو به افزایش است و کشورهای گوناگون غیر آنگلوسفر، به مقابله با انگلیسی‌گرایی می‌پردازند.
گویش فردی میان انگلیسی‌زبانان از جمله پدیده‌های مهم در انگلیسی است.

### بین‌المللی شدن

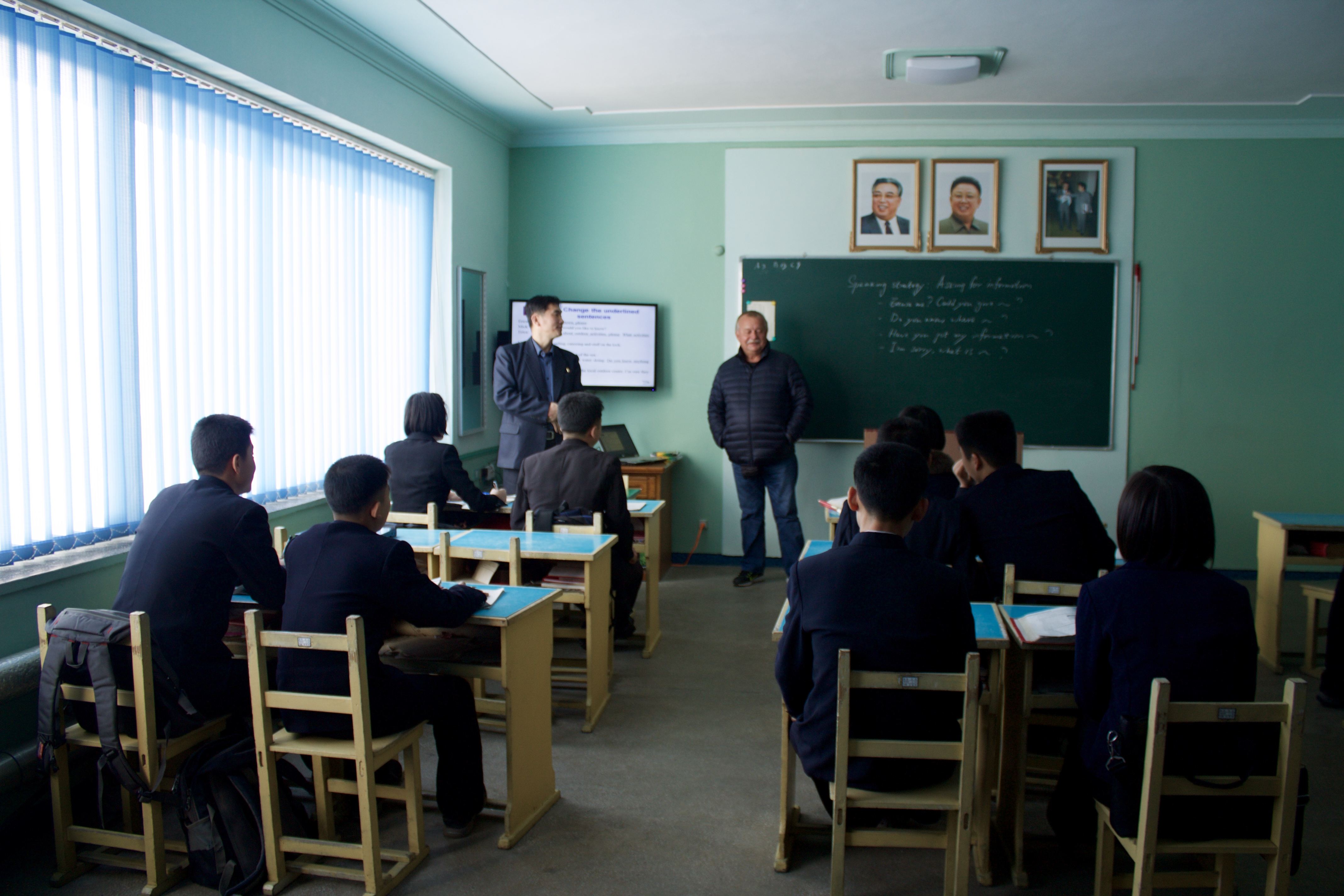
کلاس آموزش زبان انگلیسی در پیونگسونگ، کرهٔ شمالی - بیشتر آموزش زبان انگلیسی در کرهٔ شمالی بر محور انگلیسی‌هراسی و آمریکاستیزی است.

در سده‌های ۱۵ تا ۱۷، تأثیر ایتالیایی بسیار زیاد بود که منجر به ورود بسیاری از واژگان ایتالیایی در زمینه‌های معماری، مالی و موسیقی شد. تأثیر فرانسوی در سدهٔ ۱۷ تا ۱۹ منجر به واردات بیشتر واژگان فرانسوی شد. نفوذ انگلیسی از سدهٔ نوزدهم آغاز شد، اما این زبان در نیمهٔ دوم سدهٔ بیستم تسلط پیدا کرد. از دیگر عواملی که باعث شد زبان انگلیسی به عنوان زبان بین‌الملل انتخاب شود سادگی این زبان است. در زمان بعد از جنگ جهانی دوم، سه زبان انگلیسی، آلمانی و فرانسوی به عنوان زبان بین‌الملل کاندید شدند، زبان آلمانی به علت سیاست‌های نازی‌ها و زبان فرانسوی به دلیل دشوار بودن گرامر و واژگان آن از دور خارج گردیدند و در نتیجه زبان انگلیسی به عنوان زبان بین‌الملل در آن زمان انتخاب شد. همگرایی فرهنگی و ترویج هنجارهای اجتماعی میان انگلیسی زبانان با جهانیان در سدهٔ بیستم میلادی به اوج خود رسید.

### ساده‌سازی

ویکی‌پدیای انگلیسی ساده

در یادگیری زبان دو شرط وضوح و دستور زبان آسان، برای دانش‌آموزان بسیار مهم بوده‌است. انگلیسی توسط سازمان‌ها و جوامع زیادی درحال ساده‌سازی است. ساده‌سازی از نظر سادگی در درک متن انگلیسی با استفاده از روش‌هایی محقق شده‌است. استفاده نکردن از مترادف‌ها در انگلیسی ساده بزرگ‌ترین خصوصیت آن است. در انگلیسی ساده می‌کوشند تا یک واژه شناخته‌شده و آسان آن مفهوم را بیان کند. ویکی‌پدیای انگلیسی ساده یک دانشنامهٔ اینترنتی آزاد است که در آن، مقاله‌ها به انگلیسی پایه نوشته می‌شوند. هدف این دانشنامه فراهم آوردن اطلاعات برای کودکان و کسانی‌ست که با زبان انگلیسی آشنایی محدودی دارند یا تنها به دنبال اطلاعات پایه‌ای (و نه مفصّل) دربارهٔ موضوع‌های مختلف هستند. انگلیسی ساده کاربردی گونه زبان انگلیسی کنترل‌شده است که در اوایل دههٔ ۱۹۸۰ برای کمک به افراد غیرانگلیسی‌زبان توسعه یافت. به مرور انگلیسی ساده کاربردی یک الزام برای پروژه‌های دفاعی از جمله وسایل نقلیهٔ زمینی و دریایی شد و امروزه بسیاری از کتابچه‌های راهنمای نگهداری وسایل به این سبک نوشته می‌شوند. همچنین به‌عنوان انگلیسی پایه؛ فهرست ۸۵۰ واژهٔ پایه به‌عنوان دایرهٔ واژگانیِ سطح مبتدی است که در سراسر جهان تدریس می‌شود.

### آزمون‌ها
تشکیل آزمون‌های آیلتس و تافل موجب شد تا زبان انگلیسی بیشتر در بین مردم جهان شناخته شود و دانشگاه‌ها راحت‌تر سطح زبان انگلیسی افراد را بشناسند.

### فهرست مهارت انگلیسی ئی‌اف

خیلی پیشرفته
پیشرفته
متوسط
ضعیف
خیلی ضعیف

فهرست مهارت انگلیسی ئی‌اف (به انگلیسی: EF English Proficiency Index)، یا EF EPI، رتبه‌بندی مهارت انگلیسی ئی‌اف) کوشش می‌کند تا کشورهای جهان را بر اساس متوسط مهارت‌های زبان انگلیسی رتبه‌بندی کند. این کار با کمک بزرگ‌سالانی که آزمون ئی‌اف را داشتند، انجام می‌شود. این فهرست، محصولی از ئی‌اف، یک شرکت آموزشی فرامرزی است. آخرین گزارش در سال ۲۰۱۹ میلادی منتشر شد. کشورهایی که آموزش زبان انگلیسی در آن‌ها بیشتر مورد توجه است، دموکراتیک و پیشرفته‌تر هستند.
| رتبه | کشور              | امتیاز | کیفت آموزش |
| ---- | ----------------- | ------ | ---------- |
| ۱    | هلند              | ۷۰٫۲۷  | خیلی بالا  |
| ۲    | سوئد              | ۶۸٫۷۴  | خیلی بالا  |
| ۳    | نروژ              | ۶۷٫۹۳  | خیلی بالا  |
| ۴    | دانمارک           | ۶۷٫۸۷  | خیلی بالا  |
| ۵    | سنگاپور           | ۶۶٫۸۲  | خیلی بالا  |
| ۶    | آفریقای جنوبی     | ۶۵٫۳۸  | خیلی بالا  |
| ۷    | فنلاند            | ۶۵٫۳۴  | خیلی بالا  |
| ۸    | اتریش             | ۶۴٫۱۱  | خیلی بالا  |
| ۹    | لوکزامبورگ        | ۶۴٫۰۳  | خیلی بالا  |
| ۱۰   | آلمان             | ۶۳٫۷۷  | خیلی بالا  |
| ۱۱   | لهستان            | ۶۳٫۷۶  | خیلی بالا  |
| ۱۲   | پرتغال            | ۶۳٫۱۴  | خیلی بالا  |
| ۱۳   | بلژیک             | ۶۳٫۰۹  | خیلی بالا  |
| ۱۴   | کرواسی            | ۶۳٫۰۷  | خیلی بالا  |
| ۱۵   | مجارستان          | ۶۱٫۸۶  | بالا       |
| ۱۶   | رومانی            | ۶۱٫۳۶  | بالا       |
| ۱۷   | صربستان           | ۶۱٫۳۰  | بالا       |
| ۱۸   | کنیا              | ۶۰٫۵۱  | بالا       |
| ۱۹   | سوئیس             | ۶۰٫۲۳  | بالا       |
| ۲۰   | فیلیپین           | ۶۰٫۱۴  | بالا       |
| ۲۱   | لیتوانی           | ۶۰٫۱۱  | بالا       |
| ۲۲   | یونان             | ۵۹٫۸۷  | بالا       |
| ۲۳   | جمهوری چک         | ۵۹٫۳۰  | بالا       |
| ۲۴   | بلغارستان         | ۵۸٫۹۷  | بالا       |
| ۲۵   | اسلواکی           | ۵۸٫۸۲  | بالا       |
| ۲۶   | مالزی             | ۵۸٫۵۵  | بالا       |
| ۲۷   | آرژانتین          | ۵۸٫۳۸  | بالا       |
| ۲۸   | استونی            | ۵۸٫۲۹  | بالا       |
| ۲۹   | نیجریه            | ۵۸٫۲۶  | بالا       |
| ۳۰   | کاستاریکا         | ۵۷٫۳۸  | متوسط      |
| ۳۱   | فرانسه            | ۵۷٫۲۵  | متوسط      |
| ۳۲   | لتونی             | ۵۶٫۸۵  | متوسط      |
| ۳۳   | هنگ کنگ           | ۵۵٫۶۳  | متوسط      |
| ۳۴   | هند               | ۵۵٫۴۹  | متوسط      |
| ۳۵   | اسپانیا           | ۵۵٫۴۶  | متوسط      |
| ۳۶   | ایتالیا           | ۵۵٫۳۱  | متوسط      |
| ۳۷   | کره جنوبی         | ۵۵٫۰۴  | متوسط      |
| ۳۸   | تایوان            | ۵۴٫۱۸  | متوسط      |
| ۳۹   | اروگوئه           | ۵۴٫۰۸  | متوسط      |
| ۴۰   | چین               | ۵۳٫۴۴  | متوسط      |
| ۴۱   | ماکائو            | ۵۳٫۳۴  | متوسط      |
| ۴۲   | شیلی              | ۵۲٫۸۹  | متوسط      |
| ۴۳   | کوبا              | ۵۲٫۷۰  | متوسط      |
| ۴۴   | جمهوری دومینیکن   | ۵۲٫۵۸  | متوسط      |
| ۴۵   | پاراگوئه          | ۵۲٫۵۱  | متوسط      |
| ۴۶   | گواتمالا          | ۵۲٫۵۰  | متوسط      |
| ۴۷   | بلاروس            | ۵۲٫۳۹  | پایین      |
| ۴۸   | روسیه             | ۵۲٫۱۴  | پایین      |
| ۴۹   | اوکراین           | ۵۲٫۱۳  | پایین      |
| ۵۰   | آلبانی            | ۵۱٫۹۹  | پایین      |
| ۵۱   | بولیوی            | ۵۱٫۶۴  | پایین      |
| ۵۲   | ویتنام            | ۵۱٫۵۷  | پایین      |
| ۵۳   | ژاپن              | ۵۱٫۵۱  | پایین      |
| ۵۴   | پاکستان           | ۵۱٫۴۱  | پایین      |
| ۵۵   | بحرین             | ۵۰٫۹۲  | پایین      |
| ۵۶   | گرجستان           | ۵۰٫۶۲  | پایین      |
| ۵۷   | هندوراس           | ۵۰٫۵۳  | پایین      |
| ۵۸   | پرو               | ۵۰٫۲۲  | پایین      |
| ۵۹   | برزیل             | ۵۰٫۱۰  | پایین      |
| ۶۰   | السالوادور        | ۵۰٫۰۹  | پایین      |
| ۶۱   | اندونزی           | ۵۰٫۰۶  | پایین      |
| ۶۲   | نیکاراگوئه        | ۴۹٫۸۹  | پایین      |
| ۶۳   | اتیوپی            | ۴۹٫۶۴  | پایین      |
| ۶۴   | پاناما            | ۴۹٫۶۰  | پایین      |
| ۶۵   | تونس              | ۴۹٫۰۴  | پایین      |
| ۶۶   | نپال              | ۴۹٫۰۰  | پایین      |
| ۶۷   | مکزیک             | ۴۸٫۹۹  | پایین      |
| ۶۸   | کلمبیا            | ۴۸٫۷۵  | پایین      |
| ۶۹   | ایران             | ۴۸٫۶۹  | پایین      |
| ۷۰   | امارات متحده عربی | ۴۸٫۱۹  | خیلی پایین |
| ۷۱   | بنگلادش           | ۴۸٫۱۱  | خیلی پایین |
| ۷۲   | مالدیو            | ۴۸٫۰۲  | خیلی پایین |
| ۷۳   | ونزوئلا           | ۴۷٫۸۱  | خیلی پایین |
| ۷۴   | تایلند            | ۴۷٫۶۱  | خیلی پایین |
| ۷۵   | اردن              | ۴۷٫۲۱  | خیلی پایین |
| ۷۶   | مراکش             | ۴۷٫۱۹  | خیلی پایین |
| ۷۷   | مصر               | ۴۷٫۱۱  | خیلی پایین |
| ۷۸   | سری‌لانکا          | ۴۷٫۱۰  | خیلی پایین |
| ۷۹   | ترکیه             | ۴۶٫۸۱  | خیلی پایین |
| ۸۰   | قطر               | ۴۶٫۷۹  | خیلی پایین |
| ۸۱   | اکوادور           | ۴۶٫۵۷  | خیلی پایین |
| ۸۲   | سوریه             | ۴۶٫۳۶  | خیلی پایین |
| ۸۳   | کامرون            | ۴۶٫۲۸  | خیلی پایین |
| ۸۴   | کویت              | ۴۶٫۲۲  | خیلی پایین |
| ۸۵   | جمهوری آذربایجان  | ۴۶٫۱۳  | خیلی پایین |
| ۸۶   | میانمار           | ۴۶٫۰۰  | خیلی پایین |
| ۸۷   | سودان             | ۴۵٫۹۴  | خیلی پایین |
| ۸۸   | مغولستان          | ۴۵٫۵۶  | خیلی پایین |
| ۸۹   | افغانستان         | ۴۵٫۳۶  | خیلی پایین |
| ۹۰   | الجزایر           | ۴۵٫۲۸  | خیلی پایین |
| ۹۱   | آنگولا            | ۴۴٫۵۴  | خیلی پایین |
| ۹۲   | عمان              | ۴۴٫۳۹  | خیلی پایین |
| ۹۳   | قزاقستان          | ۴۳٫۸۳  | خیلی پایین |
| ۹۴   | کامبوج            | ۴۳٫۷۸  | خیلی پایین |
| ۹۵   | ازبکستان          | ۴۳٫۱۸  | خیلی پایین |
| ۹۶   | ساحل عاج          | ۴۲٫۴۱  | خیلی پایین |
| ۹۷   | عراق              | ۴۲٫۳۹  | خیلی پایین |
| ۹۸   | عربستان سعودی     | ۴۱٫۶۰  | خیلی پایین |
| ۹۹   | قرقیزستان         | ۴۱٫۵۱  | خیلی پایین |
| ۱۰۰  | لیبی              | ۴۰٫۸۷  | خیلی پایین |

## نگارخانه

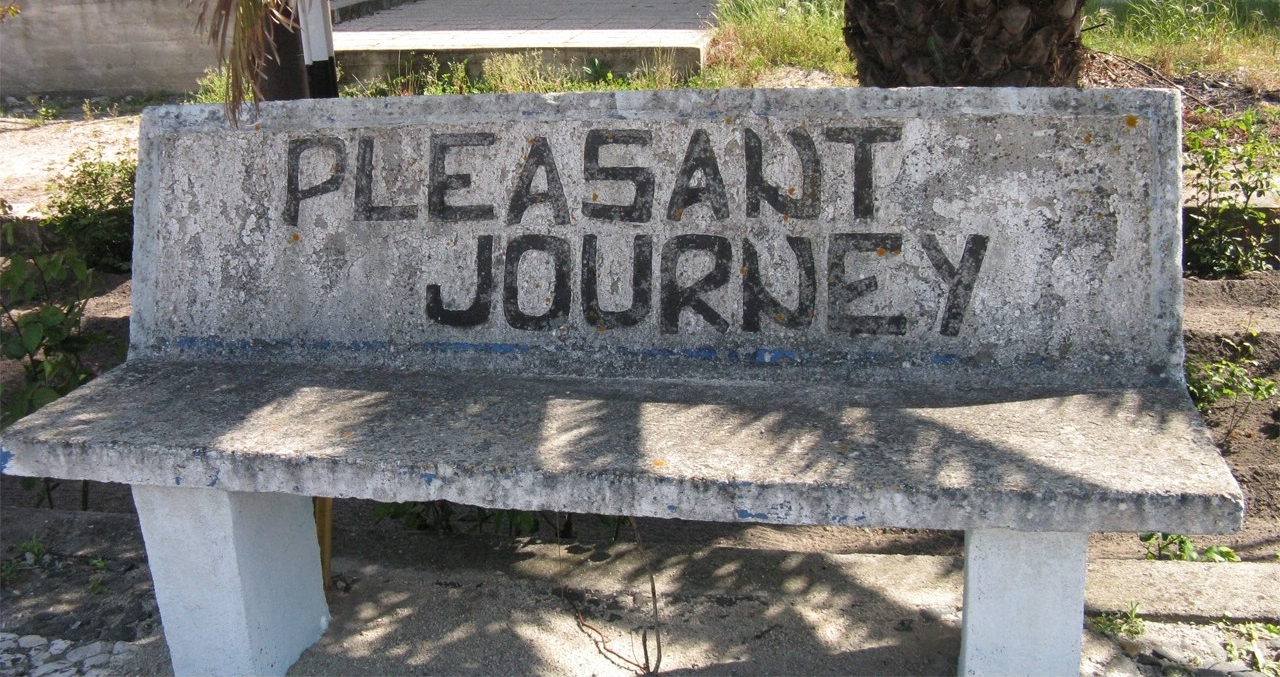
مسافرت طولانی[۱۵۷] لذت‌بخش
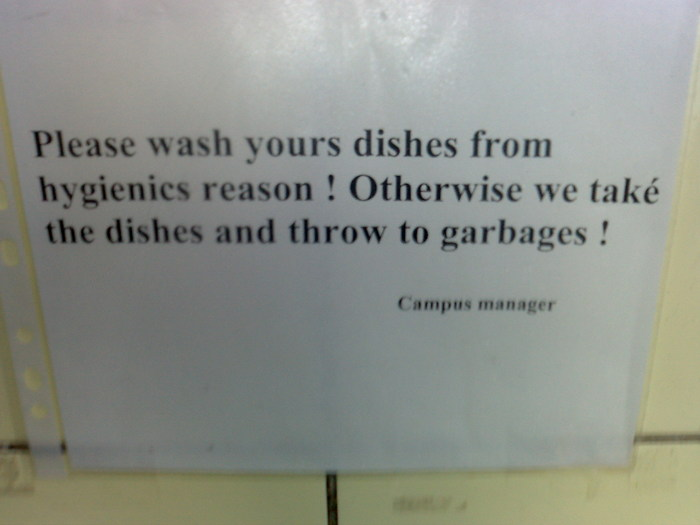
نوشتن هشدارها به انگلیسی
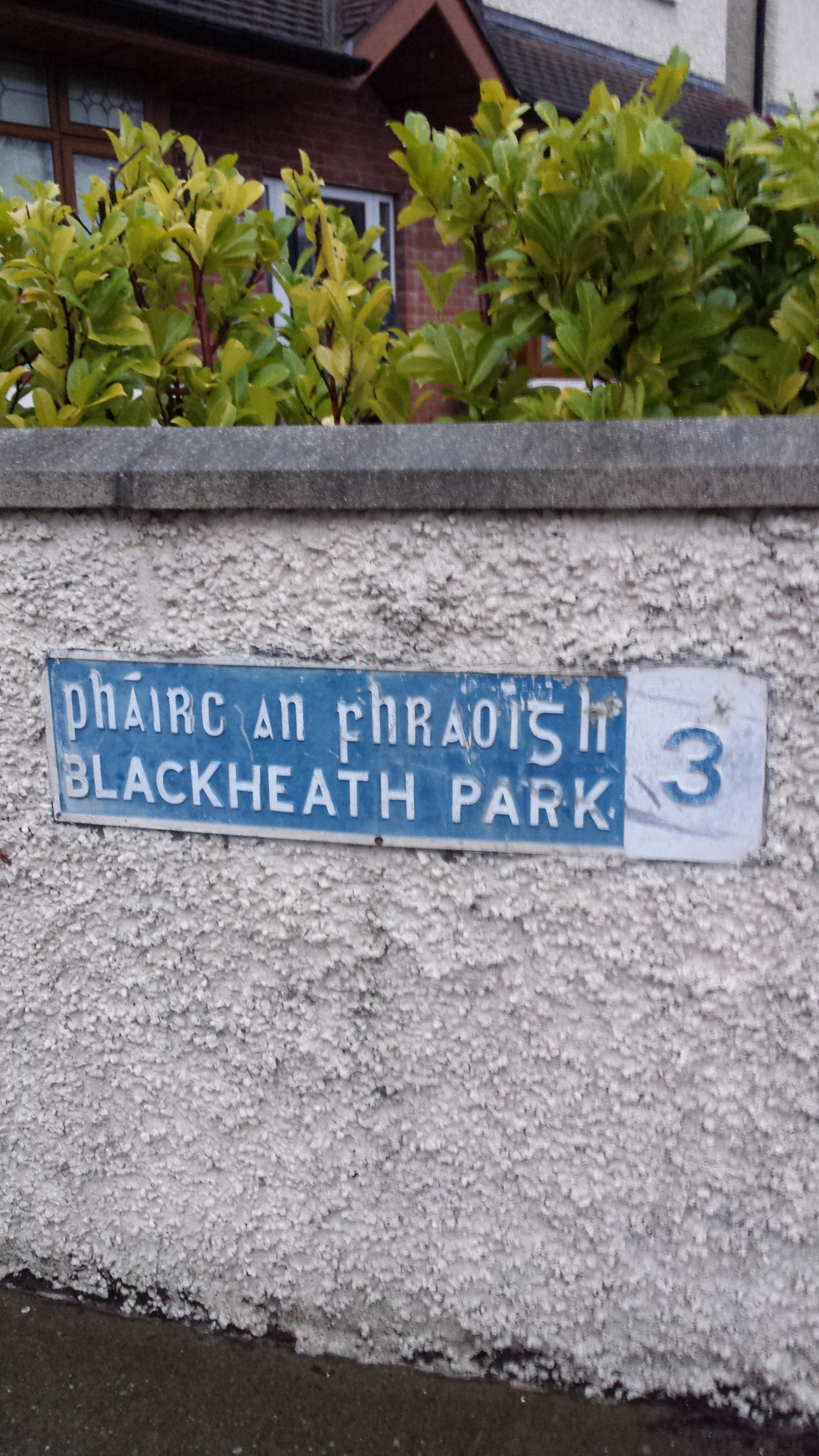
اکثر متن‌ها بر روی پلاک خانه‌ها به انگلیسی نیز ترجمه می‌شوند.
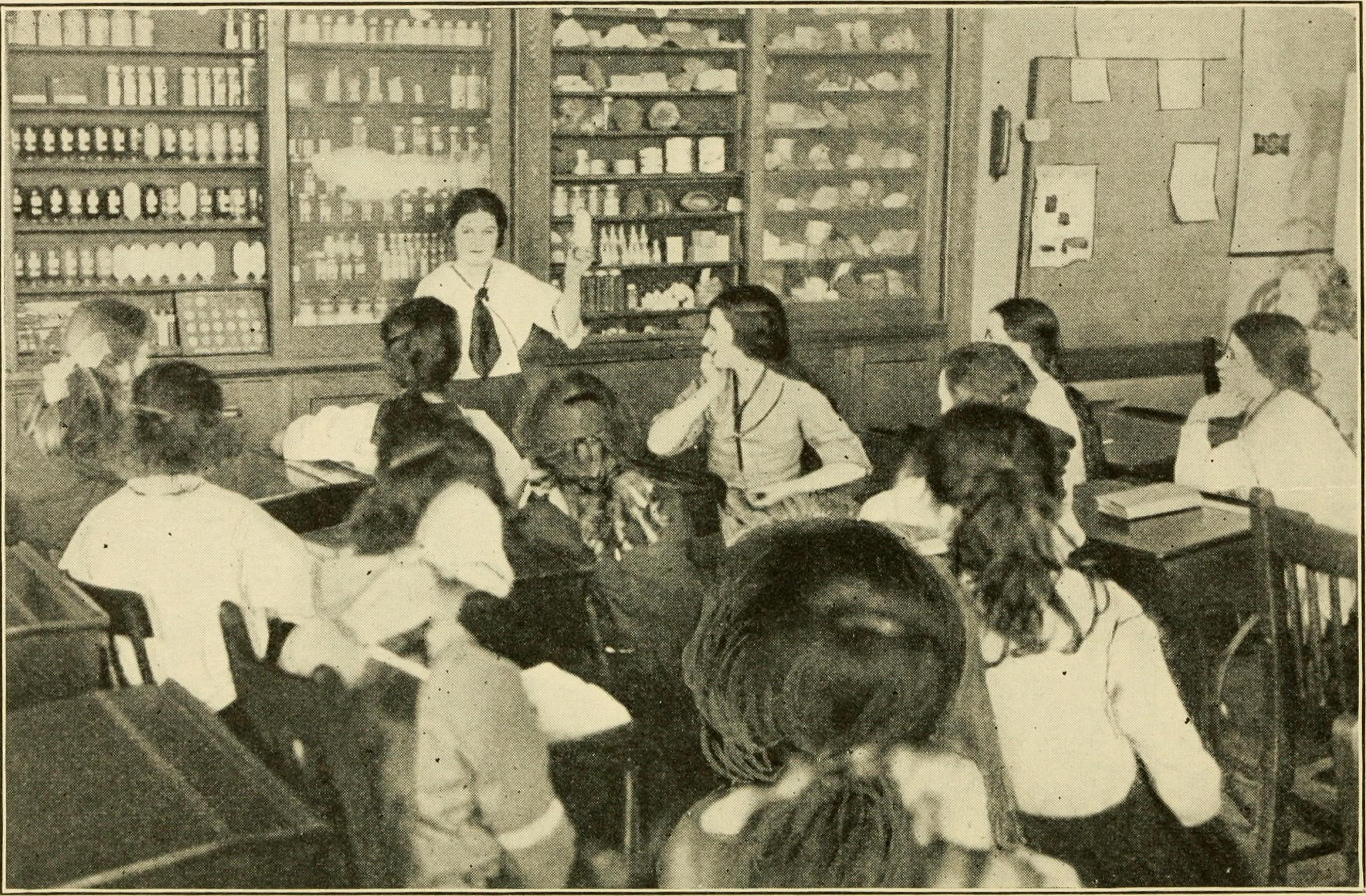
آموزش انگلیسی در سال ۱۹۲۱
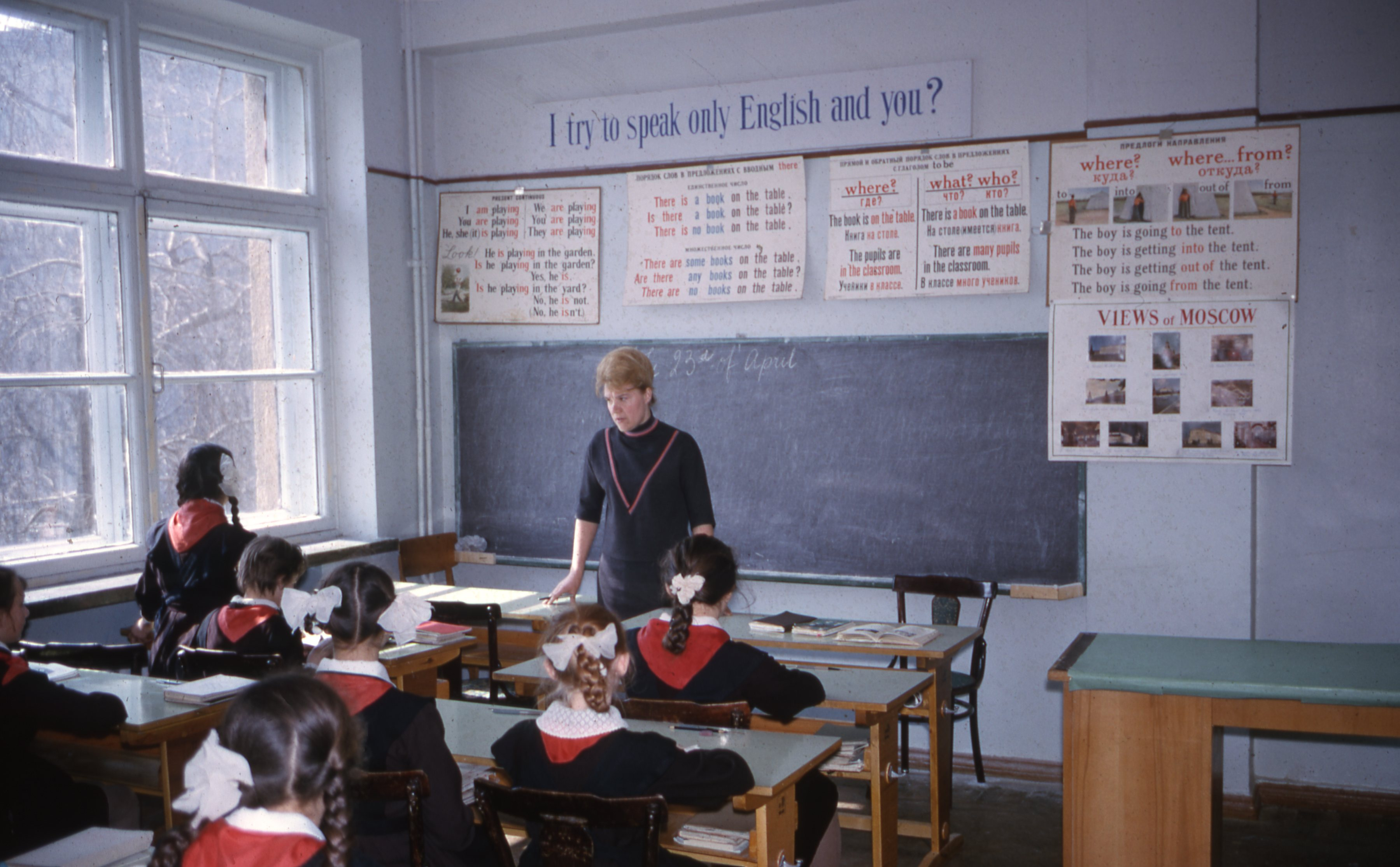
کلاس آموزش زبان انگلیسی در شوروی - سال ۱۹۶۴
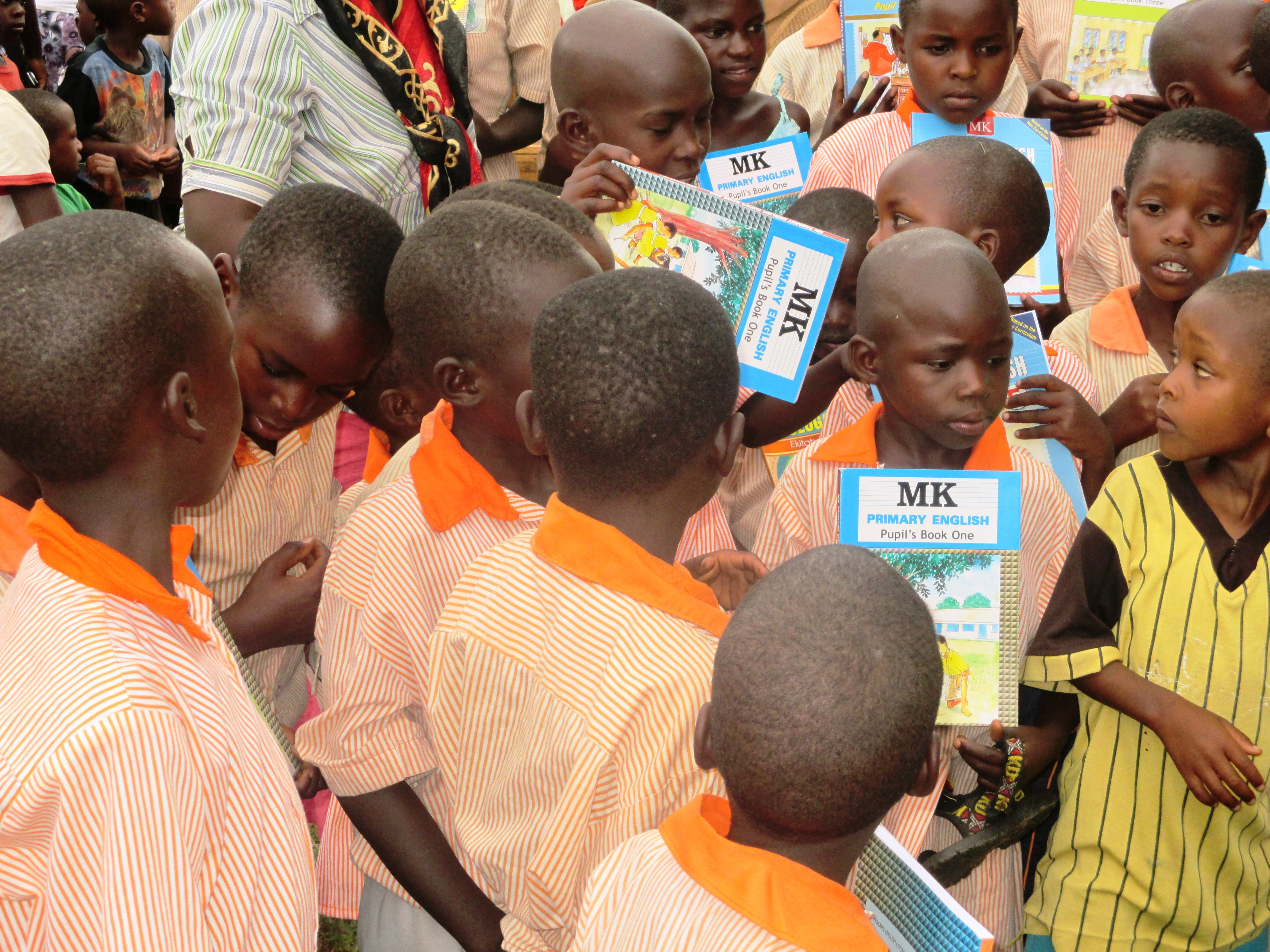
دانش‌آموزان با کتاب یادگیری انگلیسی در اوگاندا
زبان انگلیسی در پنجمین رتبه از ریشهٔ واژگان ترکی استانبولی
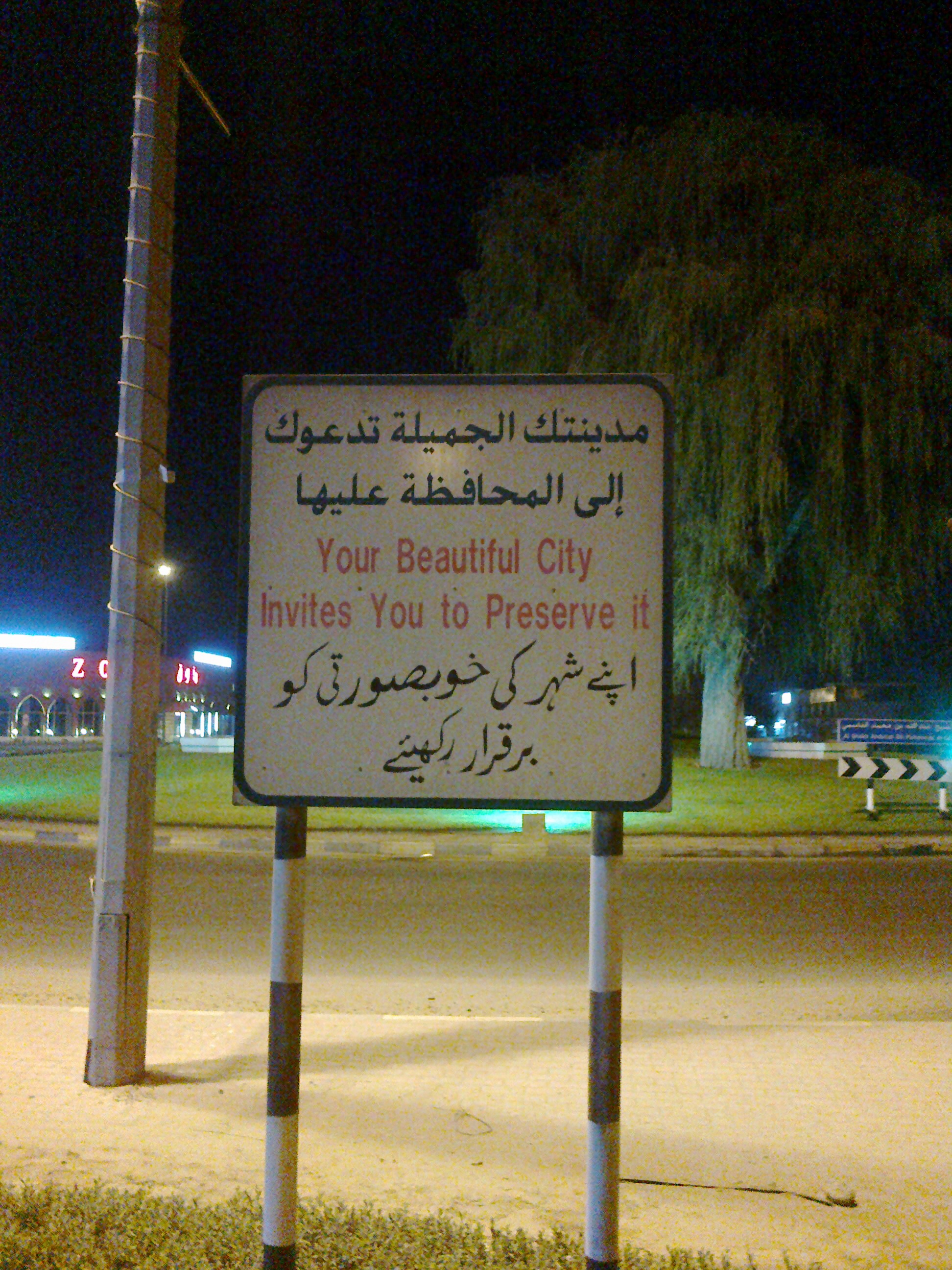
یک تابلوی راهنمای سه‌زبانه به عربی، انگلیسی و اردو در امارات متحده عربی.
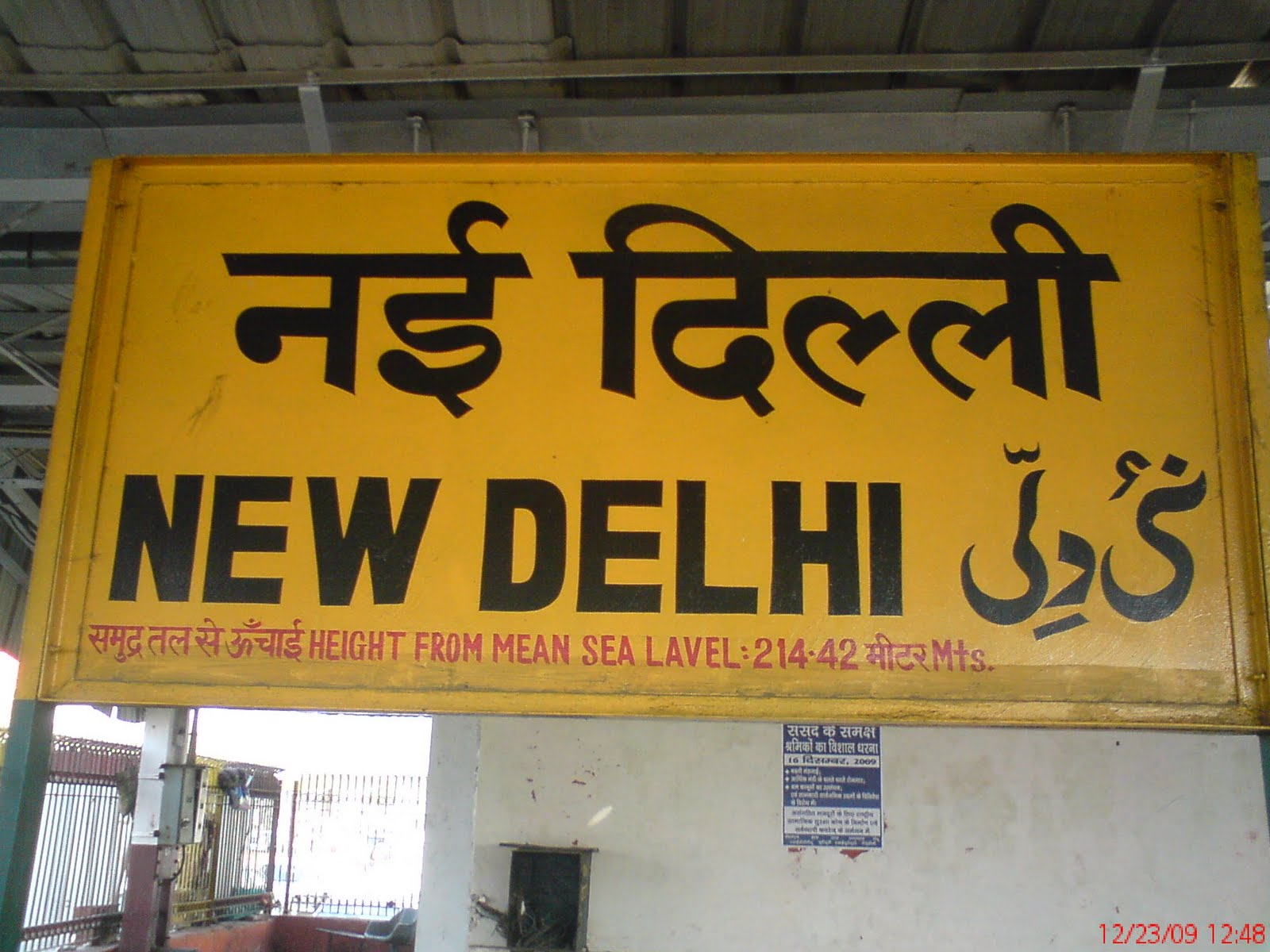
تابلوی چندزبانهٔ ایستگاه راه‌آهن دهلی نو. متون اردو و هندی هر دو به یک صورت خوانده می‌شوند.